# مجموعة السلطان المنصور قلاوون
مجموعة السلطان قلاوون أو مسجد ومدرسة وقبة وبيمارستان المنصور قلاوون هي مجموعة معمارية أثرية شهيرة بالقاهرة، مبنية على الطراز الإسلامي المملوكي. تضم المجموعة مسجدًا ومدرسة وقبة ضريحية وبيمارستان لعلاج المرضى. أمر بإنشائها السلطان المنصور سيف الدين قلاوون أحد أبرز سلاطين عهد المماليك البحرية، والذي أسس لأسرة حكمت مصر والشام وغيرها أكثر من قرن من الزمان، بدأ حكمها بنفسه سنة 678هـ/1279م، وانتهت بالسلطان الصالح صلاح الدين حاجي سنة 784هـ/1382م، وإليه يرجع الفضل في ظهور الدولة المملوكية الثانية (المماليك البرجية أو الجراكسة) ذلك أنه كان مغرماً بشراء أعداد كبيرة من المماليك الجراكسة وأسكنهم أبراج القلعة فسموا لذلك بالبرجية.
يصف البعض قبة المنصور قلاوون بالمجموعة بأنها ثاني أجمل ضريح في العالم بعد تاج محل الهندي. والمجموعة كائنة بمنطقة النحاسين بشارع المعز لدين الله الفاطمي في الجزء المعروف ببين القصرين، وتتبع إدارياً قسم الجمالية بحي وسط التابع للمنطقة الغربية بالقاهرة. يجاور المجموعة عدة آثار إسلامية، فبجانبها يقع مسجد ومدرسة الناصر قلاوون ومسجد ومدرسة وخانقاه الظاهر برقوق ثم المدرسة الكاملية وحمام السلطان إينال، ويقابلها سبيل وكتاب خسرو باشا ومدرسة وقبة نجم الدين أيوب ومدرسة الظاهر بيبرس ثم سبيل محمد علي وقصر الأمير بشتاك.:102:107:202:206

## المنشئ

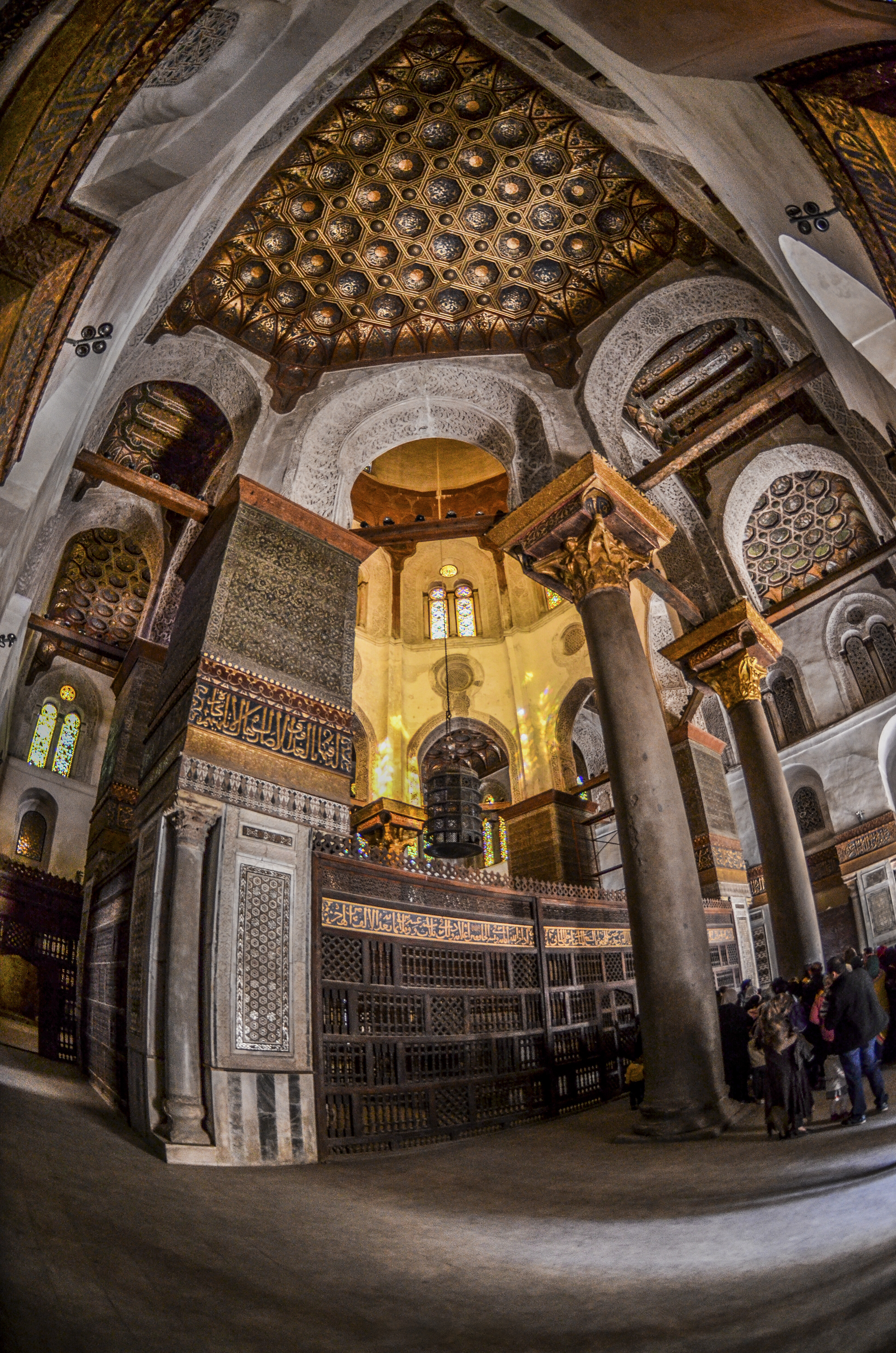
تربة المنصور قلاوون وبها قبره

أمر بإنشاء المجمع أو المجموعة السلطان الملك المنصور أبو المعالي سيف الدين قلاوون بن عبد الله التركي الألفي العلائي الصالحي النجمي. لما قَتل عز الدين أيبك الأمير فارس الدين أقطاي زعيم المماليك البحرية، خرج الأمير قلاوون من مصر فيمن خرج من المماليك البحرية إلى الملك الناصر يوسف صاحب حلب، فاستعداهم لذلك السلطان المعز عز الدين أيبك، وبعدما قُتل وخُلع ابنه المنصور علي، وتسلطن المظفر قطز، عاد قلاوون وبيبرس البندقداري ومن معهما إلى مصر وأسهموا بدور جليل بجانب السلطان قطز في معركة عين جالوت ضد المغول سنة 656هـ/1258م. وعقب مقتل السلطان المظفر قطز على يد بيبرس البندقداري جلس بيبرس على عرش السلطنة ولقب بالظاهر بيبرس، وخلال عهده ارتفعت منزلة قلاوون وعندما أحس الظاهر بيبرس بازدياد نفوذ وعظم مكانة قلاوون في الدولة خشي على خططه التي كانت تهدف إلى تولية ابنه محمد بركة خان من بعده، فعمد إلى توثيق علاقة ابنه بقلاوون عن طريق إتمام زواج ابنه من غاذية خاتون ابنة قلاوون سنة 674هـ/1275م ظناً منه أن قلاوون لن يطمع في انتزاع الملك من زوج ابنته.:16:24:ج1ص114:113:ج3ص60:66:21
وعندما توفي الظاهر بيبرس سنة 676هـ/1277م جدد الأمراء البيعة لابنه السلطان السعيد محمد بركة خان، فما أجمل السلطان السعيد الصحبة مع قلاوون ولا راعى له حق القربة، وزاد الخلاف بين السلطان السعيد والمماليك بعدما قرب إليه جماعة من المماليك الأحداث وأطلق يدهم في إدارة شؤون الدولة وزاد الأمر بتدخل المماليك الخاصكية في توزيع الإقطاعات، وعول كذلك على التخلص من المماليك الصالحية الذين استاؤوا من تصرفاته وسجن بعضهم، ولما تطور الخلاف حاصر الأمراء القلعة وأصروا على أن يخلع السلطان نفسه ففعل وطلب أن يعطوه الكرك فأجابوه إلى ذلك.:16:24:ج3ص60:66

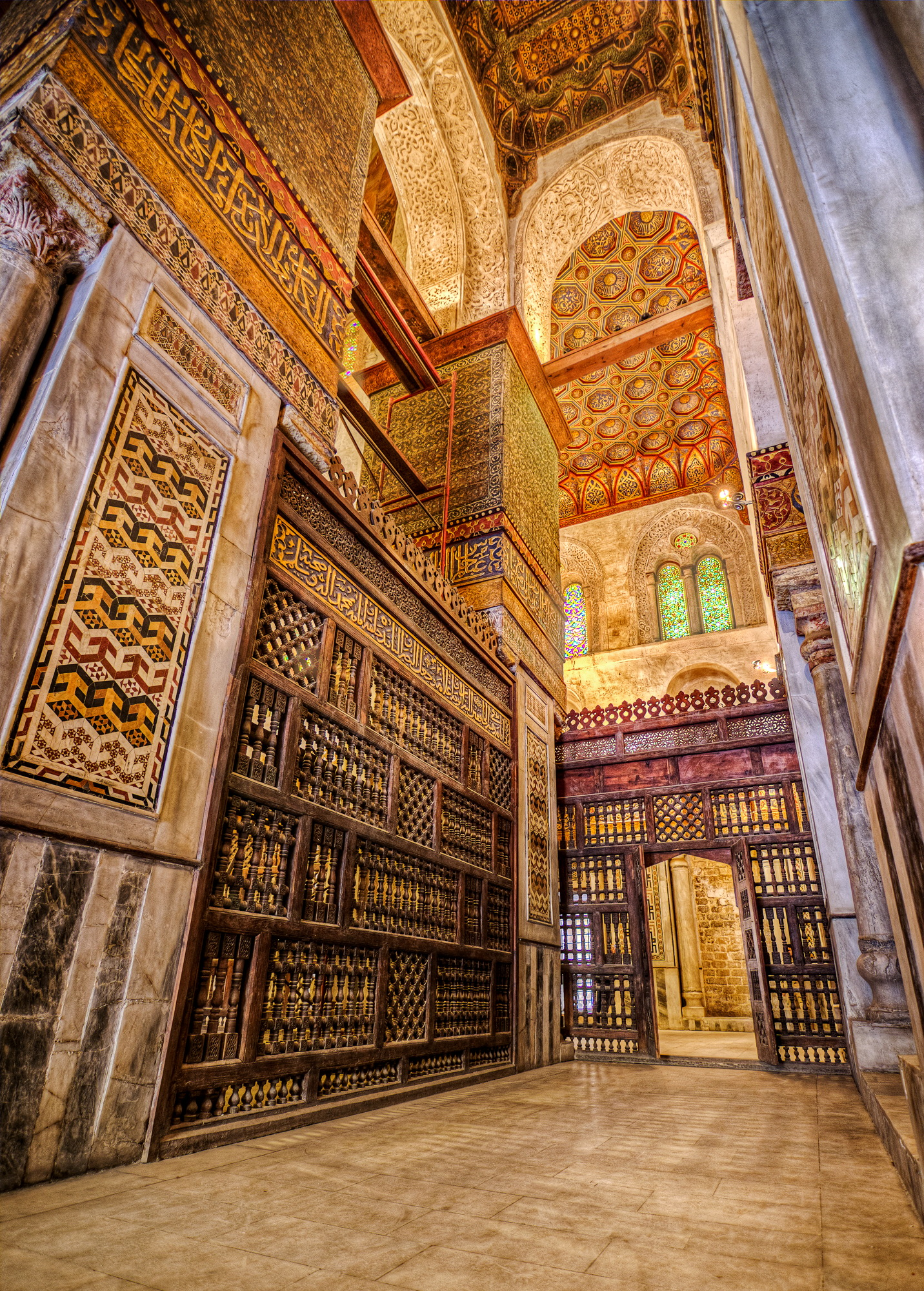
تربة المنصور قلاوون وبها قبره

بعد خلع السلطان السعيد محمد عرض كبار الأمراء السلطنة على قلاوون، فأظهر بُعد نظر وذكاء بأن رفض إجابة طلبهم وإعلانه عدم طمعه في الملك، وأن ما حدث ما كان إلا حفظاً للنظام والدولة وجيوش الإسلام، وأن الأولى أن يخرج السلطان من ذرية الظاهر بيبرس، واتفق الأمراء على تولية بدر الدين سلامش وعمره سبع سنين ولقب بالعادل، واختير قلاوون أتابكاً له، فاستغل قلاوون الفرصة وأخذ يمكن لنفسه بإقصاء المماليك الظاهرية من مناصب الدولة والجيش، وقرب إليه المماليك الصالحية، وأخذ يتصرف في أمور الحكم مدة ثلاثة أشهر، حتى استقر الرأي على خلع السلطان العادل سلامش ونفيه مع أخيه خضر إلى قلعة الكرك، وجلس قلاوون على تخت السلطنة في شهر رجب 678هـ/1279م، فدعم مركزه بإسناد المناصب الكبرى إلى خشداشيته وأخضع من ثاروا عليه في الشام، واستطاع خلال فترة حكمه أن يحقق كثيراً من الإصلاحات الداخلية والانتصارات الخارجية، فضلاً عما كان يمتاز به من الصفات الطيبة والخصال الحميدة، وانتعشت في عهده أحوال البلاد السياسية والاقتصادية والاجتماعية والفنية.:16:24:ج3ص60:66
أسس قلاوون لأسرة حكمت مصر والشام وغيرها أكثر من قرن من الزمان، بدأ حكمها بنفسه سنة 678هـ/1279م، وانتهت بالسلطان الصالح صلاح الدين حاجي سنة 784هـ/1382م، ولم يحكم في تلك الفترة من خارج أسرة قلاوون سوى ثلاثة سلاطين هم كتبغا ولاجين وبيبرس الجاشنكير، كانت فترة حكمهم جميعاً خمس سنوات، وكانوا كلهم من مماليك قلاوون نفسه.
يرجع الفضل إلى قلاوون في ظهور الدولة المملوكية الثانية (المماليك البرجية أو الجراكسة)، ذلك أنه كان مغرماً بشراء أعداد كبيرة من المماليك الجراكسة وأسكنهم أبراج القلعة فسموا لذلك بالبرجية، واعتنى بتربيتهم وإعدادهم حتى صار يعتمد عليهم في الحرب والإدارة وكان الظاهر برقوق أول سلاطين المماليك البرجية من تلك الطائفة.:9:ج3ص60:66

## المهندس
لا يزال اسم مهندس المجموعة المعمارية مجهولاً، ولكن ذكر المؤرخون أن السلطان المنصور قلاوون عهد إلى الأمير علم الدين سنجر الشجاعي بالتنفيذ والإشراف على العمارة، فحشد إلى العمارة ثلاثمائة أسير، كما حشد جميع الصناع وأمرهم بالعمل في هذه العمارة ومنعهم من العمل في غيرها، ثم عمد إلى قلعة الصالح نجم الدين بالروضة ونقل منها ما احتاج إليه من أعمدة جرانيتية ورخام وغيرها.
وكان منصب شاد العمارة أو المشرف على العمارة يُختار له شخصية بارزة من بين العارفين بأمور الهندسة والبناء وذوي الأمانة والصدق وحسن السياسة، وكان من واجبه أن يحرص على مصالح الوقف والمستحقين وأن يجدد ويصلح مباني الوقف، وأن يشرف على أرباب الصناعات المختلفة في العمائر ويحثهم على العمل.:ج1ص114:115:84:85

## التاريخ

خريطة للقاهرة في العهد الفاطمي يظهر بها منطقة بين القصرين

تقع المجموعة الأثرية حالياً في شارع المعز لدين الله الفاطمي في منطقة بين القصرين التي تعود إلى عهد الدولة الفاطمية وذلك لوقوعها بين قصرين هما الشرقي الكبير الخاص بالخليفة المعز لدين الله والغربي الصغير الخاص بالخليفة العزيز بالله ابن المعز. وقد اندثرت معالم القصرين وحل في قسم من أرض القصر الشرقي المدرسة والقبة الصالحية والمدرسة الظاهرية القديمة (البيبرسية) وقصر الأمير بشتاك وسبيل محمد علي وسوق السلاح القديم، أما القصر الغربي فحل في قسم من أرضه مدرسة وقبة وبيمارستان المنصور قلاوون ومسجد ومدرسة ابنه الناصر محمد ومسجد ومدرسة وخانقاه وقبة الظاهر برقوق ومدرسة الحديث الكاملية. وفي القرن الثامن الهجري/الرابع عشر الميلادي استخدم اسم بين القصرين بسبب إنشاء قصر الأمير بيسري وقصر الأمير بشتاك تجاهه. وكان شارع بين القصرين يسع عشرة آلاف جندي، ومنذ قيام الدولة الأيوبية أصبح محلاً لأهم أسواق القاهرة ومكان انعقاد مجتمعات قراءة السير والأخبار وإنشاد الشعر والتفنن في أنواع الألعاب والملاهي.:30:105:106:ج1ص114

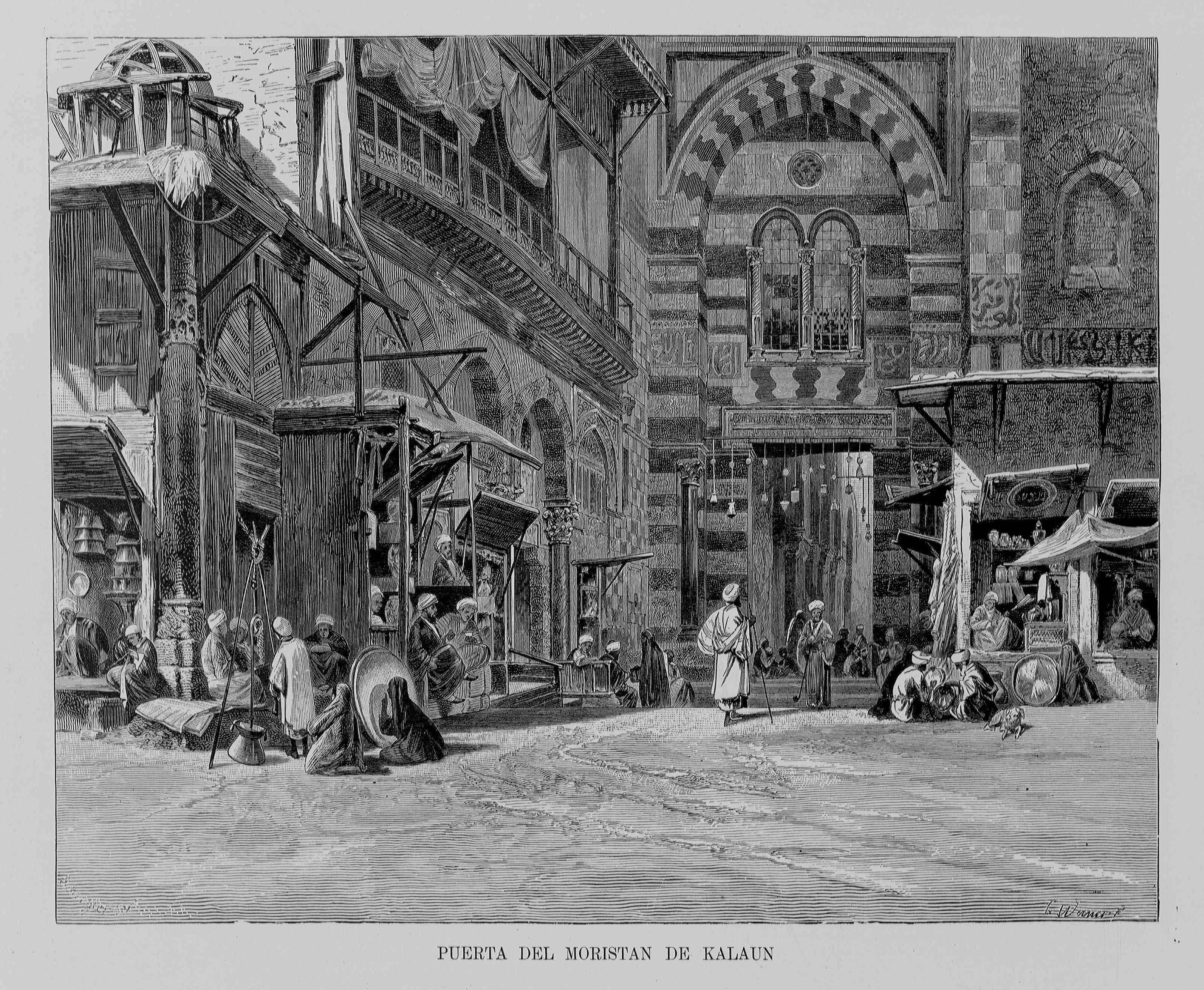
لوحة فنية لمدخل المجموعة تعود لعام 1882

أقيمت المجموعة على جزء من أرض القصر الفاطمي الغربي كانت في الأساس قاعة كبيرة لست الملك ابنة الخليفة العزيز بالله وأخت الخليفة الحاكم بأمر الله، ثم عرفت بدار الأمير فخر الدين جهاركس، ثم دار موسك نسبة إلى الأمير عز الدين موسك الصلاحي من أمراء الدولة الأيوبية، ثم صارت للملك المفضل قطب الدين أحمد بن الملك العادل أبى بكر بن أيوب، وظلت في يد الأميرة الست الجليلة عصمة الدين مؤنسة خاتون القطبية الأيوبية ابنة الملك العادل أبى بكر وأخت الملك المفضل قطب الدين، فصار يطلق عليها الدار القطبية، فأخذها منها السلطان المنصور قلاوون وعوضها بقصر الزمرد برحبة باب العيد.:83:84 يعد البيمارستان السبب في إنشاء المجموعة، وذلك أن المنصور قلاوون عندما كان أميراً أصابه المرض بدمشق فعولج بأدوية أخذت من بيمارستان نور الدين الشهيد، وعندما برأ زار البيمارستان فأعجب به ونذر إن آتاه الله ملك مصر أن يبني بها بيمارستاناً، فلما ولي الملك وفي بنذره ووقع اختياره على الدار القطبية وغيرها لإنشاء البيمارستان والمدرسة والمسجد والقبة.:ج1ص114 وهناك رواية أخرى تقول أن السلطان أمر مماليكه بوضع السيف في العوام لأمر أوجب تغير خاطر السلطان عليهم، لأنهم خالفوا أمره في شئ بجهلهم، فأمر بقتلهم، فلعب فيهم السيف ثلاثة أيام قتل فيها ما لا يحصى عدده، فلما زاد الأمر عن حده، طلع القضاة والعلماء إلى السلطان وشفعوا فيهم، فعفا عنهم وكف عنهم القتل، ولما راق خاطر السلطان، ندم على ما فعل وبنى البيمارستان وأوقف عليه أوقافاً كثيرة، وفعل من أفعال الخير ما لا يفعله غيره من الملوك ليكفر الله عنه ما فعله بالناس لعل الحسنات يذهبن السيئات.:ج3ص67:68
استغرق بناء المجموعة أربعة عشر شهراً في الفترة ما بين ربيع الأول 683هـ/1283م وجمادي الأول 684هـ/1284م ونقشت تلك التواريخ على العتب الرئيسي بما نصه:
«أمر بإنشاء هذه القبة الشريفة المعظمة والمدرسة المباركة والبيمارستان المبارك مولانا السلطان الأعظم الملك المنصور سيف الدنيا والدين قلاوون الصالحي وكان ابتداءً عمارة ذلك في ربيع الآخر سنة ثلاث وثمانين وستمائة والفراغ منه في جمادي الأول سنة أربع وثمانين وستمائة»

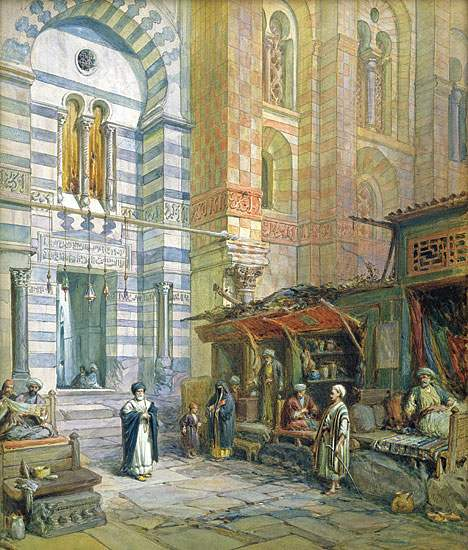
لوحة فنية لمدخل المجموعة تعود لعام 1900

إلا أن عظم مساحة المجموعة وكثرة زخارفها ودقتها جعلت المؤرخين يشككون في تلك التواريخ، وافترضوا أن تلك التواريخ كتبت عند الفراغ من كتلة البناء والوجهات لا الزخرف، وعزز شكوكهم اختلاف المؤرخين في تاريخ دفن المنصور قلاوون بقبته، حيث ذكر كثير منهم أنه دفن بها غداة وفاته، بينما ذكر مفضل بن أبى الفضائل أنه في 10 محرم 690هـ/1291م نقل السلطان الشهيد المنصور من القلعة ودخلوا به من باب البرقية وصلوا عليه بالجامع الأزهر، وحمل إلى تربته ودفن بقبته، وذكر أيضاً ابن الفرات أن المنصور قلاوون توفي في 6 ذو القعدة 689هـ/1290م وحمل إلى قلعة الجبل واستمر بها إلى آخر يوم الأول من محرم 690هـ/1291م، ونقل جثمانه يوم 2 محرم من القلعة إلى تربته بالمدرسة المنصورية، وعزز الروايتين ابن شاكر الكتبي والمقريزي الذي ذكر أن الأشرف خليل أمر بنقل أبيه من القلعة إلى القبة المنصورية في 2 محرم 690هـ/1291م. ومن هذه الروايات يفهم أن الانتهاء من بناء المجموعة وزخارفها كان في أول سنة 690هـ/1291م وتكون بذلك قد استغرقت سبع سنين وثمانية أشهر، ويجوز أن المدرسة والبيمارستان قاما بوظائفهما في جزء من البناء قبل الفراغ منه كما اعتيد في ذلك الزمن وكما حدث في مسجد المؤيد شيخ، فقد ورد أنه في سنة 686هـ/1287م جلس قاضي القضاة برهان الدين السنجاري للحكم في المدرسة المنصورية، وفي شهر رمضان 684هـ عين مهذب الدين المعروف بابن أبي حليقة لتدريس الطب بالبيمارستان.:ج1ص115:116
وصف المؤرخون البيمارستان بأنه كان بيمارستاناً كاملاً ومدرسة للطب له صيدلية كاملة خصص لمعالجة جميع الأمراض، كانت به أقسام للرمد والجراحة والأمراض الباطنية والعقلية وأمراض النساء وجميعها داخلية وخارجية، وكانت تصرف الأدوية والأغذية لمن يعالجون في منازلهم، وظل البيمارستان يؤدي وظيفته إلى سنة 1856م حيث دب إليه الانحلال فلم يبق به سوى المجانين الذين نقلوا منه لاحقاً إلى ورشة الجوخ في بولاق، ثم نقلوا إلى العباسية سنة 1880م، ثم تحول البيمارستان لمعالجة جميع الأمراض، ثم اقتصر على معالجة أمراض العيون، وفي سنة 1915 أقامت وزارة الأوقاف بقسم من البيمارستان مستشفى لمعالجة أمراض العيون وهو الباقي إلى الآن. ومما يؤثر عن المنصور قلاوون أنه لما زار البيمارستان عقب فراغه تناول قدحاً من شراب البيمارستان وشربه وقال «قد وقفت هذا على مثلي فمن دوني وجعلته وقفاً على الملك والمملوك والذكور والإناث والكبير والصغير والحر والعبد والجندي والأمير».:ج1ص122:123:ج1ص379:382

## التصميم
اشتملت واجهة المجموعة على عقود محمولة على عمد رخامية بداخلها شبابيك مفرغة بأشكال هندسية بها إفريز مكتوب به اسم المنشئ وألقابه وتاريخ الإنشاء، وتنتهي من أعلاها بشرفة مسننة محلى وجهها بزخارف، وهي واجهة غير مألوفة في عمارات مصر، يظهر بها التأثيرات السورية. على الطرف البحري منارة مكونة من ثلاثة أدوار، الأسفل والأوسط مربعان، فتحت بها شبابيك تنوعت عقودها، أما الثالث فهو مستدير به نقوش دقيقة وكتابات في الجص متوج بكرنيش مصري الطراز، أما خوذتها فليست منها، ورجح الأثريون أنها كانت مضلعة مخوصة مثل طرازات المنارات الشائعة في تلك الفترة. وتلك المنارة من أعمال السلطان الناصر محمد بن قلاوون والتي أنشأها على إثر سقوط المنارة الأصلية في زلزال سنة 702هـ/1302م.:ج1ص116:123
يتوسط الواجهة الباب الرئيسي وهو مكسو بالرخام الملون، وعلى مصراعيه كسوة نحاسية مفرغة برسوم هندسية، وسماعتاه على شكل رأس حيوان. يؤدي هذا الباب إلى دهليز له سقف خشبي فتحت على جانبيه أبواب وشبابيك متقابلة للقبة والمدرسة، وينتهي إلى باب يؤدي إلى البيمارستان. وللقبة بابان مفتوحان على هذا الدهليز، الأول يؤدي إليها مباشرة والثاني يؤدي إلى القاعة أمامها وهي فناء أو فسحة معدة لإقامة المماليك الموجودين بهدف حراسة القبة.:ج1ص116:123
هدم الأمير عبد الرحمن كتخدا القبة الخارجية الكبيرة سنة 1174هـ/1760م، وأعادت بناءها لجنة حفظ الآثار العربية سنة 1326هـ/1908م، وتصميمها مقتبس إلى حد ما من تصميم قبة الصخرة بالقدس الشريف، فالقاعدة مربعة أقيم وسطها أربعة عمد ضخمة من الجرانيت متقابلة مذهبة تيجانها، وأربعة أكتاف من البناء في نواصي كل منها أربعة عمد من الرخام، وهذه الأكتاف مع العمد تحمل عقوداً وتنتهي من أعلى بميمة فوقها شباك مستدير، وفتح بأضلاع المثمن شبابيك قندلية من الجص والزجاج الملون، أحيطت بزخارف ثم مقرنص خشبي فالقبة، وغطي ما حول المثمن بأسقف خشبية مذهبة. أما جدران القبة وفتحات الشبابيك والدواليب المحيطة بها فهي مؤزرة بالرخام المطعم بالصدف، وتعد من أدق أعمال الرخام بالآثار الإسلامية بمصر، نقش بعضها على هيئة رسوم هندسية والبعض الآخر بالخط الكوفي المربع، يعلوها إفريز رخامي دقيق الصنع. أما محراب القبة فهو أكبر وأفخم محراب في آثار مصر، يكتنف كل من جانبيه ثلاثة عمد رخامية، وبتجويفته أربع طبقات من تجاويف محارية مذهبة محمولة على عمد رشيقة وباقيه من الرخام والصدف الدقيق.:ج1ص116:123
من أرضية القبة إلى قمتها لا يرى إلا لوناً زاهياً وتذهيباً براقاً، وزجاجاً ملوناً بالشبابيك، وعقوداً محلاة بزخارف جصية مورقة. وبوسط المثمن قبر عليه بقايا تابوت من الخشب المنقوش والمكتوب بالخطين الكوفي والنسخي، وتشتمل على حشوات مثمنة ومسدسة محفورة بالأويمة الدقيقة، وقد دفن بهذا القبر المنصور قلاوون وابنه الناصر محمد بن قلاوون وابنه الصالح عماد الدين إسماعيل، وفي سنة 1231هـ/1816م أقام أحد نظاره شاهدين رخاميين على أحدهما عمامة عثمانية بها ريشة مذهبة وعلى الآخر أبيات من الشعر. وأحيط هذا المثمن بمقصورة خشبية حليت بنقوش وكتابات أمر بعملها الناصر محمد بن قلاوون، وحليت الواجهة الغربية للقبة بشبابيك وزخارف جصية وكتابات كوفية، وأمامها صحن مكشوف تحيط به أروقة معقودة بقبوات. وكان ملحقاً بها مكتبة ومتحف لحفظ ملابس من دفن بها، وهو ثالث متحف لحفظ مخلفات العظماء في الآثار الإسلامية بعد متحف عقبة بن عامر في مسجده ومتحف قبة الصالح نجم الدين أيوب.:ج1ص116:123
أمام باب القبة يقع باب المدرسة، وقد كانت تخربت فعنيت لجنة حفظ الآثار العربية بإصلاح إيوانها الشرقي، وهو إيوان ذو نظام خاص لم يسبق له مثيل بمصر، فقد أقيم على فتحته عمودان يحملان عقدان كبيران، يكتنف كل منهما فتحتان معقودتان مستطيلتان، يعلو ذلك شباك مستدير يكتنفه كتفان بكل منهما ثلاثة شبابيك بعضها فوق بعض. ينقسم هذا الإيوان إلى ثلاثة أروقة أوسطها أكبرها، وسقفه محمول على عمد رخامية تعلوها عقود حليت هي والشبابيك المستديرة أعلاها بزخارف جصية، كما توجد كوابيل متقابلة بوجه أرجل العقود أعلى الأعمدة. والقسم الأوسط من الإيوان مغطى بسقف مستو وكان في الأصل مغطى بقبو معقود. ومحراب القبلة أقل فخامة من محراب القبة وطاقيته وتواشيحه من الفسيفساء المذهبة ويجاوره منبر بسيط وهو ليس المنبر الأصلي بل من أعمال الأمير أزبك من ططخ سنة 899هـ/1494م.:ج1ص116:123
أما الإيوان الغربي فقد تخرب وضاعت معالمه وأجريت به إصلاحات لصيانته، وألحق بالواجهة سبيل وكُتَّاب من أعمال الناصر محمد بن قلاوون. وبالنسبة للبيمارستان فقد أبقى المهندس على قاعة ست الملك وهي جزء من القصر الفاطمي الغربي واستخدمها بيمارستاناً، وهي ذات إيوانات أربعة بكل إيوان شاذروان وبدور قاعتها فسقية، وتنحصر بقايا البيمارستان في بقايا إيوانين كبيرين وهما قسم من الإيوان الشرقي به فسقية رخامية وقسم من الإيوان الغربي وبه سلسبيل حليت حافته بحيوانات تنحدر المياه إلى فسقية فمجراة من الرخام ومثل هذا موجود في قصر الحمراء بالأندلس.:ج1ص116:123

## الترميم

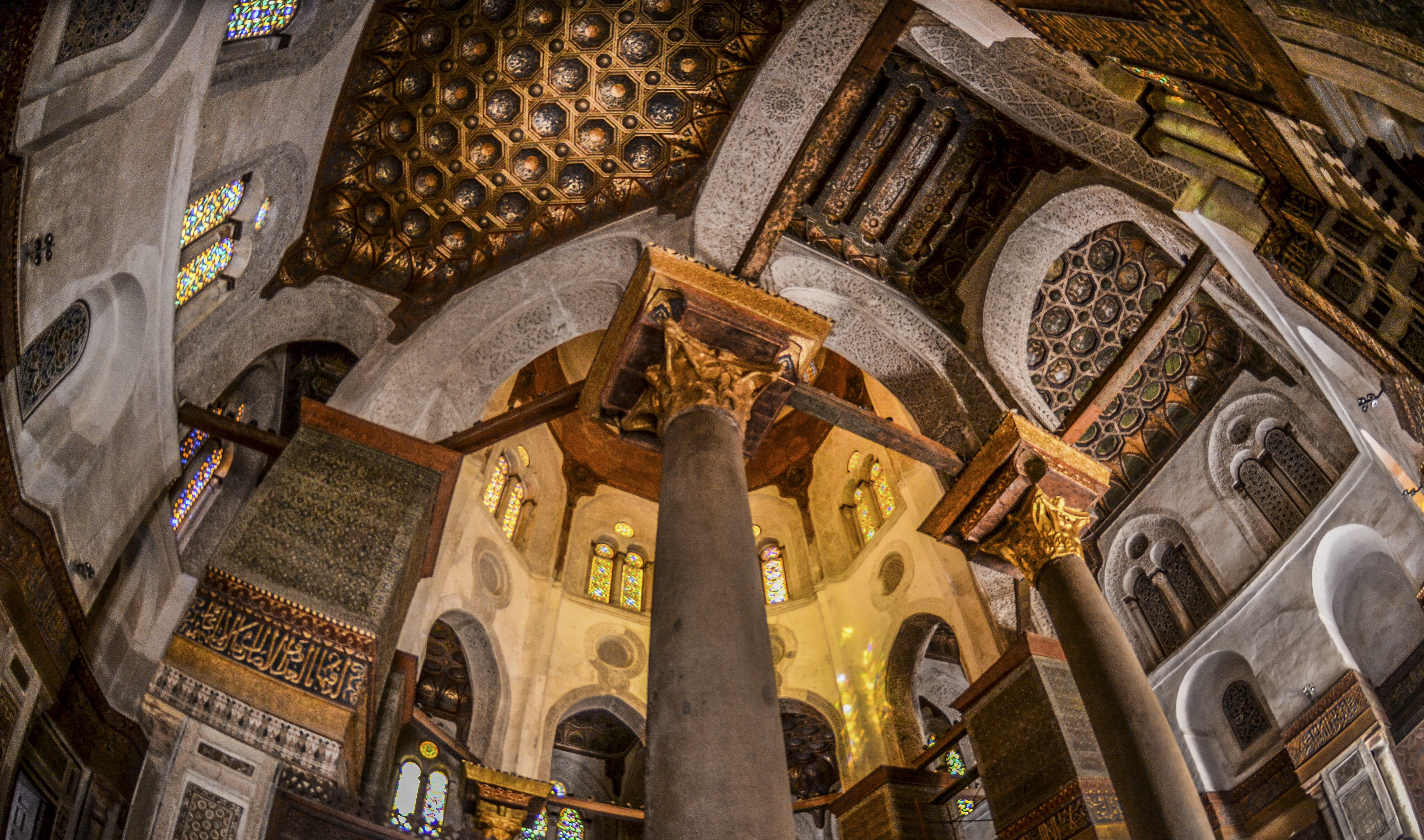
سقف القبة بعد عمليات الترميم

سقطت منارة المجموعة على إثر زلزال سنة 702هـ/1302م، فقام السلطان الناصر محمد بن قلاوون بإنشائها سنة 703هـ/1303م بمعرفة الأمير سيف الدين كهرداش المنصوري، كما أحاط المثمن بالقبة بمقصورة خشبية حليت بنقوش وكتابات، وكتب اسمه عليها، كذلك ألحق بواجهة المدرسة سبيل وكُتَّاب أنشأه على روح والده المنصور قلاوون سنة 726هـ/1326م بمباشرة الأمير آقوش نائب الكرك. وأضاف المنبر الحالي إلى إيوان القبلة الأمير أزبك من ططخ سنة 899هـ/1494م كذلك أضاف قبة أعلى الفسقية التي كانت بالصحن. وفي سنة 1174هـ/1760م قام عبد الرحمن كتخدا بتغييرات على أحد بابي القبة المؤدي إلى القاعة أمامها، وعلى باب المدرسة المقابل له وهما البابان الرئيسيان كما هدم القبة الخارجية الكبيرة، والتي أعادت بناءها لجنة حفظ الآثار العربية سنة 1326هـ/1908م على مثال قبة الأشرف خليل بن قلاوون المعاصرة لها، كما وجه هرتس باشا عنايته لترميم زخارفها وسقوفها وشبابيكها ونجارتها واستمر العمل بها من سنة 1903 إلى سنة 1911، كذلك عنيت اللجنة بإصلاح الإيوان الشرقي للمدرسة في الفترة من 1916 إلى 1919. وقد عثرت اللجنة في القسم البحري للبيمارستان على أجزاء من سقوف خشبية بها رسوم طيور وحيوانات وكتابات كوفية نقلت إلى دار الآثار العربية.:ج1ص116:123
تعرضت المجموعة للتصدع بعد زلزال 1992 ما استدعى تنفيذ مشروع ضخم لترميمها على مراحل، حيث كانت تعاني من بعض التصدعات ووجود المخلفات الأثرية، وارتفاع منسوب المياه الجوفية، والتي أدت إلى إتلاف بعض الأساسات. بدأت أعمال الترميم سنة 1998 وتضمنت عمل لوحات للرفع المساحي للمجموعة، بالإضافة إلى أعمال التوثيق الفوتوغرافي، وكذلك التوثيق من خلال الفيديو والديجيتال لجميع العناصر الأثرية، واستبدال بعض الأحجار التالفة التي لا يمكن معالجتها بأخرى من نفس نوعية الأحجار القديمة، وكذلك ترميم محرابي المدرسة والقبة، وافتتاح البيمارستان لأول مرة للزيارة.

## سرقة المحتويات
لم تسلم المجموعة المعمارية من محاولات السرقة التي امتدت إلى أكثر من أثر إسلامي بمدينة القاهرة القديمة، فسُرِق منها مطرقتا أو مقبضا الباب الرئيسي وهي من القطع الأثرية الهامة.

وجه عملة مصرية ورقية "سابقة" فئة 10 جنيه تعود لعام 1950.

## التكريم
لكونها معلم سياحي وأثري بارز ومشهور، سلطت الدولة المصرية الضوء على المجموعة من خلال تزيين وجه أحد تصميمات عملاتها الورقية السابقة من فئة عشرة جنيهات والتي تعود لعام 1950 بصورة واجهة المجموعة، وذلك لما تحمله العملات الورقية من قيمة فنية بخلاف القيمة الاقتصادية، والتي تتمكن بها الدول من الترويج لمعالمها وكنوع من الفخر والاعتزاز بتلك المعالم النادرة.

## معرض صور

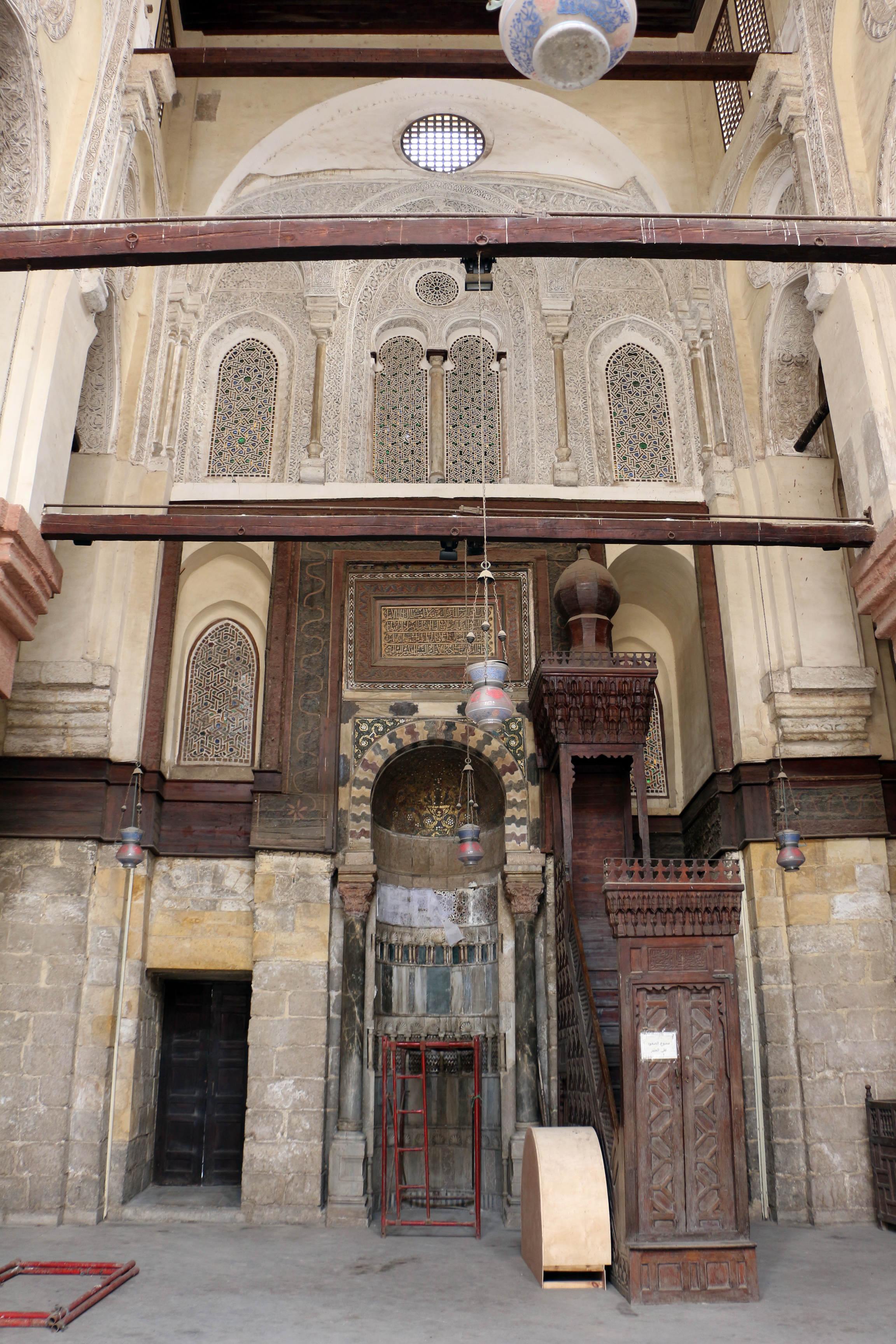
محراب إيوان القبلة
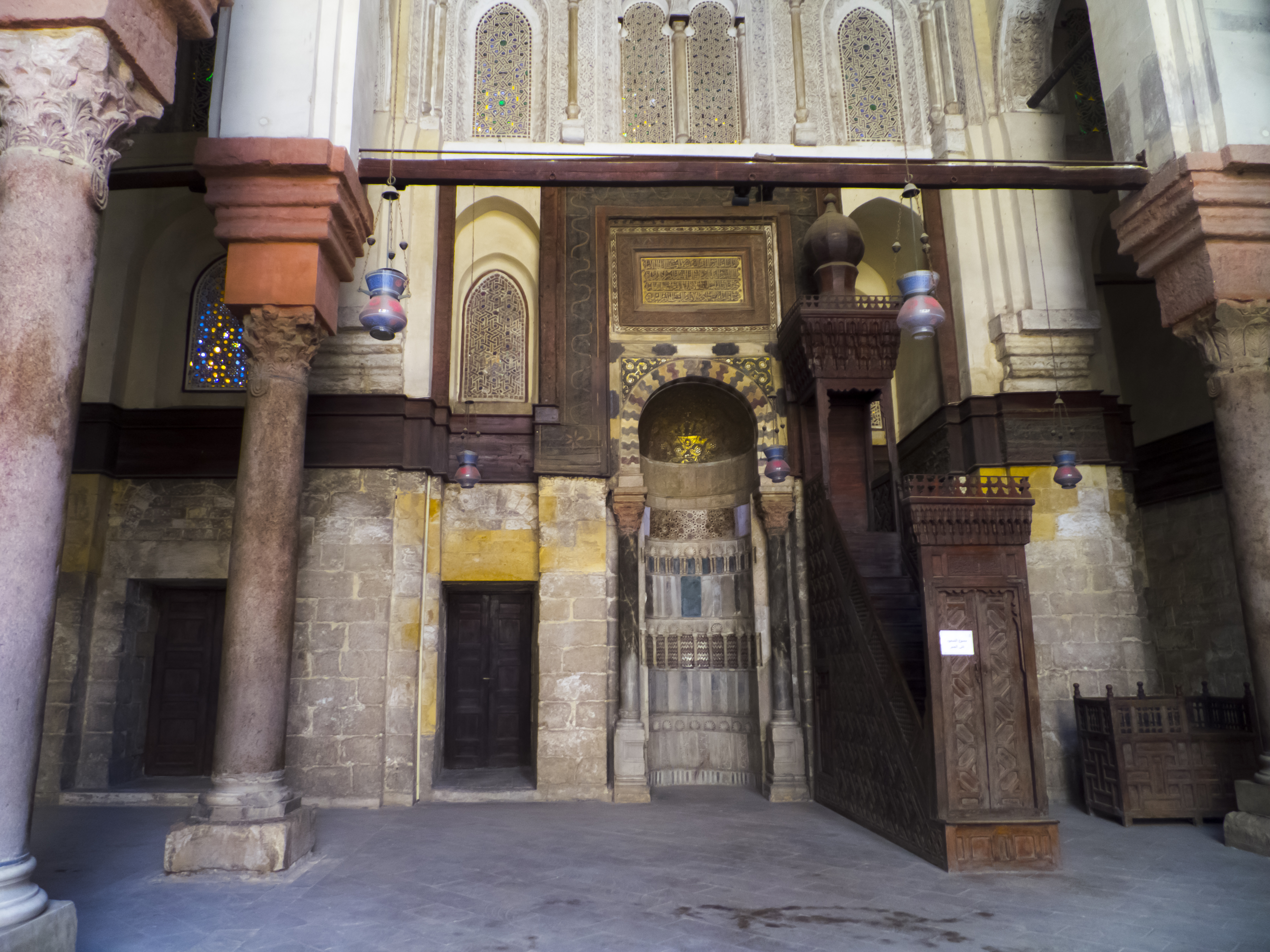
محراب إيوان القبلة
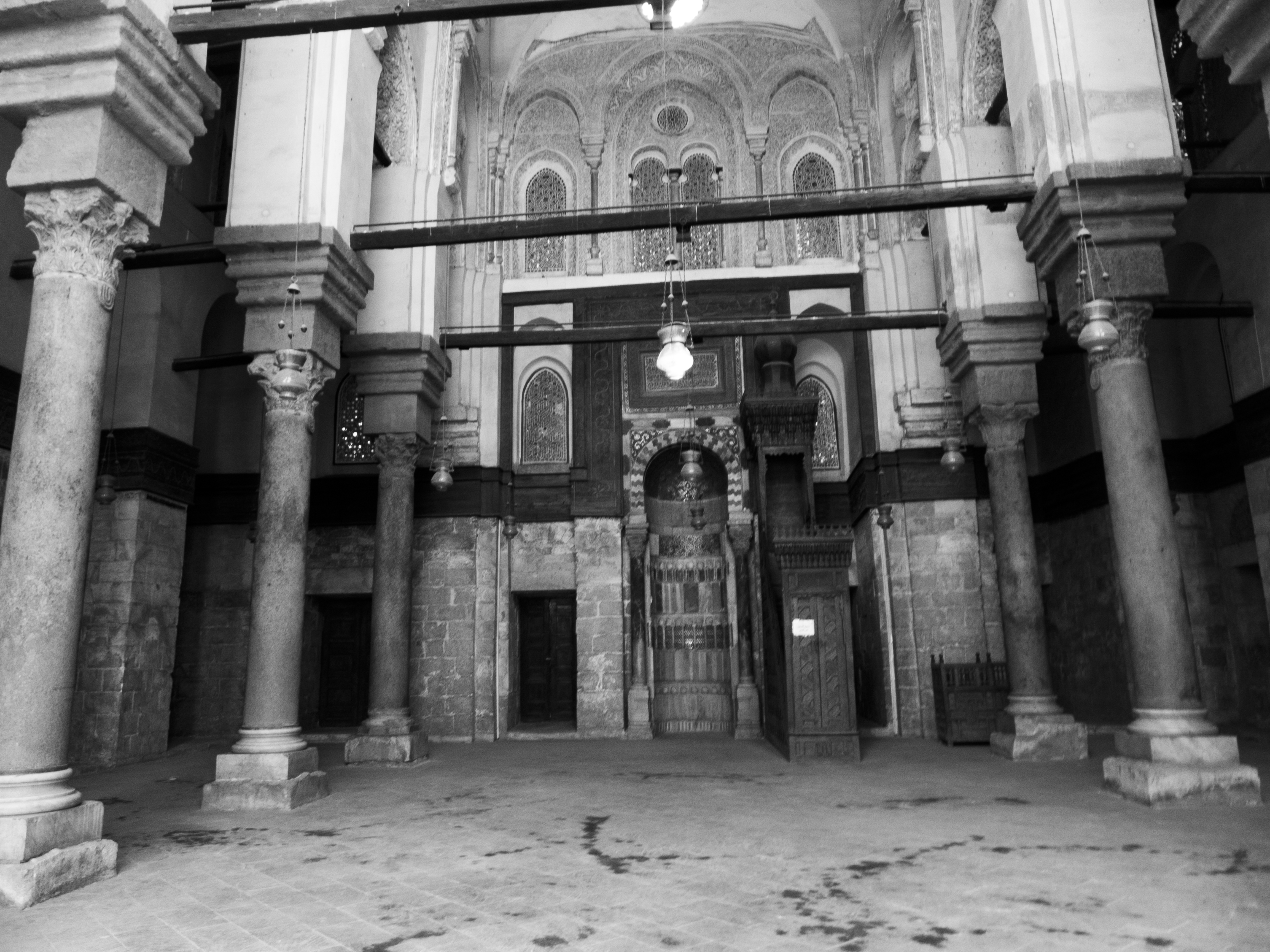
محراب إيوان القبلة
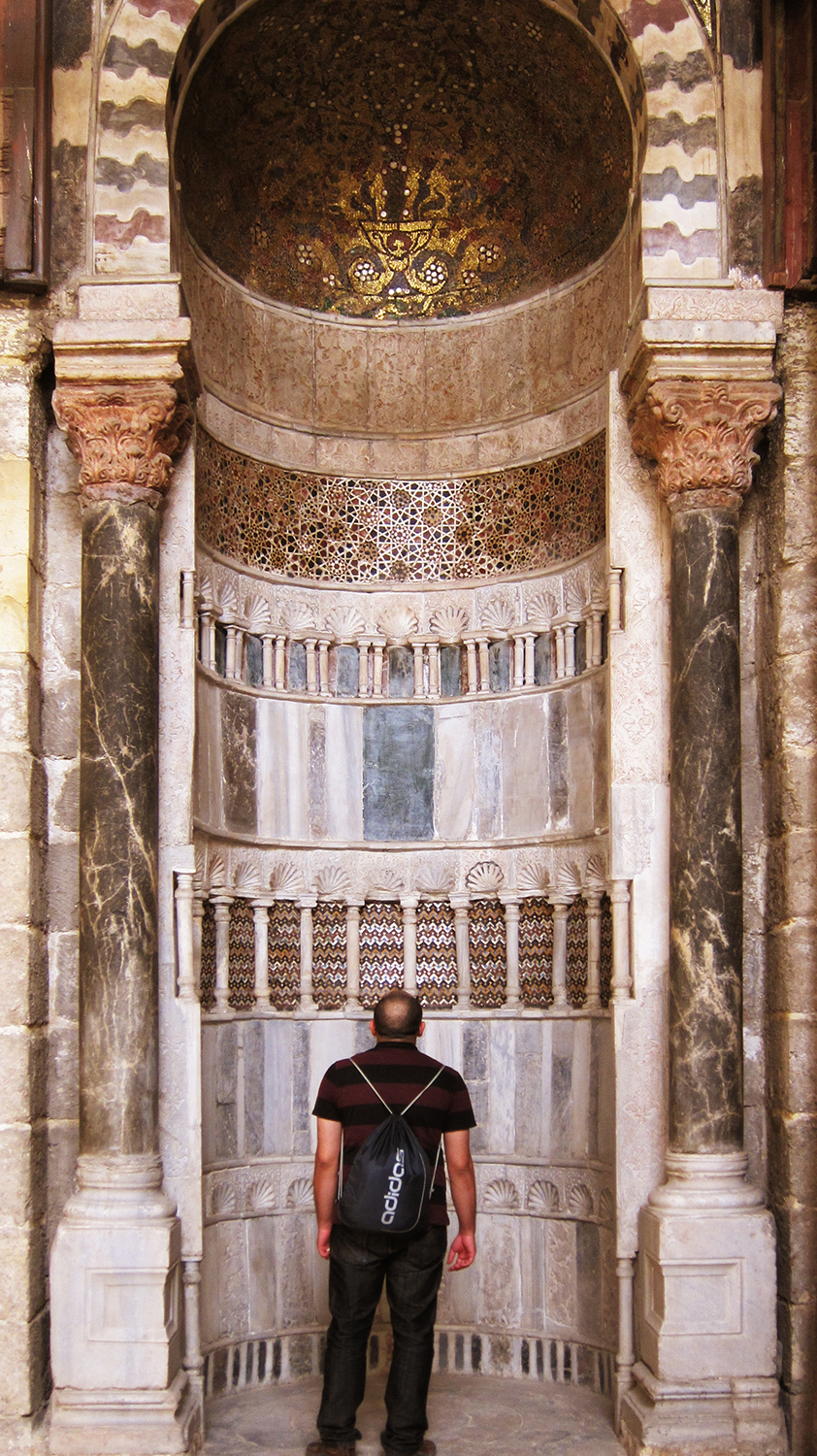
محراب إيوان القبلة
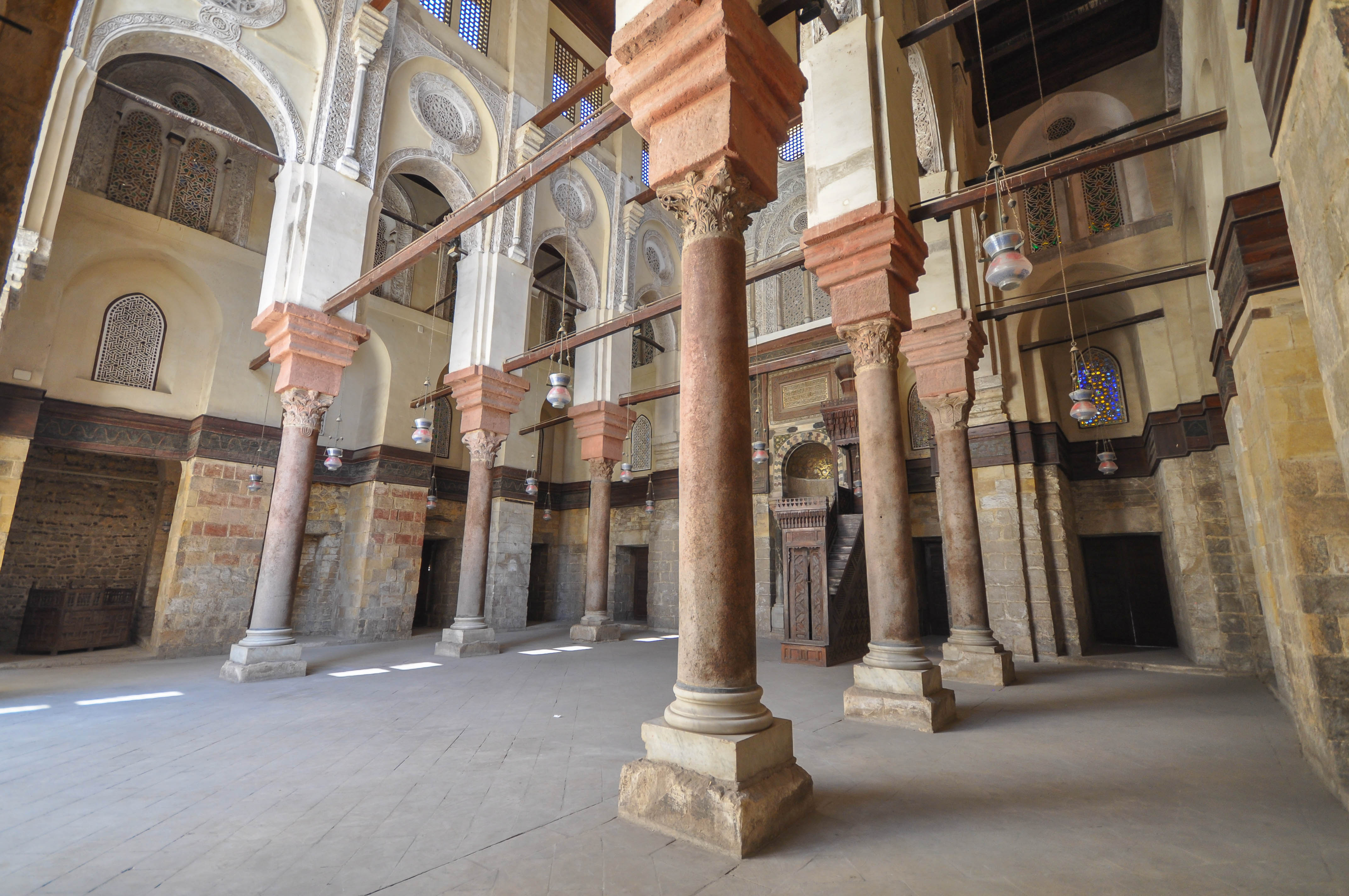
محراب إيوان القبلة
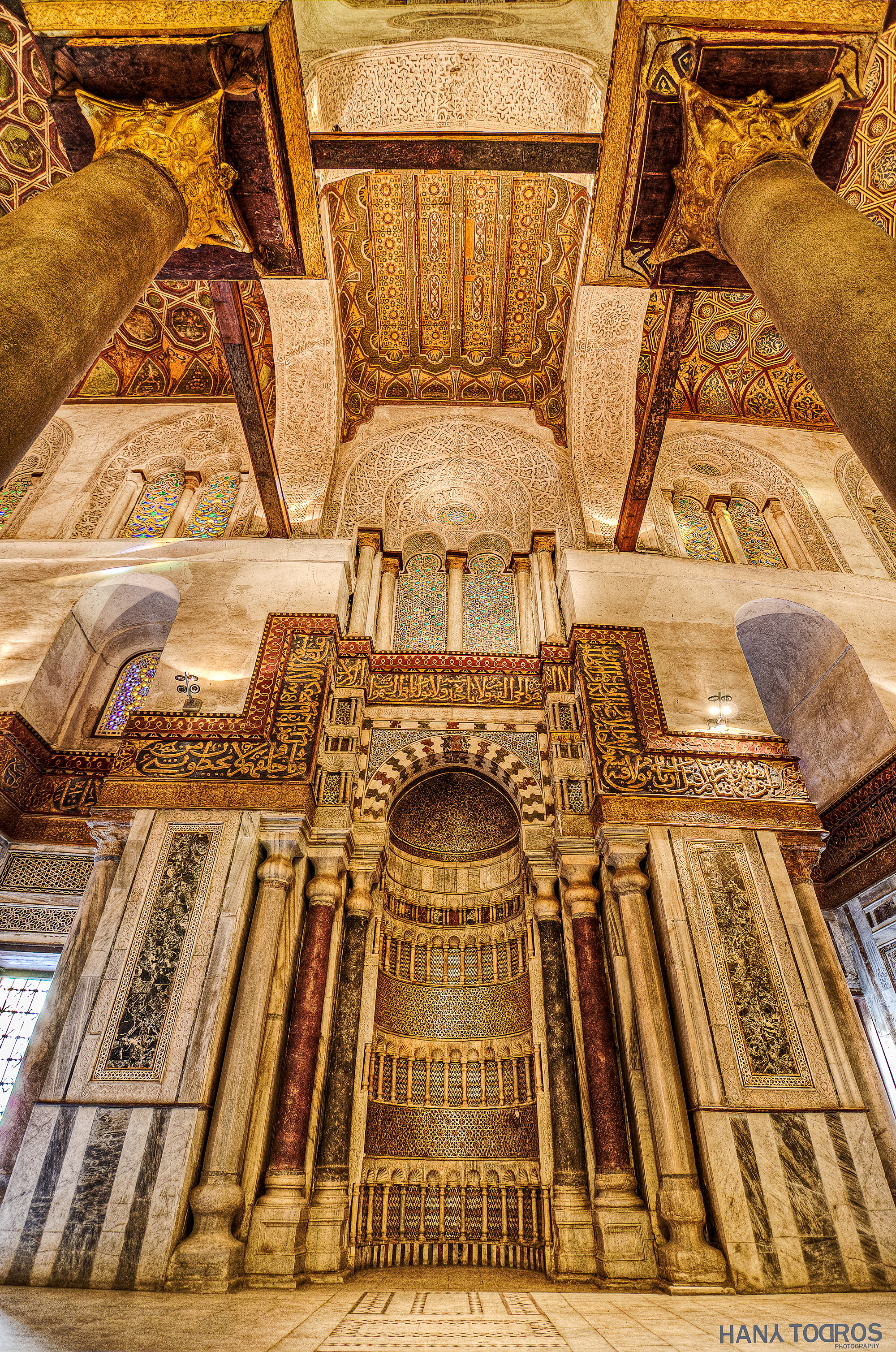
محراب القبة الضريحية
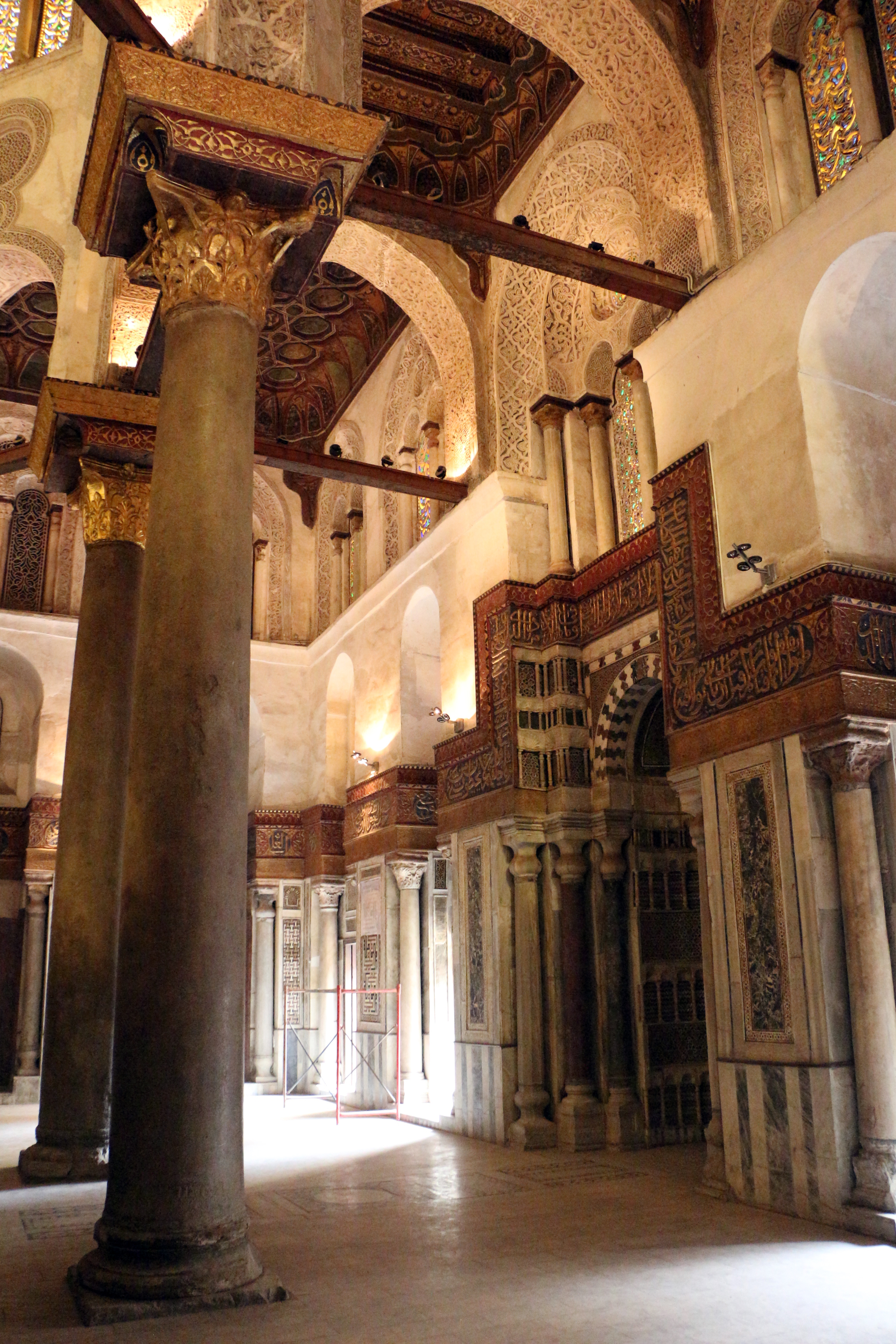
محراب القبة الضريحية
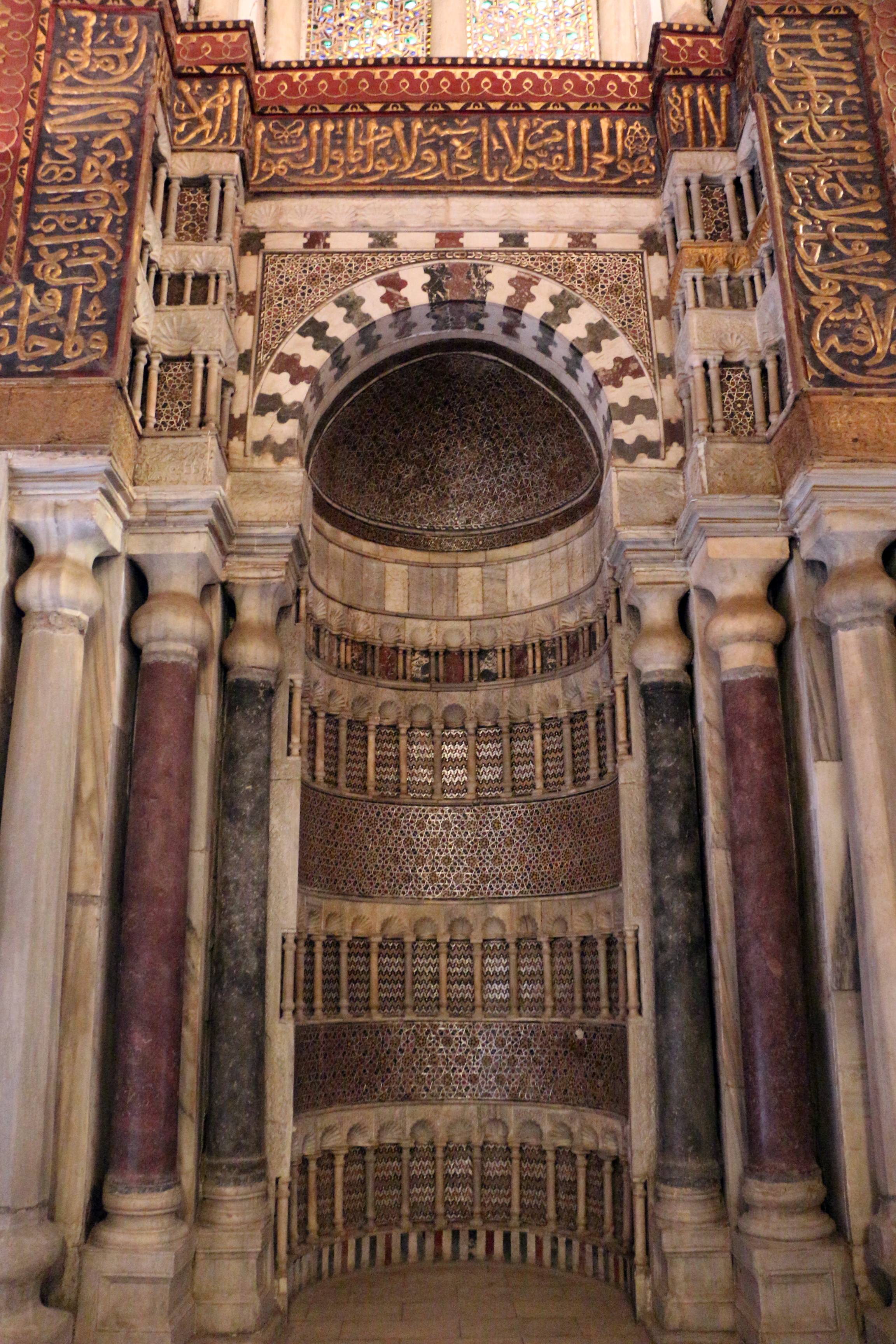
محراب القبة الضريحية
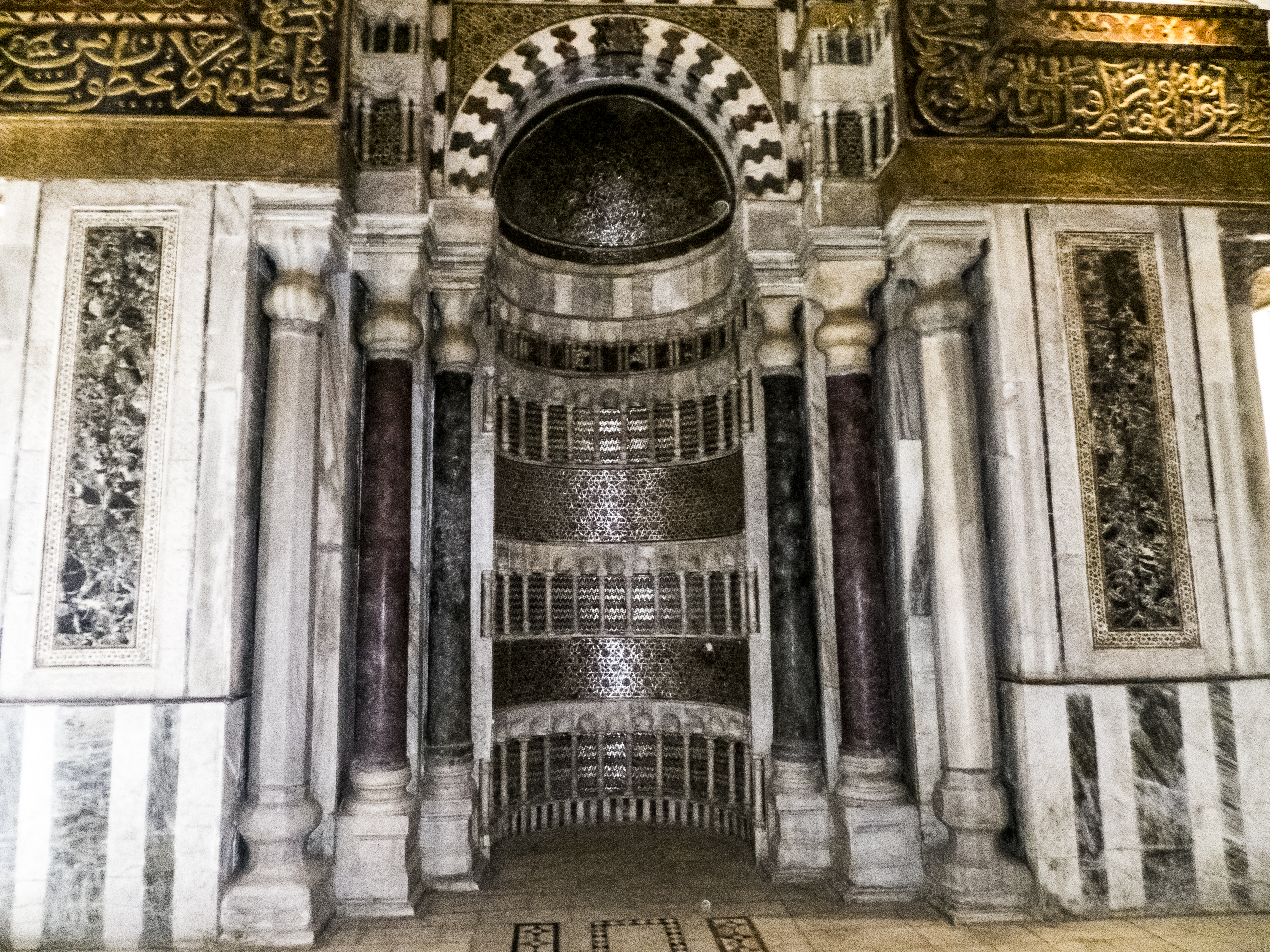
محراب القبة الضريحية
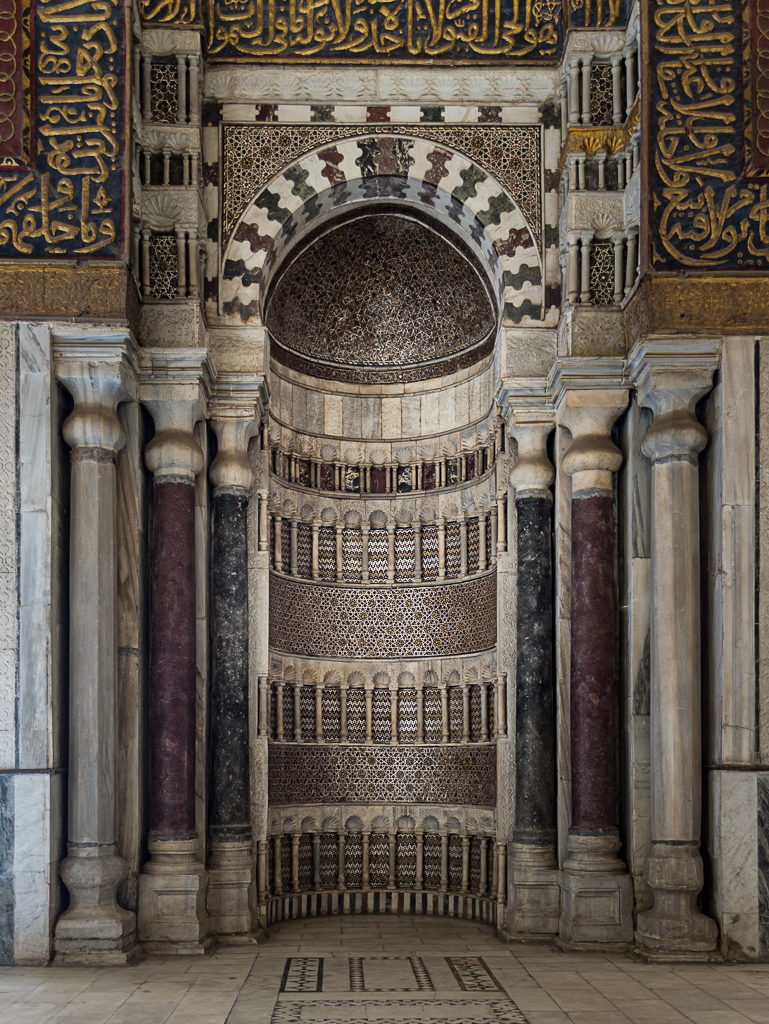
محراب القبة الضريحية
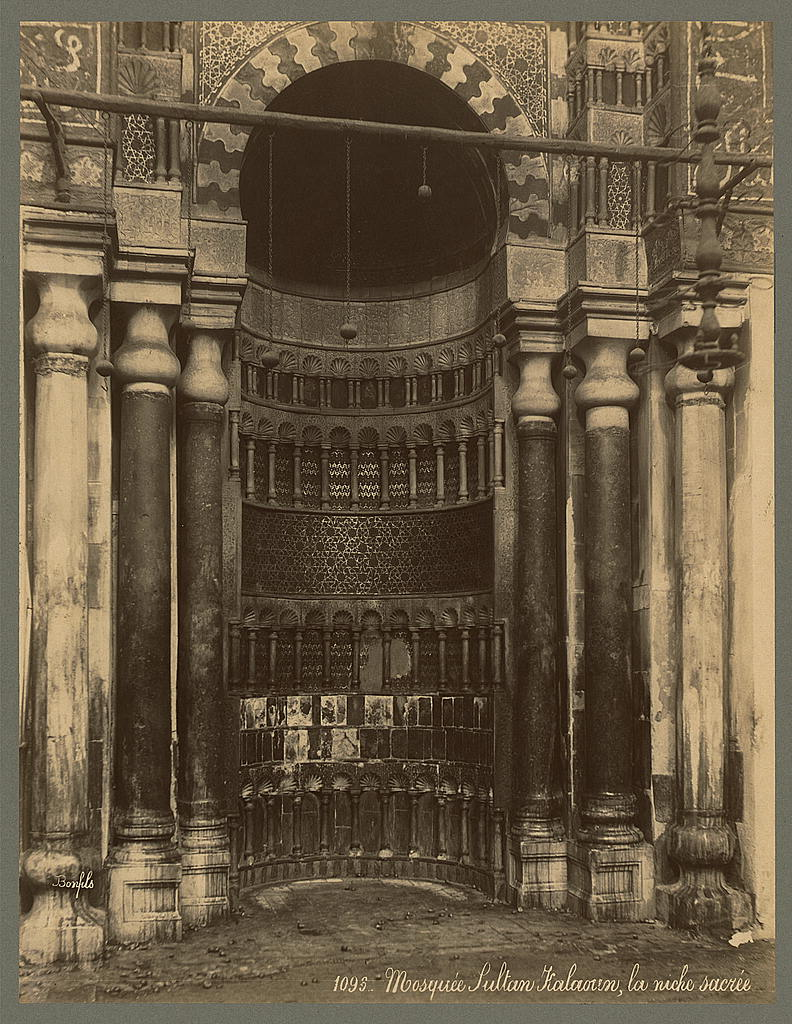
محراب القبة الضريحية
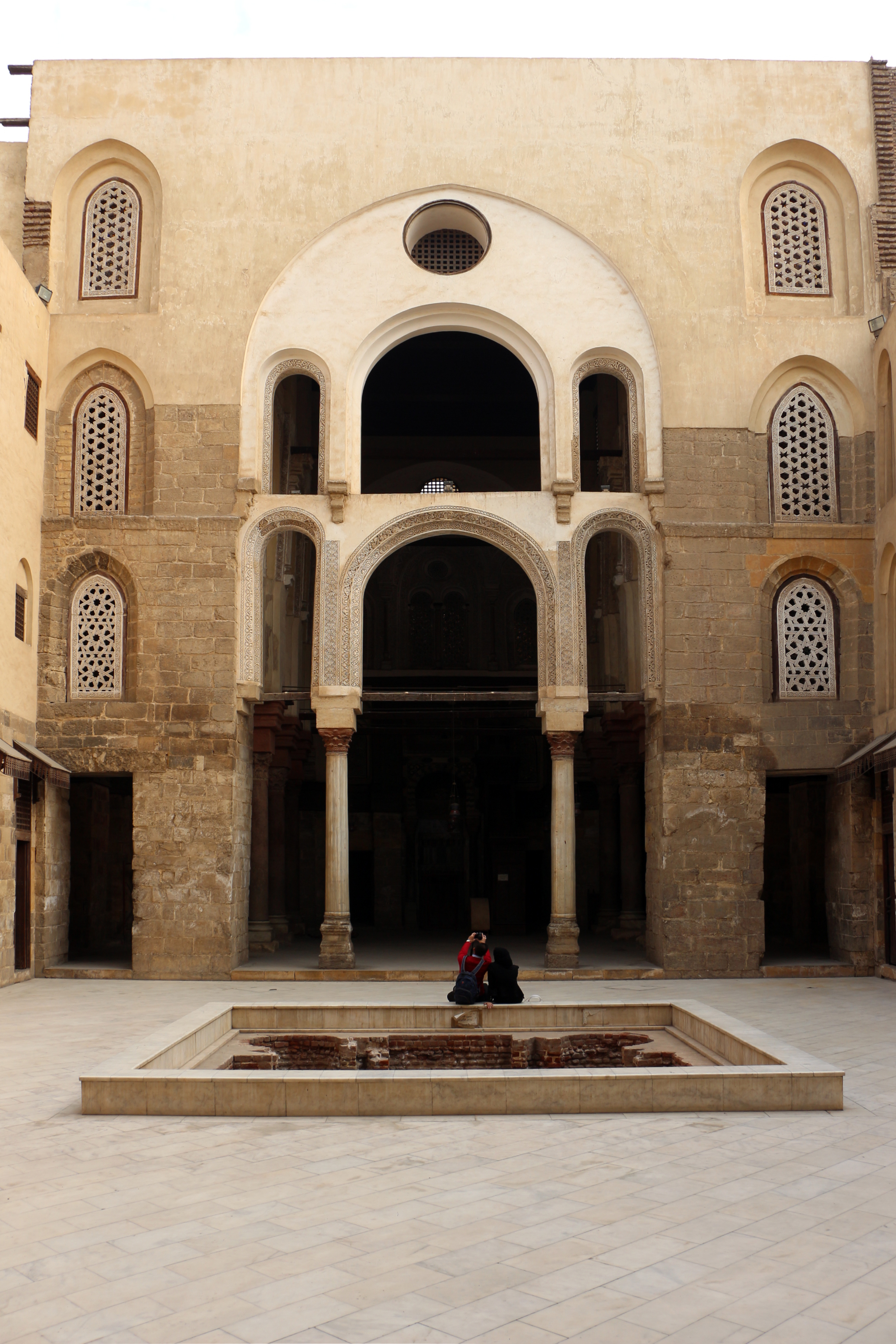
إيوان القبلة
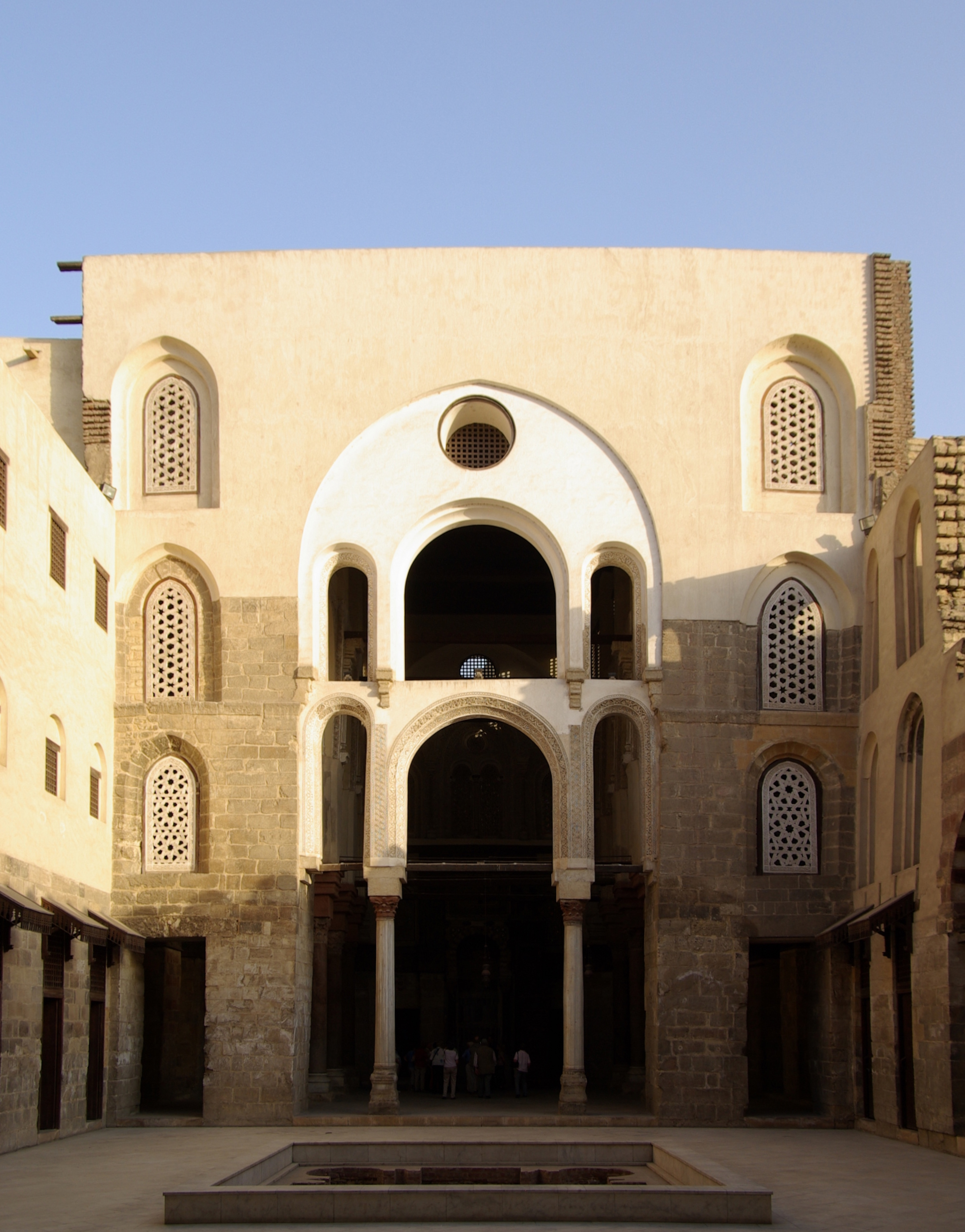
إيوان القبلة
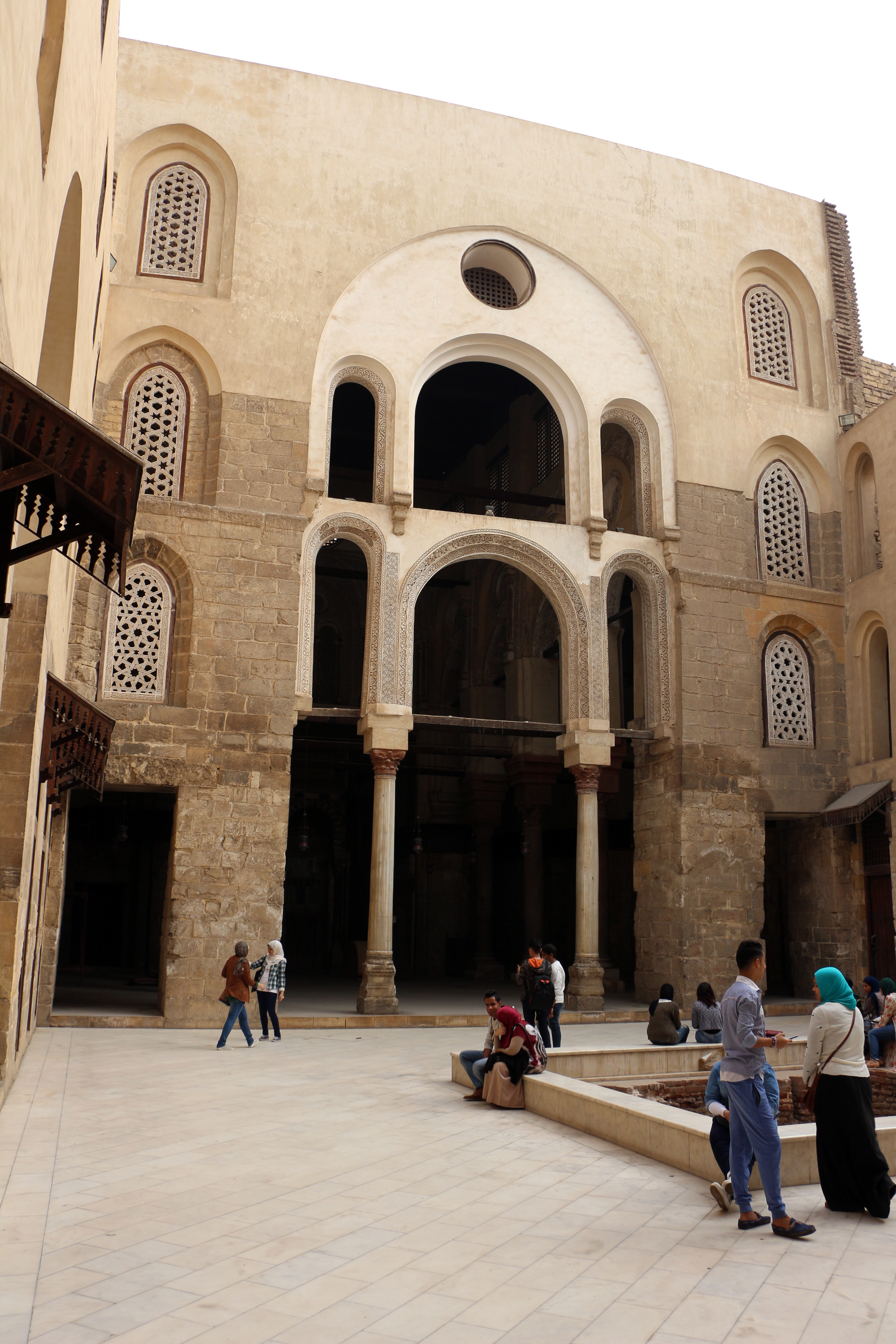
إيوان القبلة
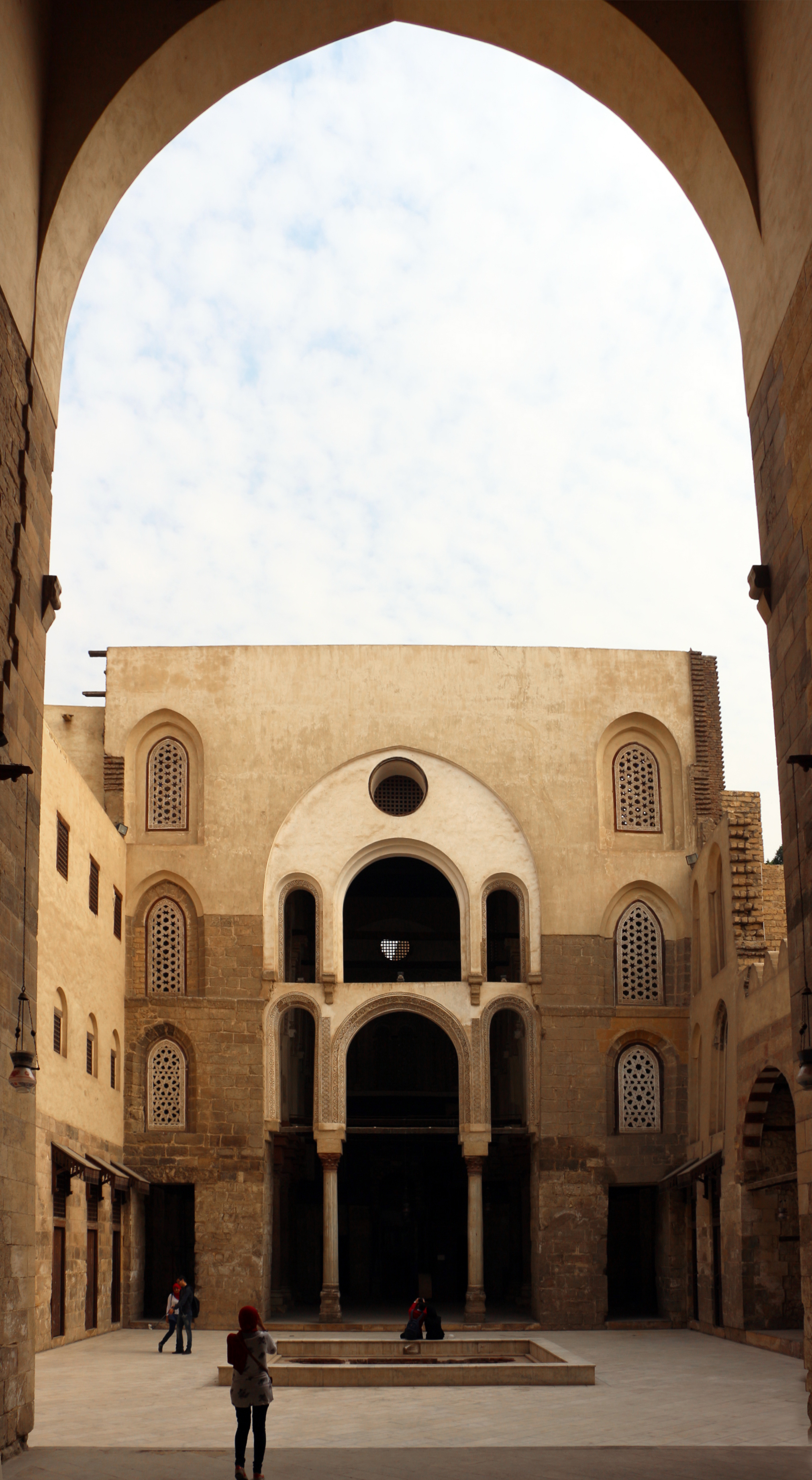
إيوان القبلة
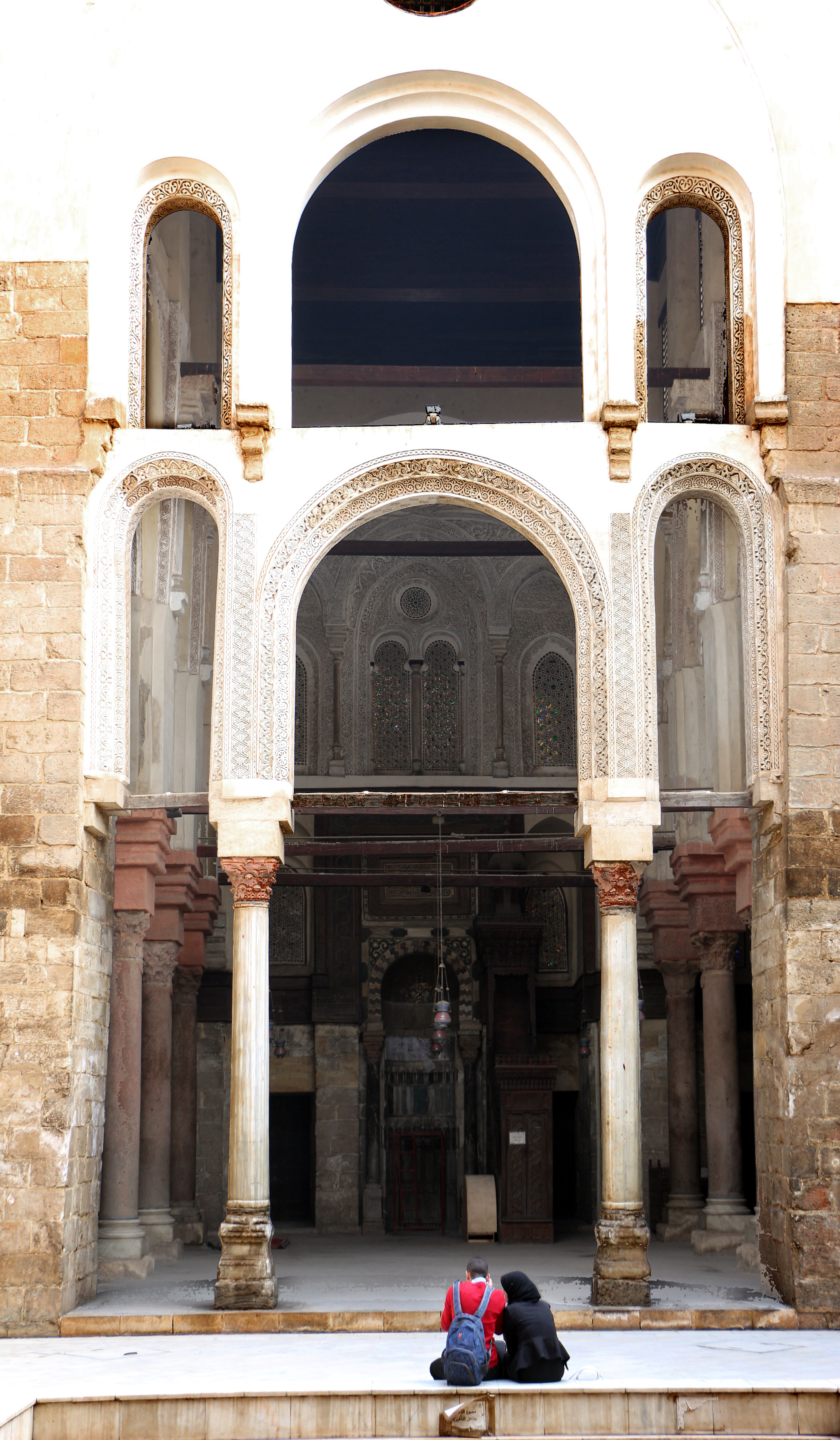
إيوان القبلة
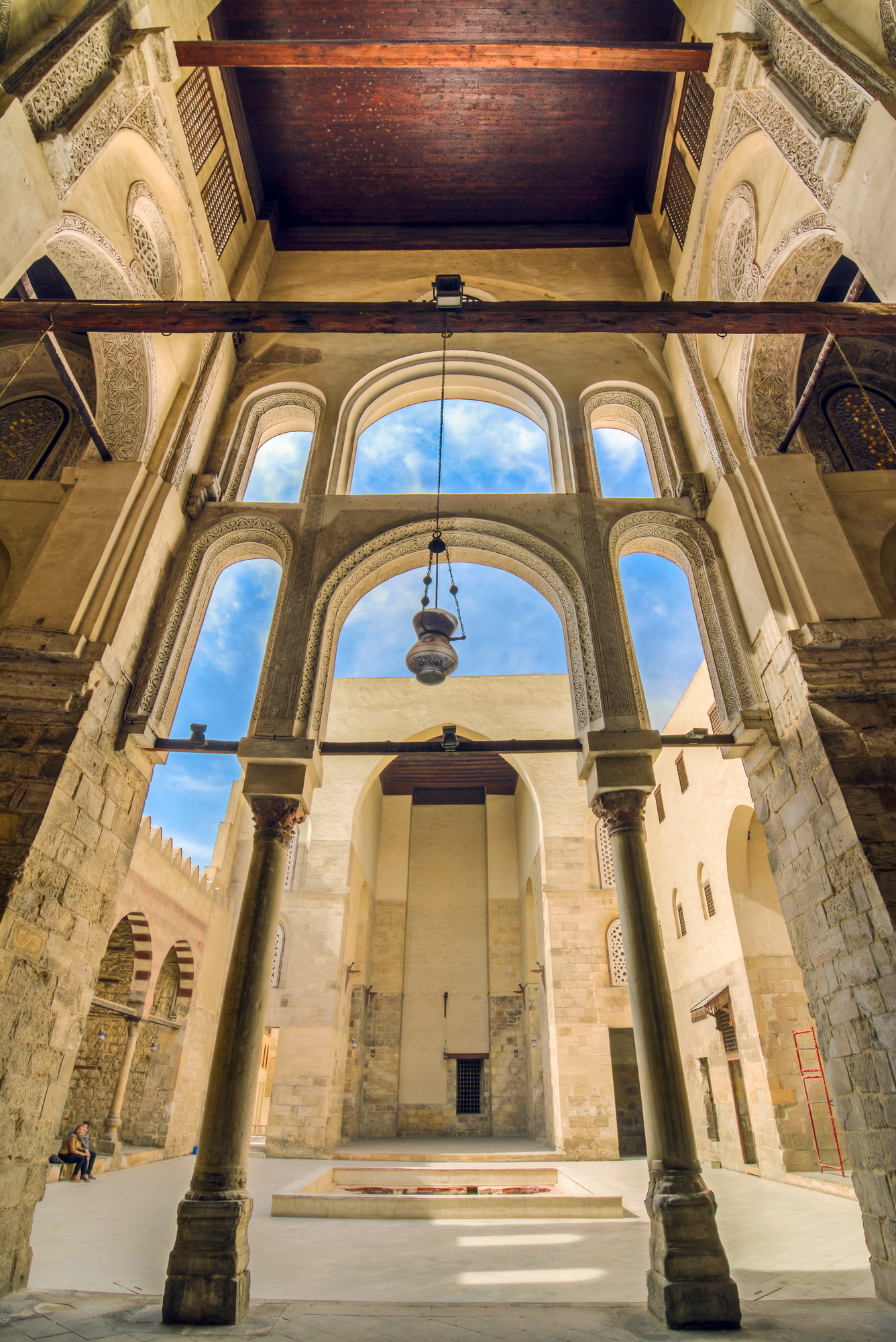
منظر من إيوان القبلي (الشرقي) يوضح الإيوان الغربي المقابل
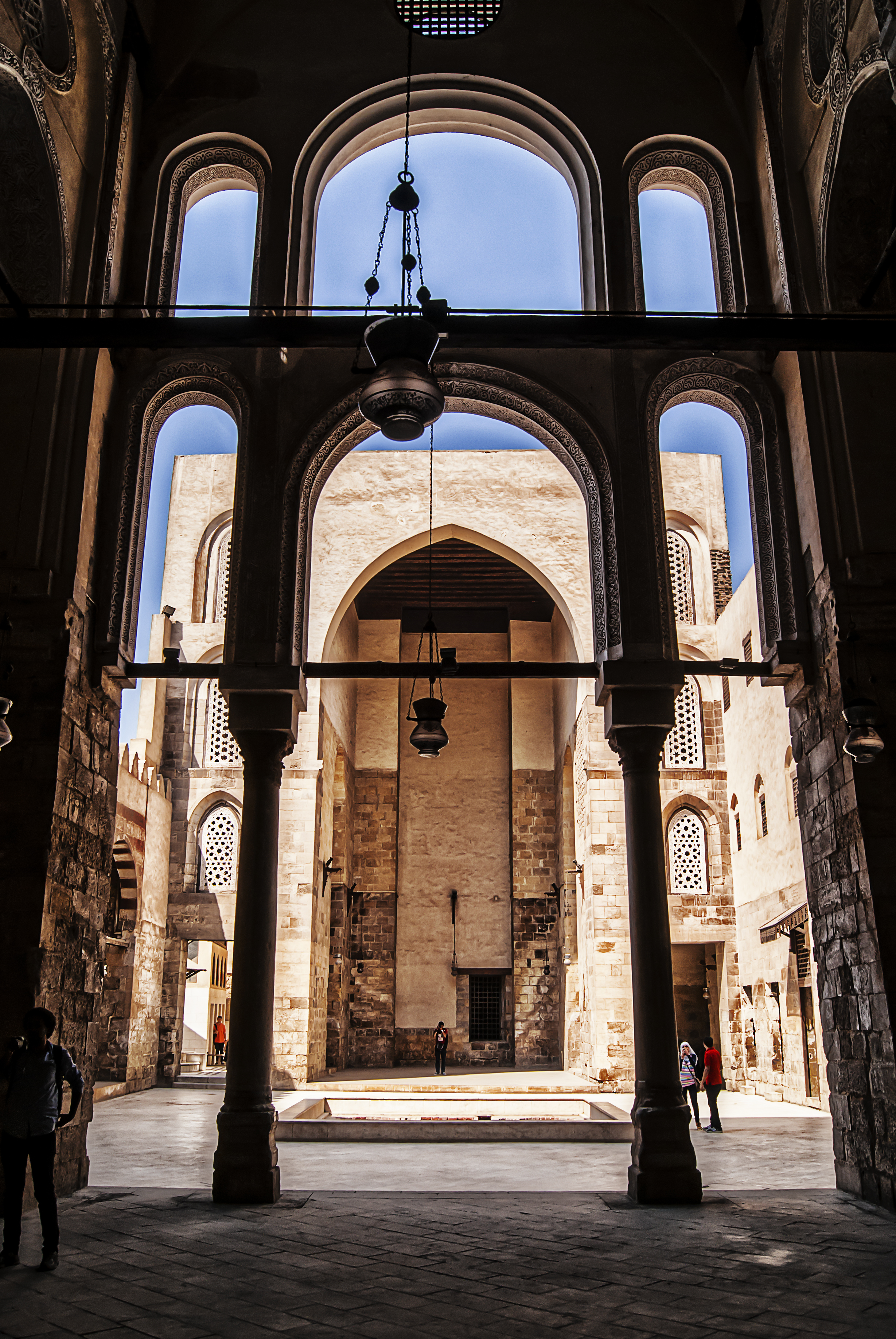
منظر من إيوان القبلي (الشرقي) يوضح الإيوان الغربي المقابل
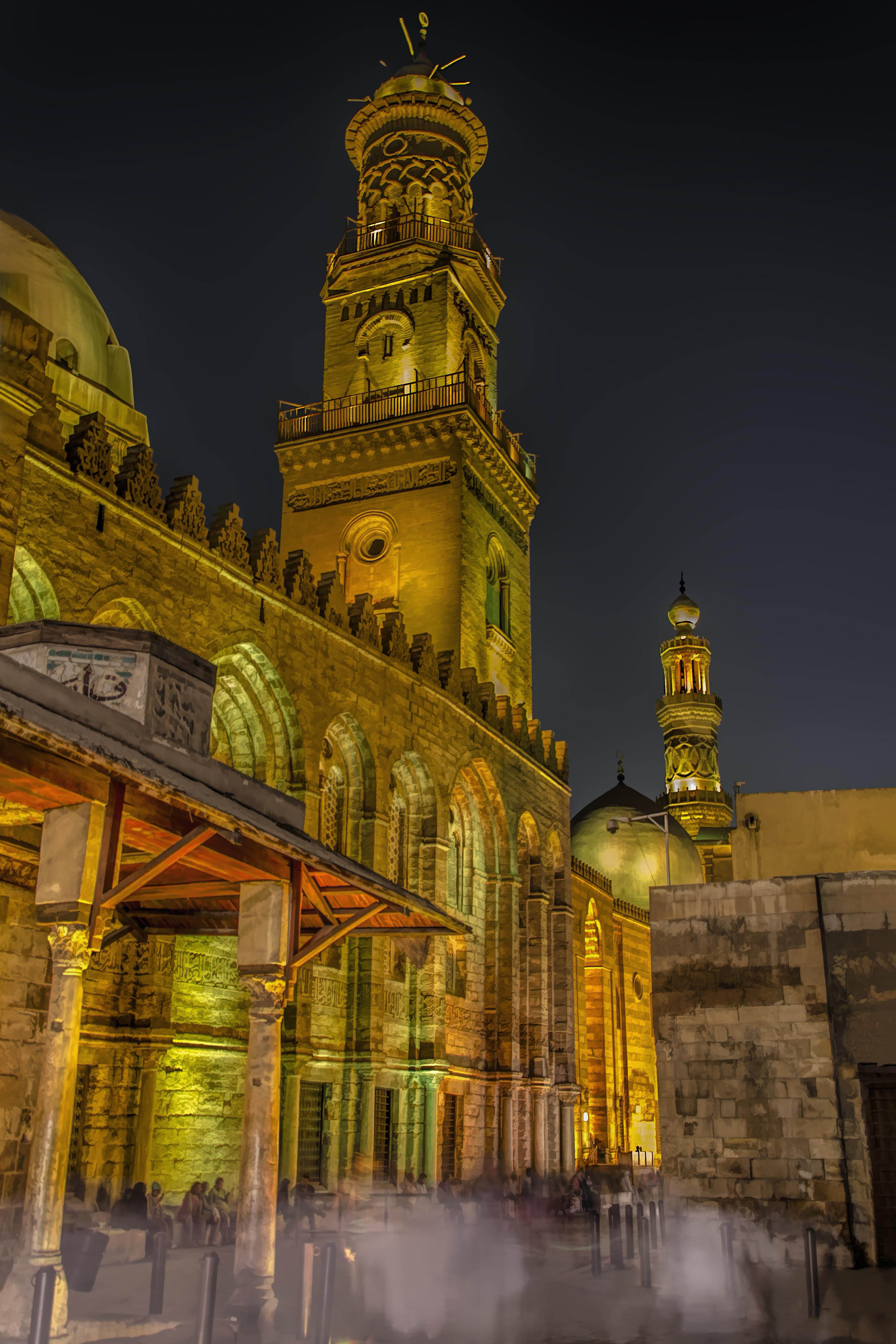
الواجهة من شارع المعز
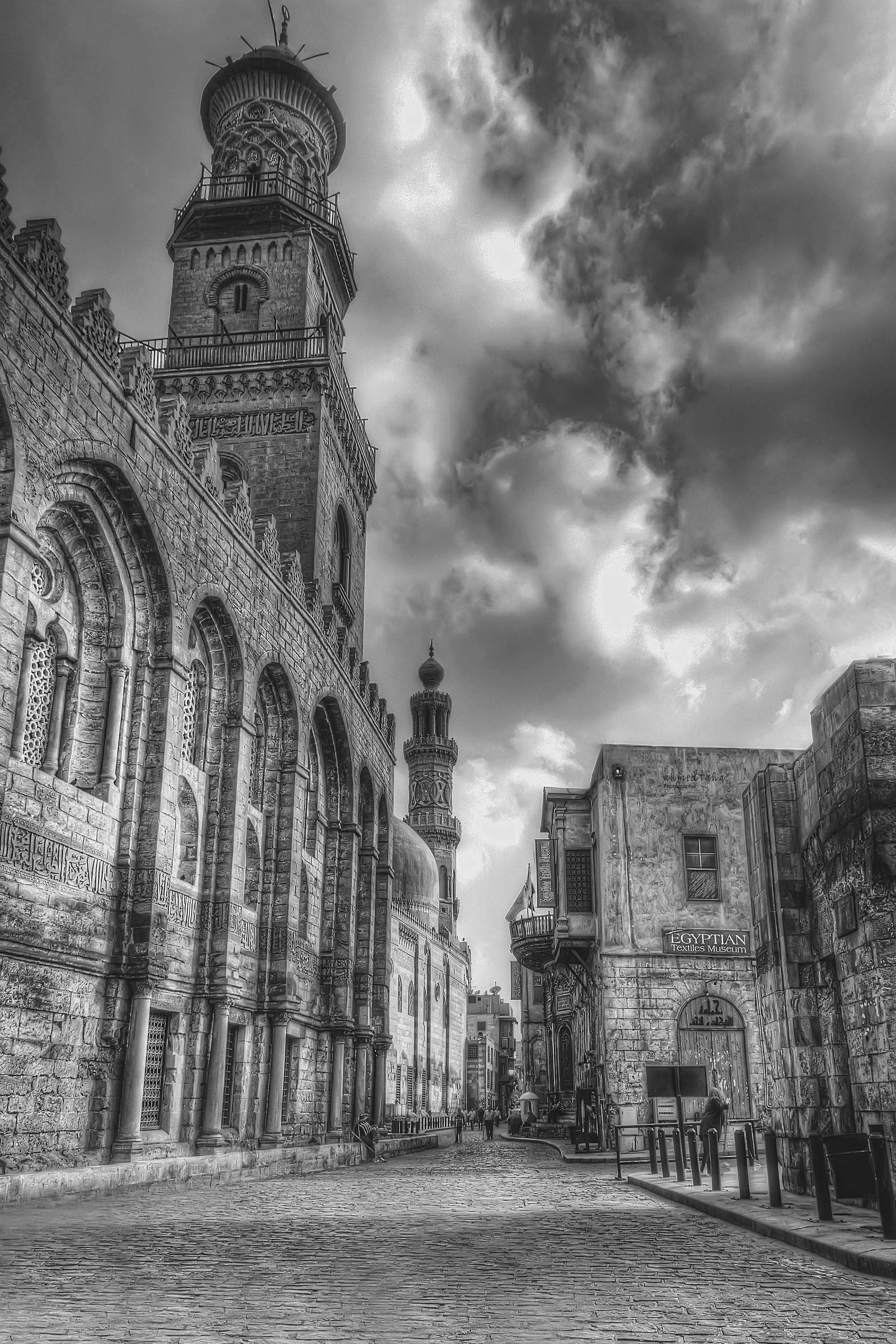
الواجهة من شارع المعز
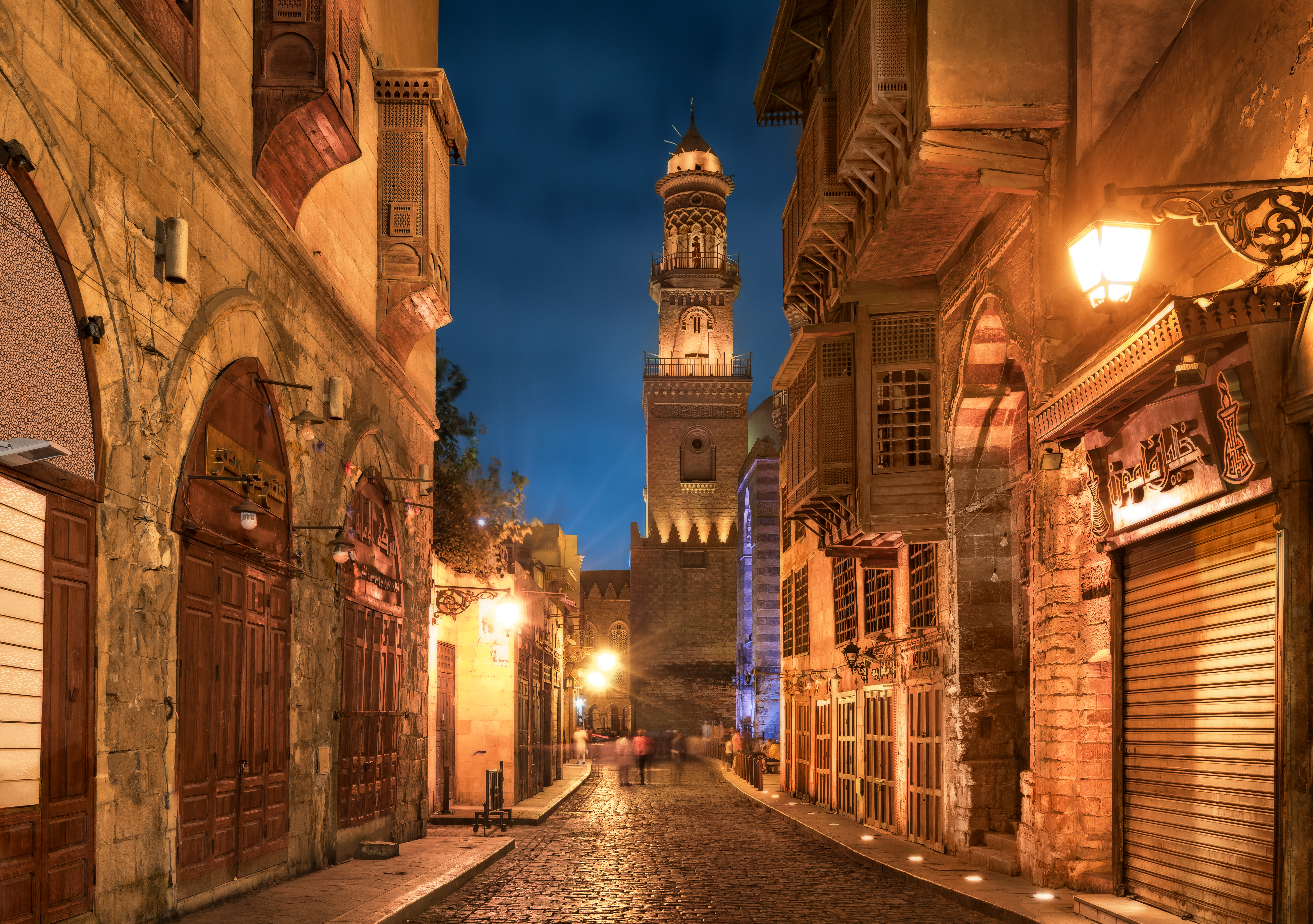
الواجهة من شارع المعز
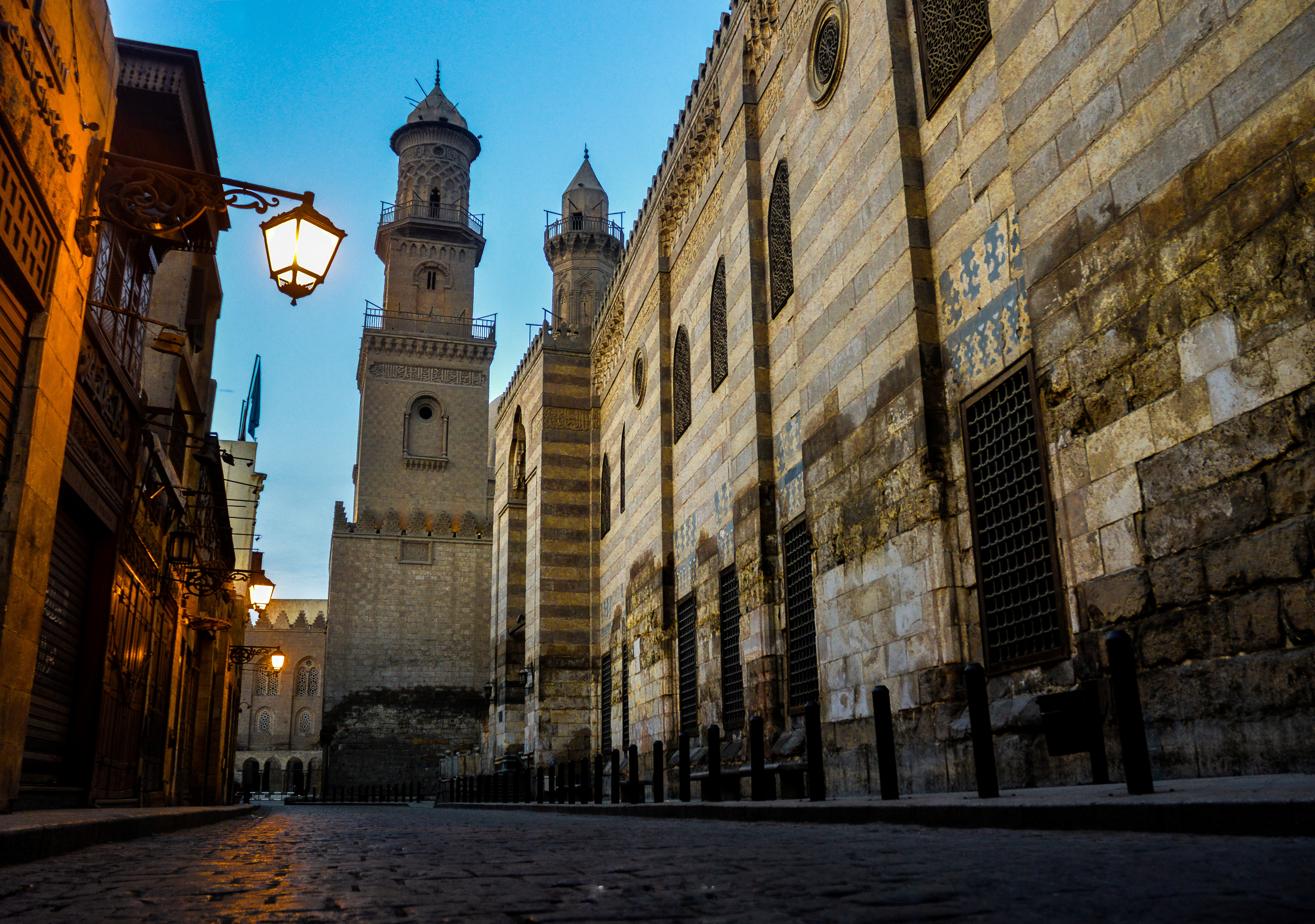
الواجهة من شارع المعز
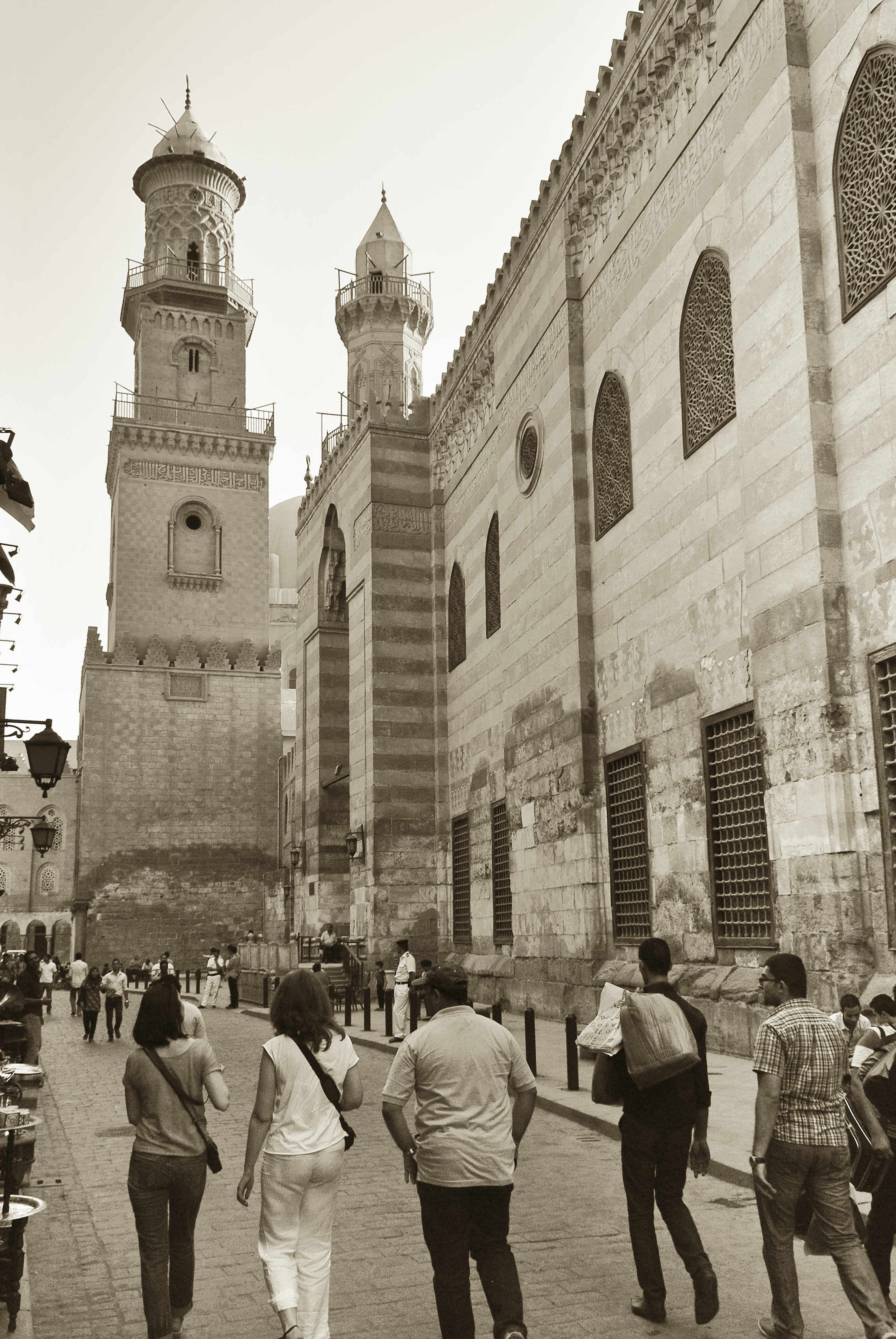
الواجهة من شارع المعز
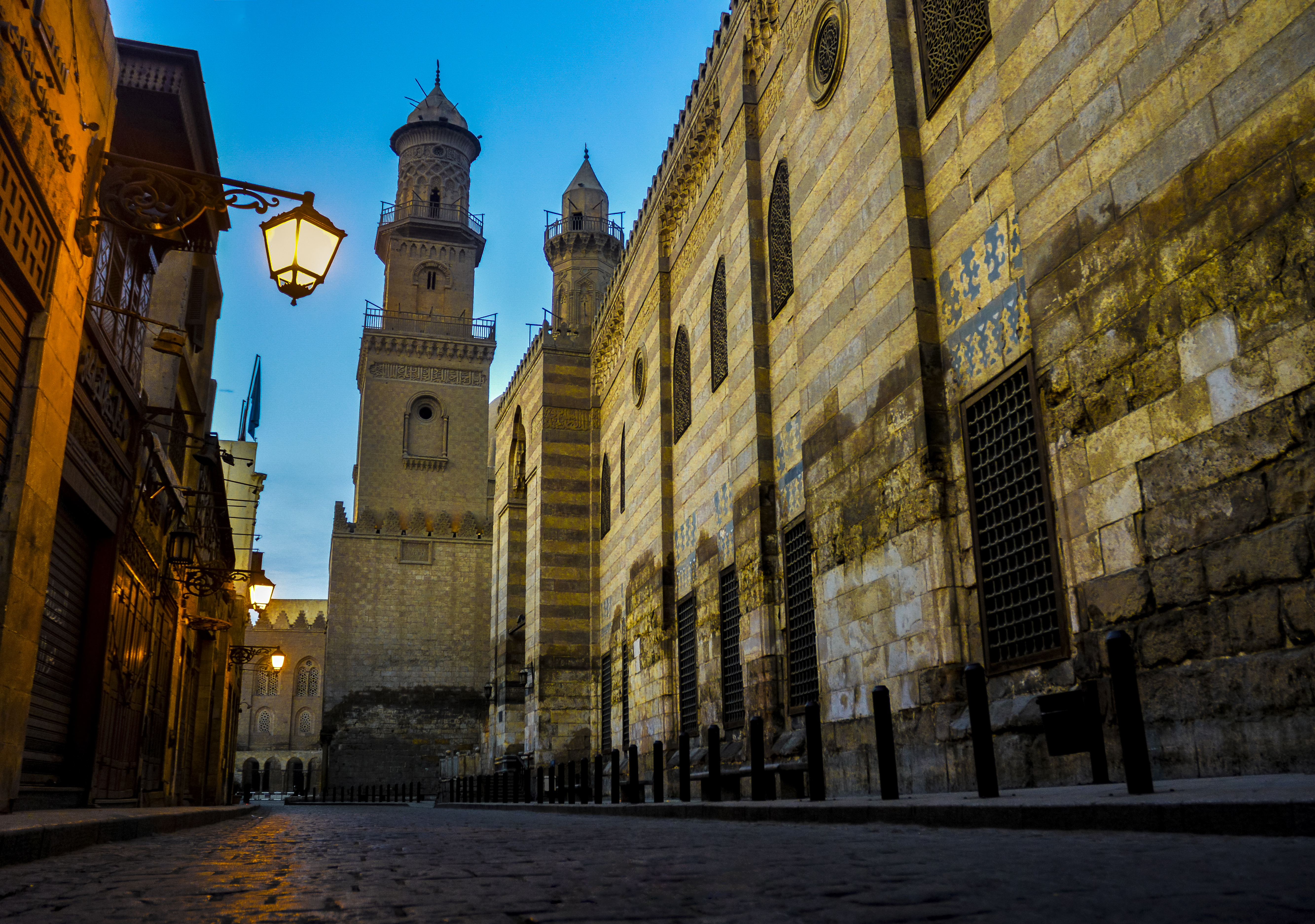
الواجهة من شارع المعز
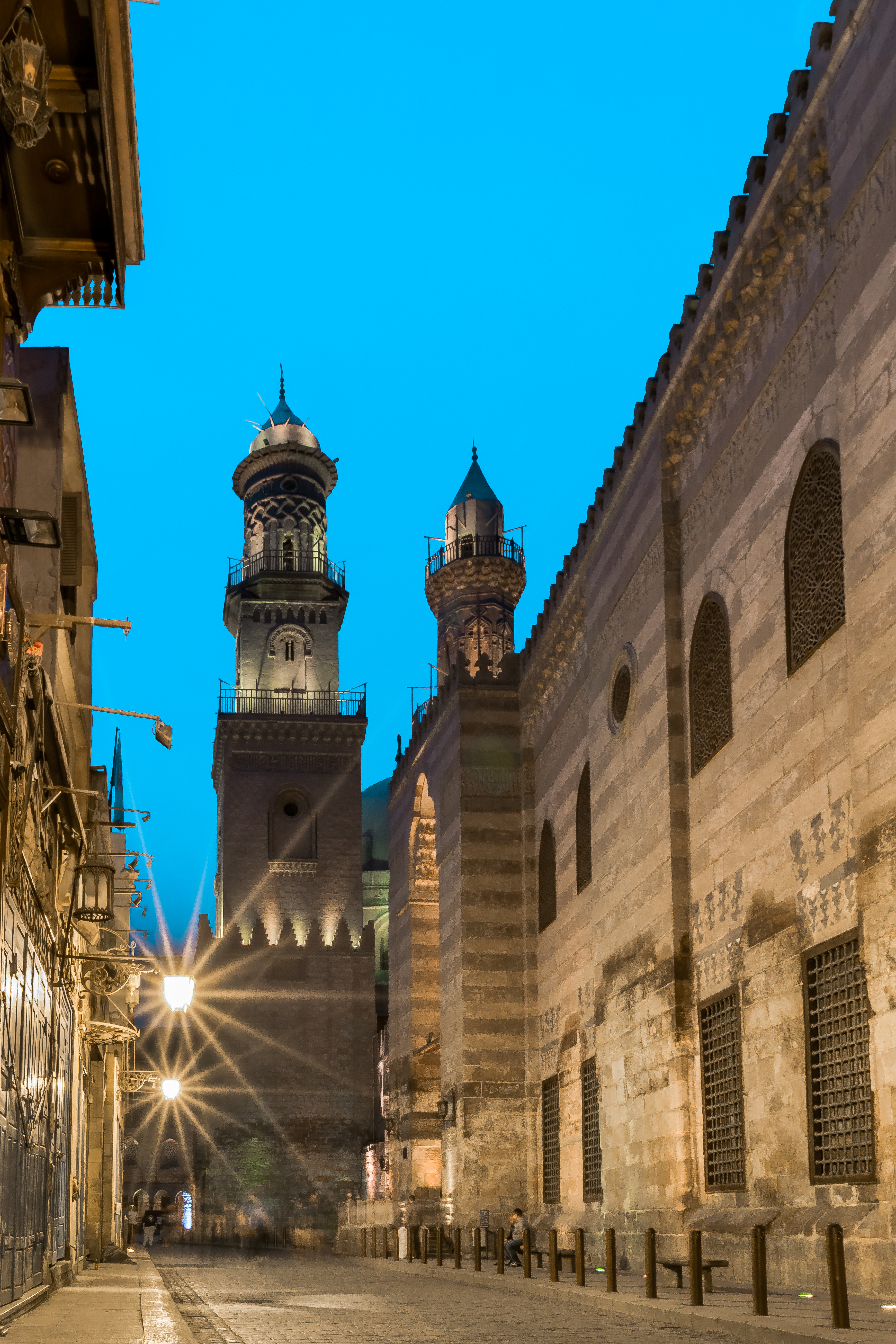
الواجهة من شارع المعز
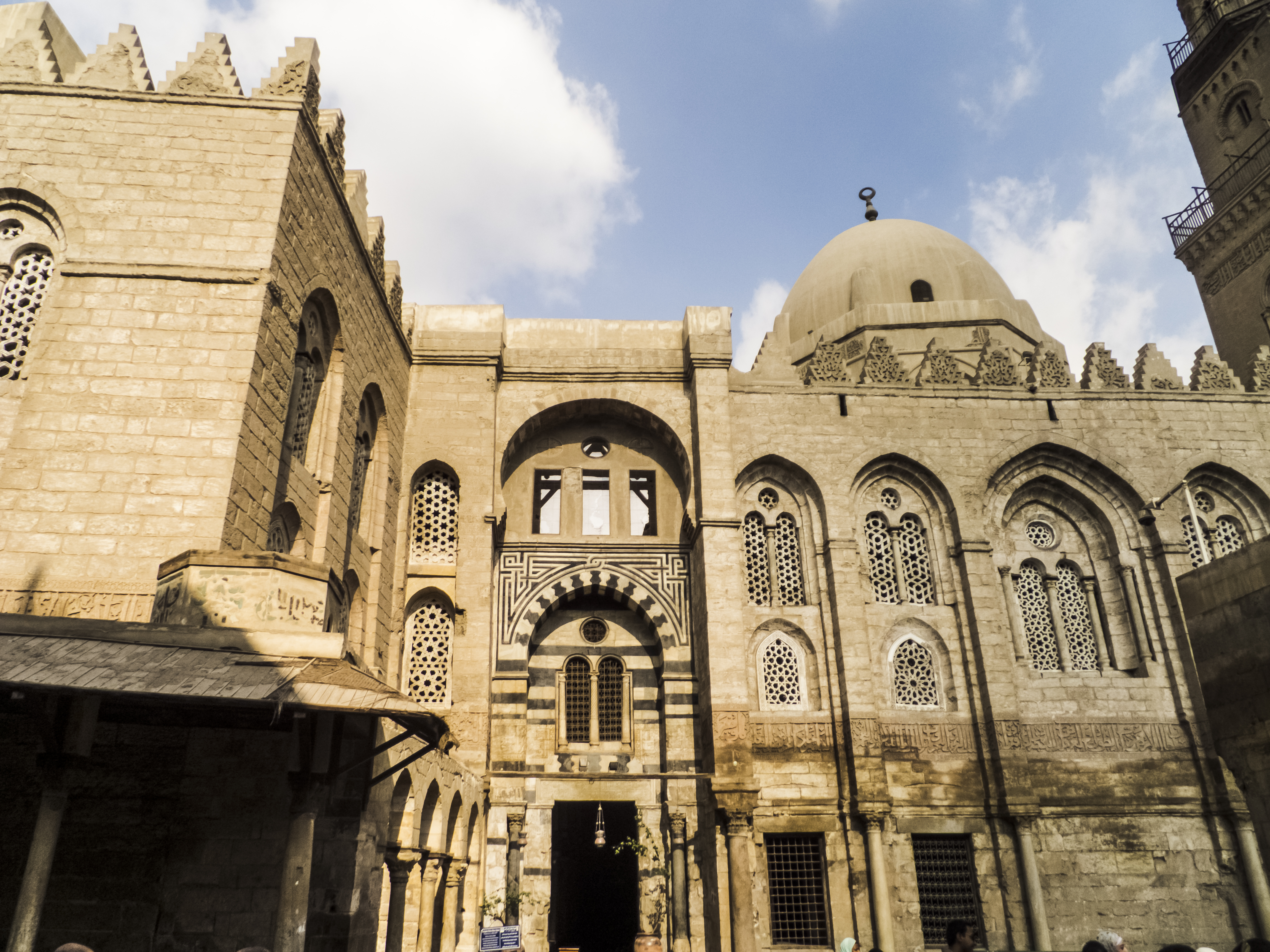
الواجهة من شارع المعز
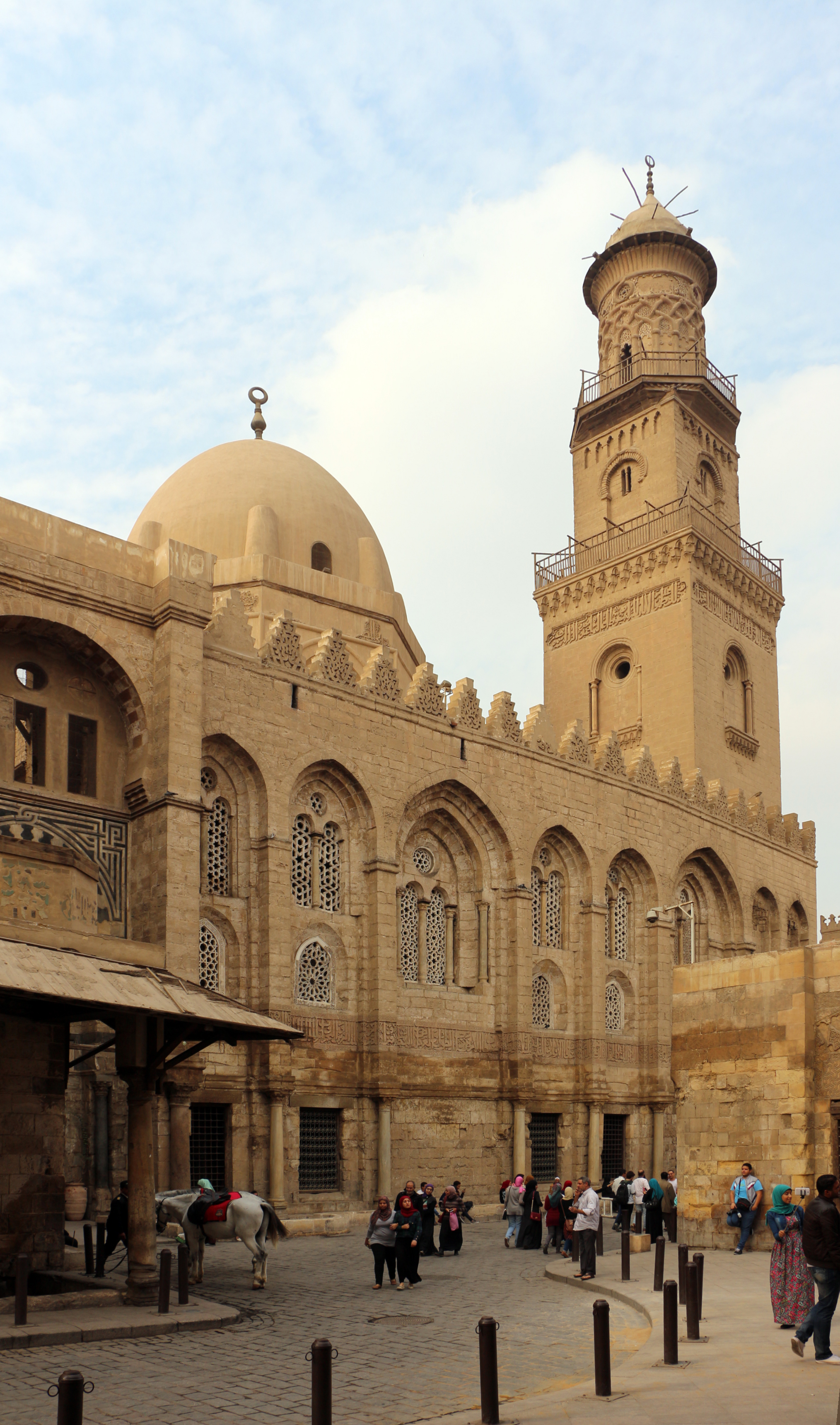
الواجهة من شارع المعز
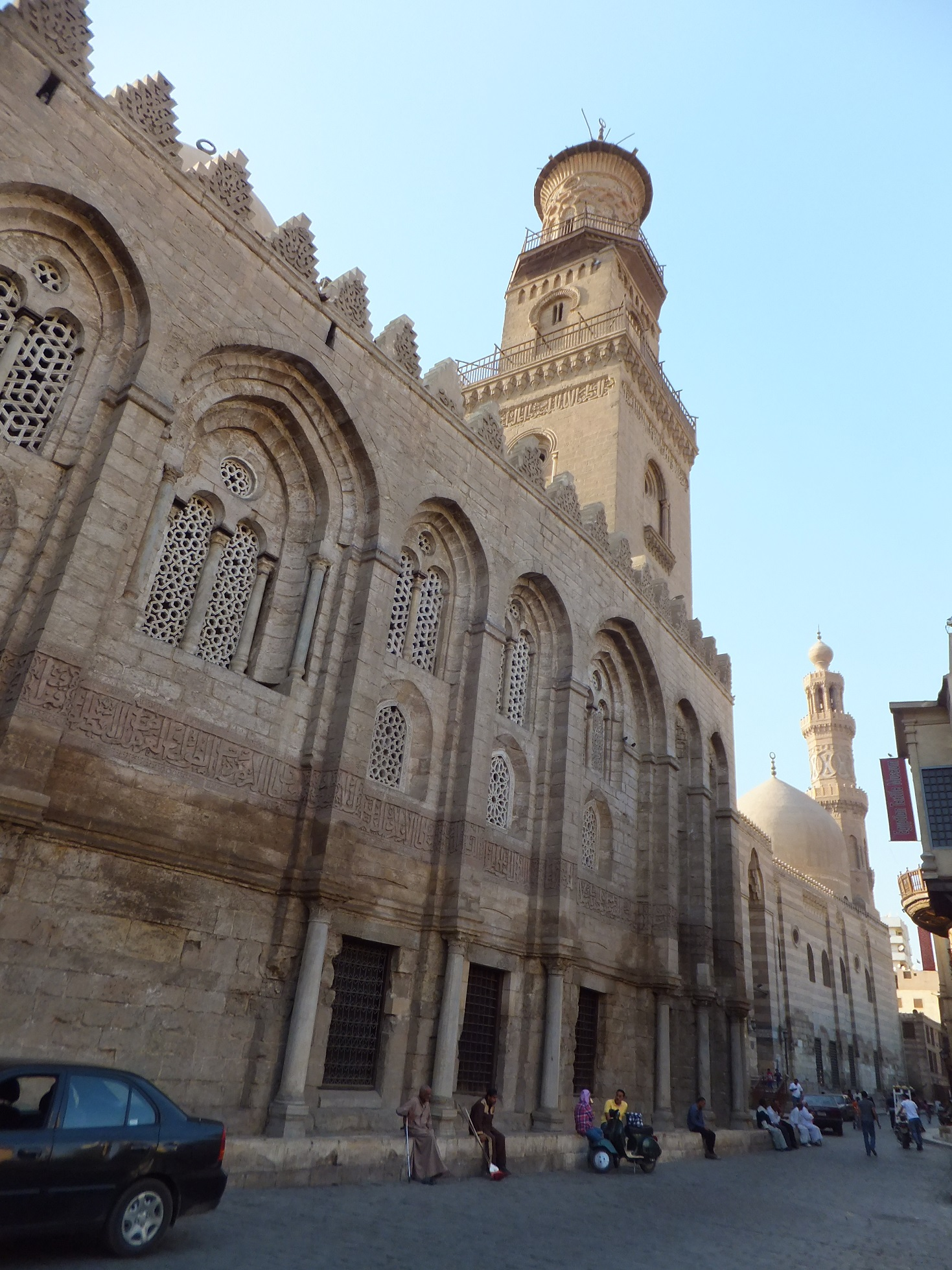
الواجهة من شارع المعز
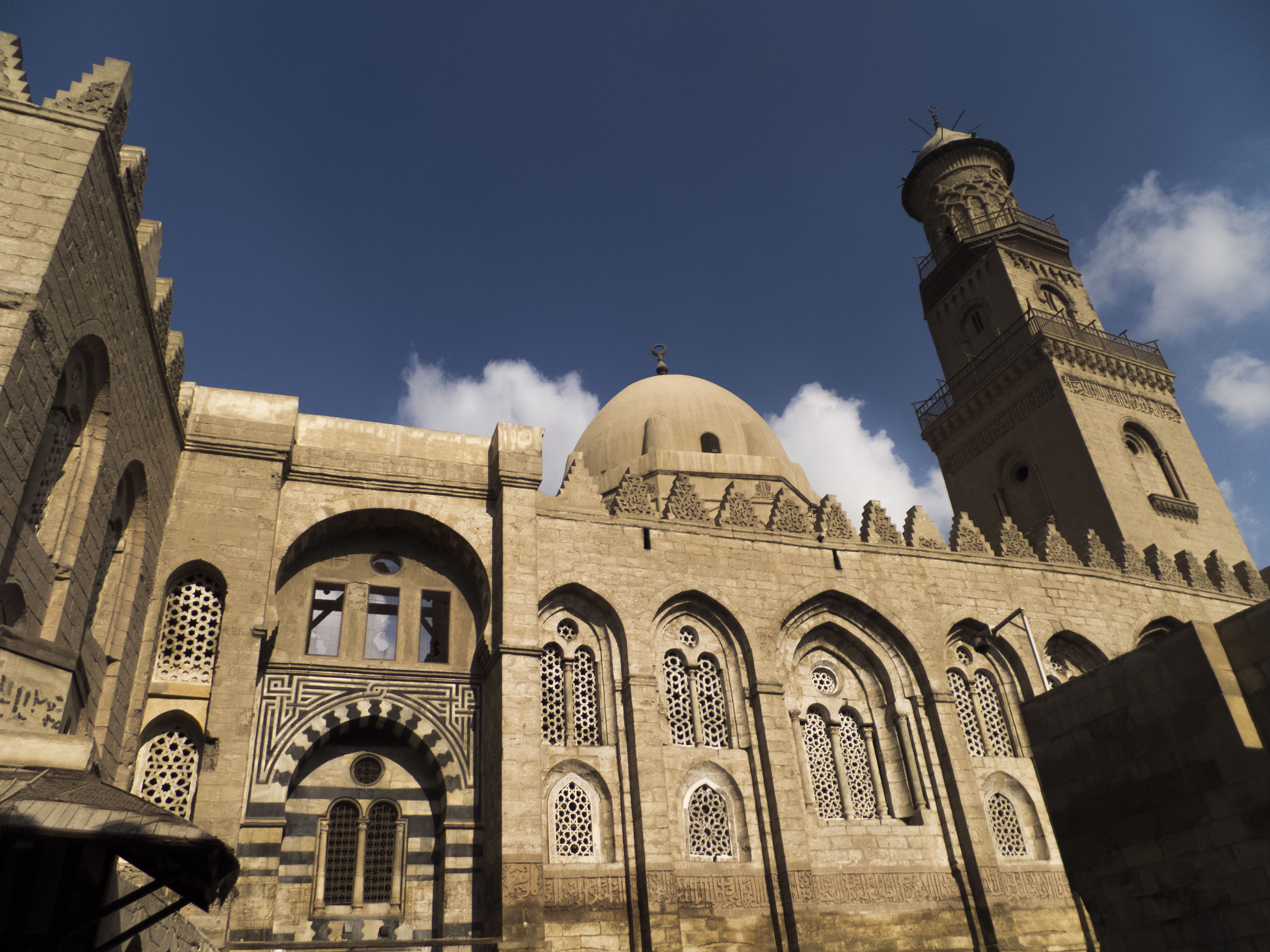
الواجهة من شارع المعز
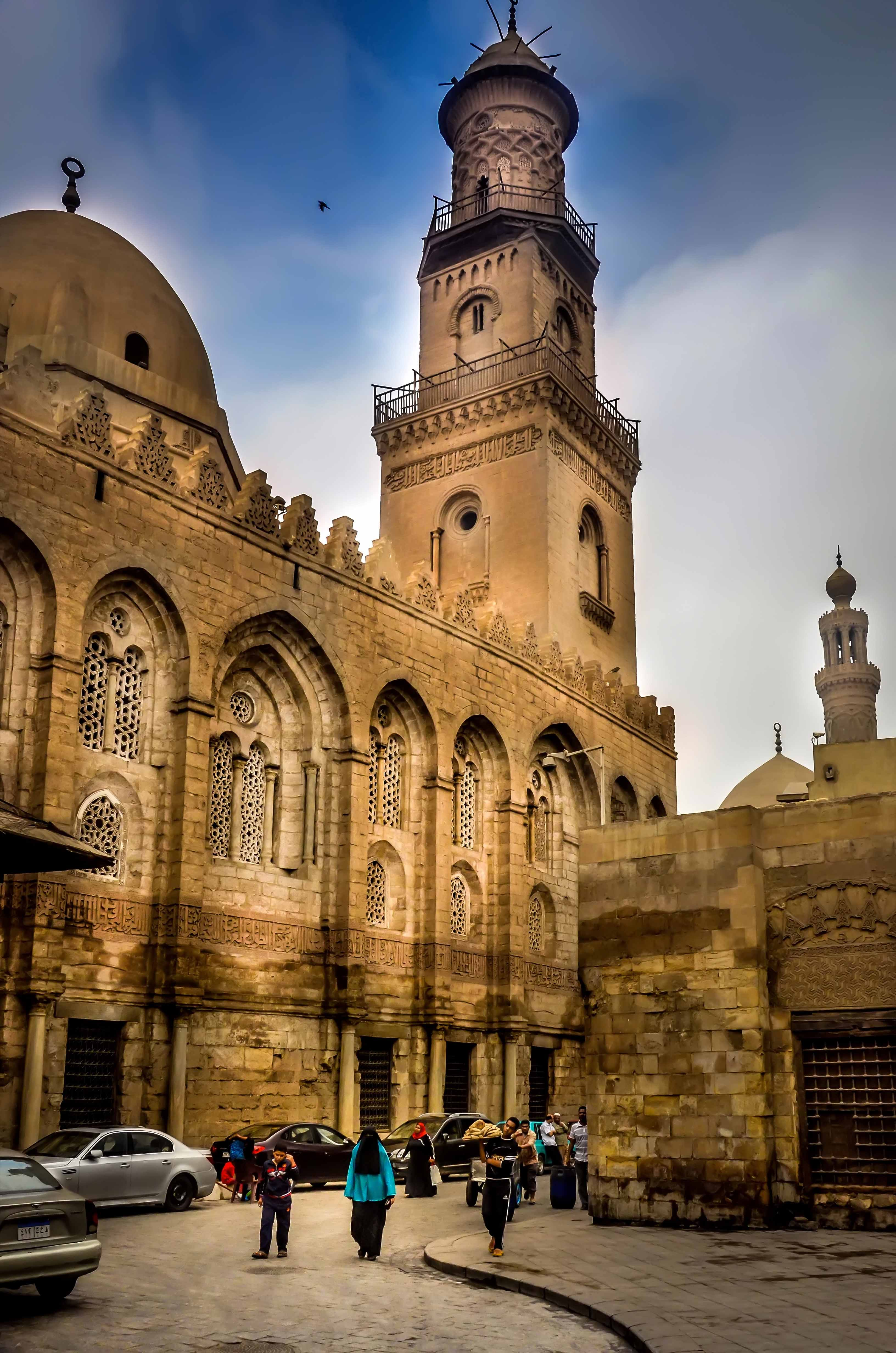
الواجهة من شارع المعز
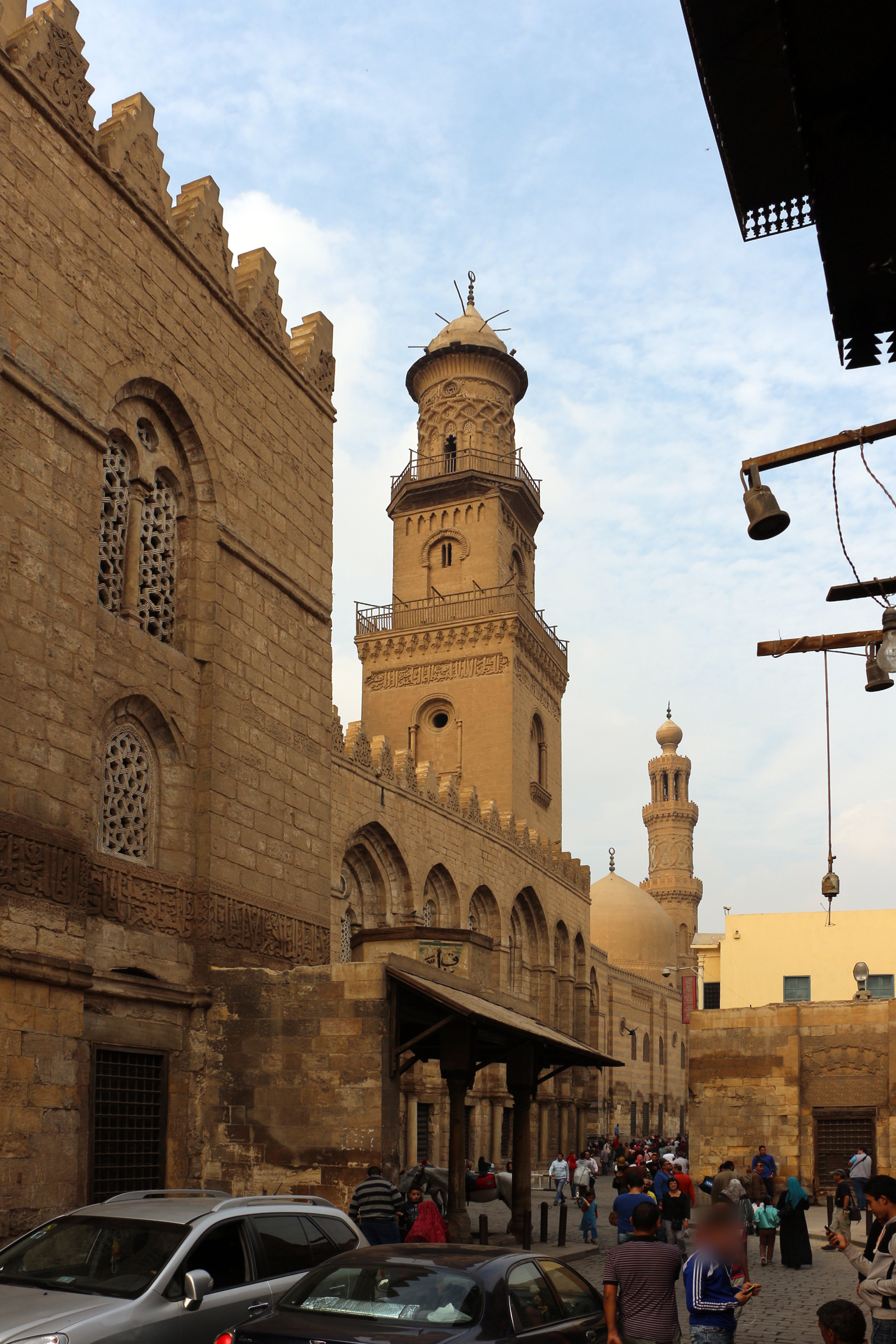
الواجهة من شارع المعز
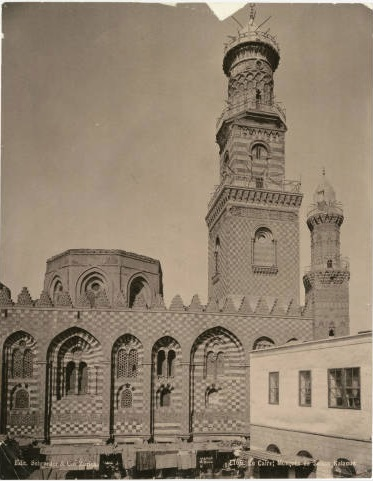
الواجهة من شارع المعز
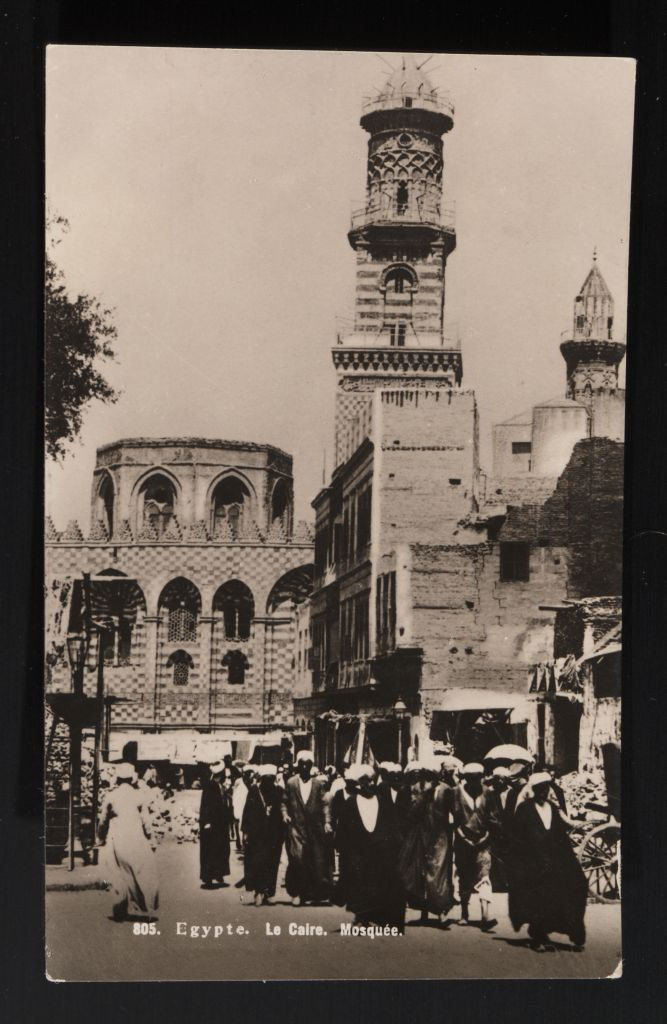
الواجهة من شارع المعز
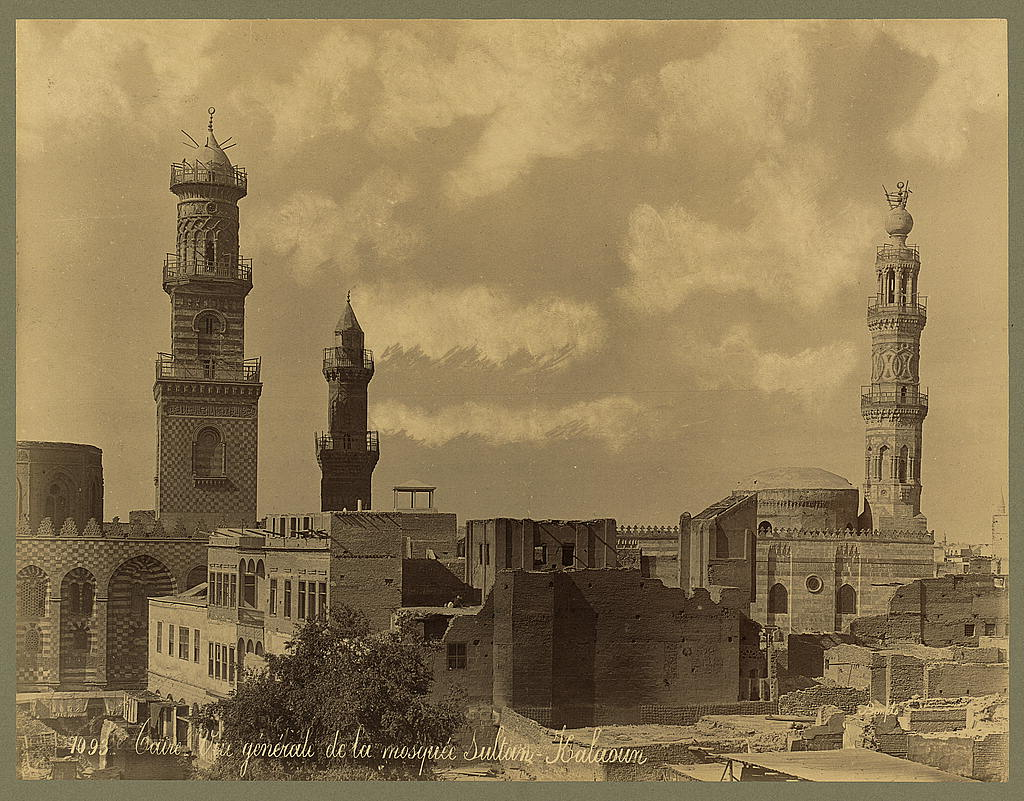
الواجهة من شارع المعز
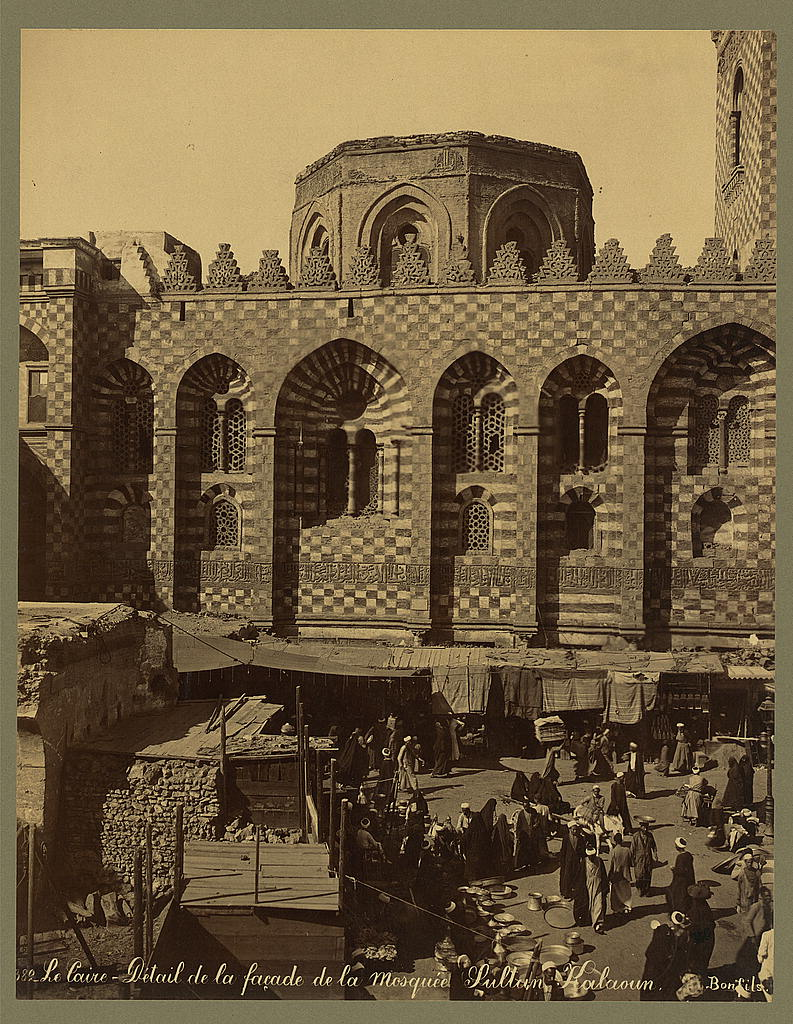
الواجهة من شارع المعز
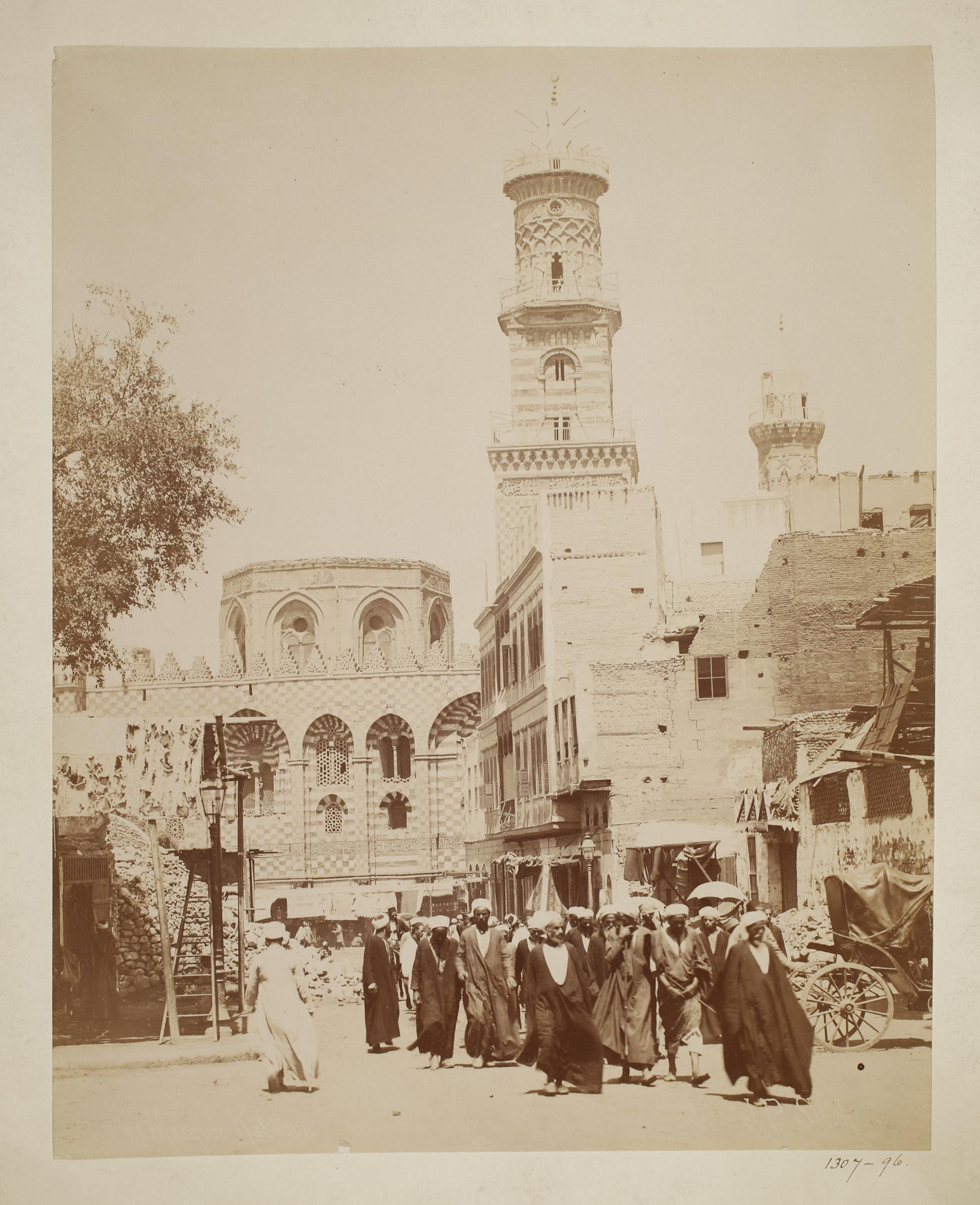
الواجهة من شارع المعز
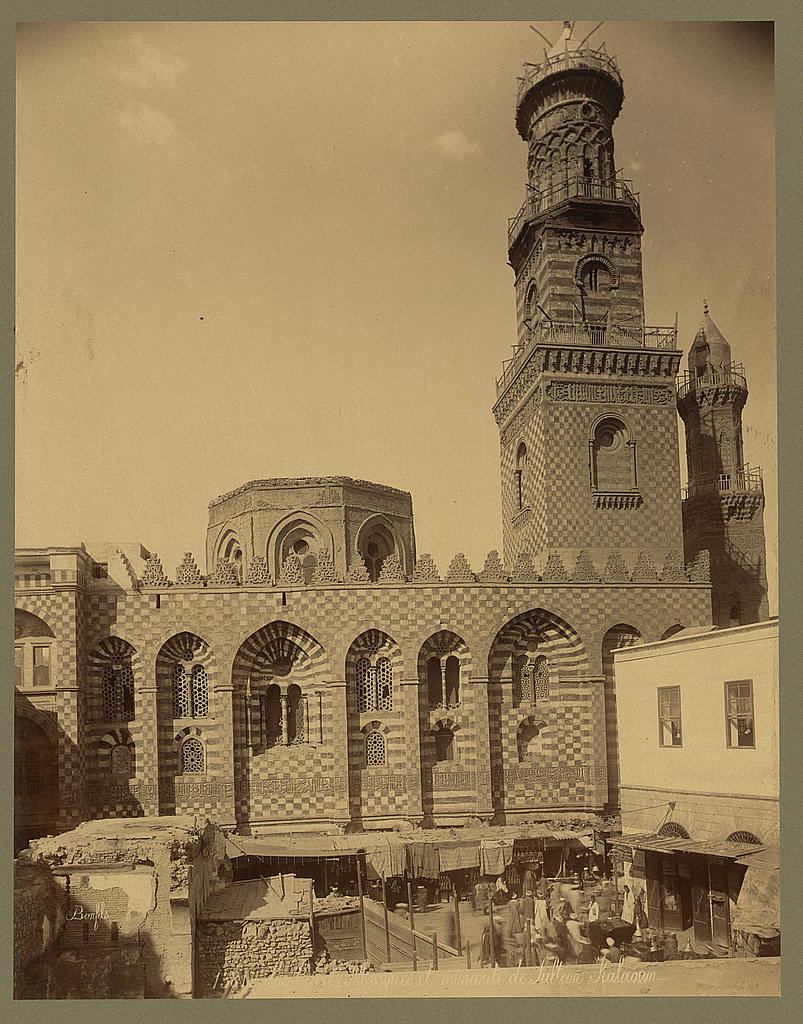
الواجهة من شارع المعز
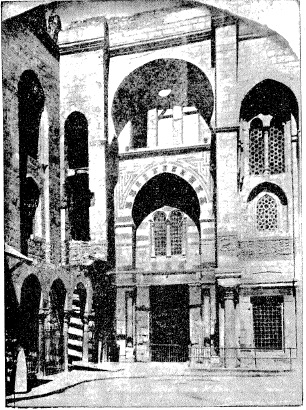
مدخل المجموعة
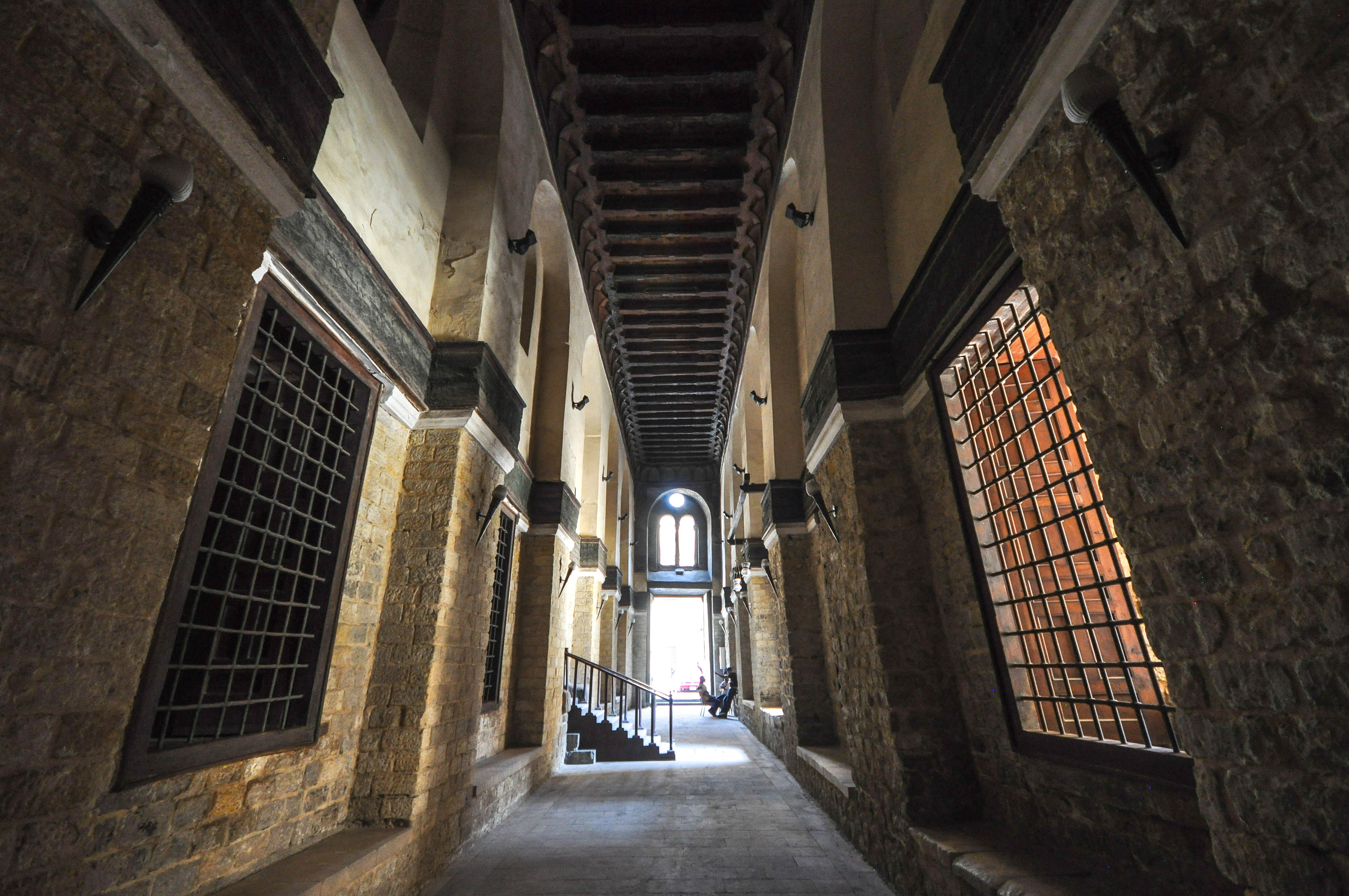
دهليز المدخل
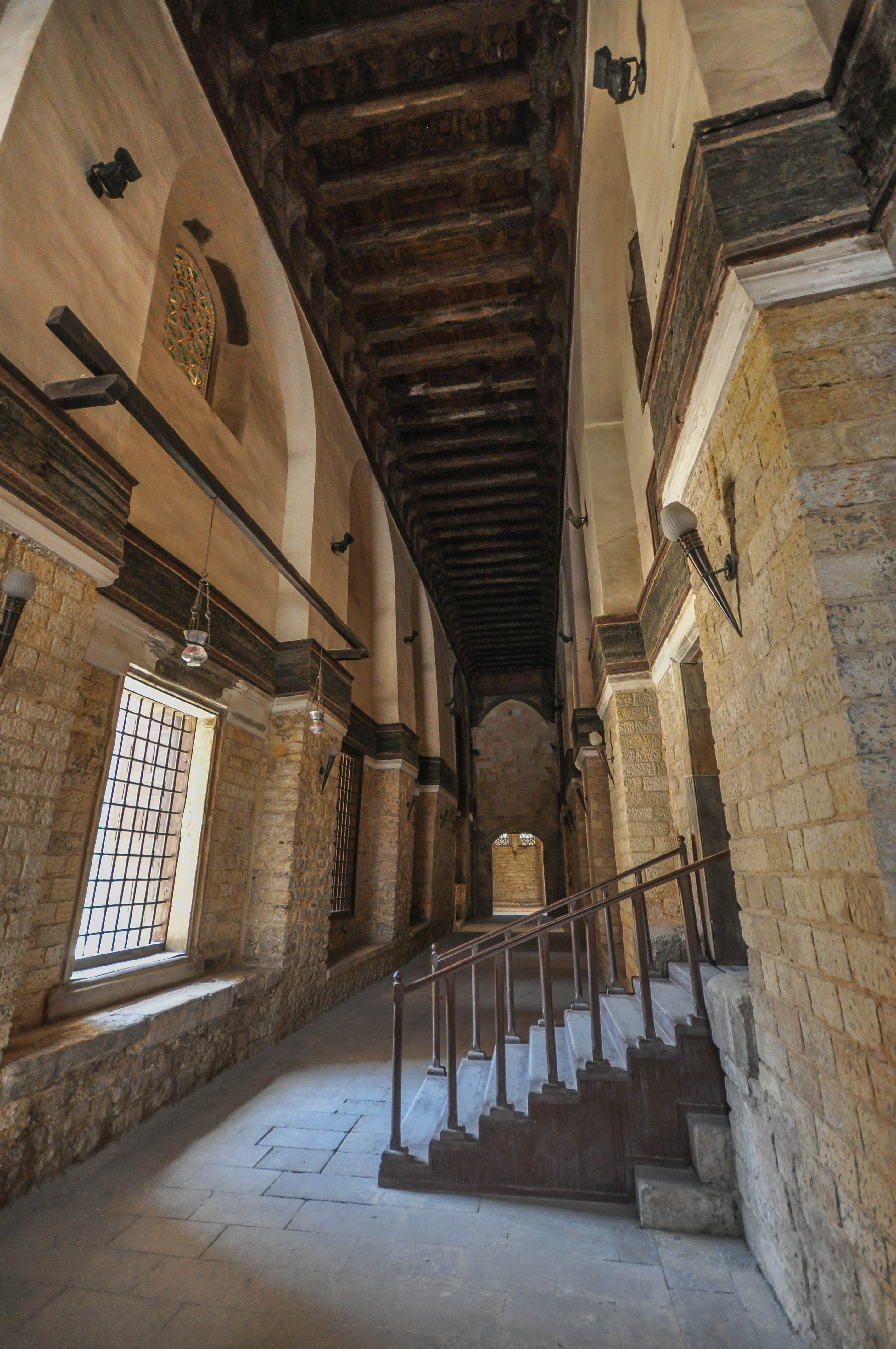
دهليز المدخل
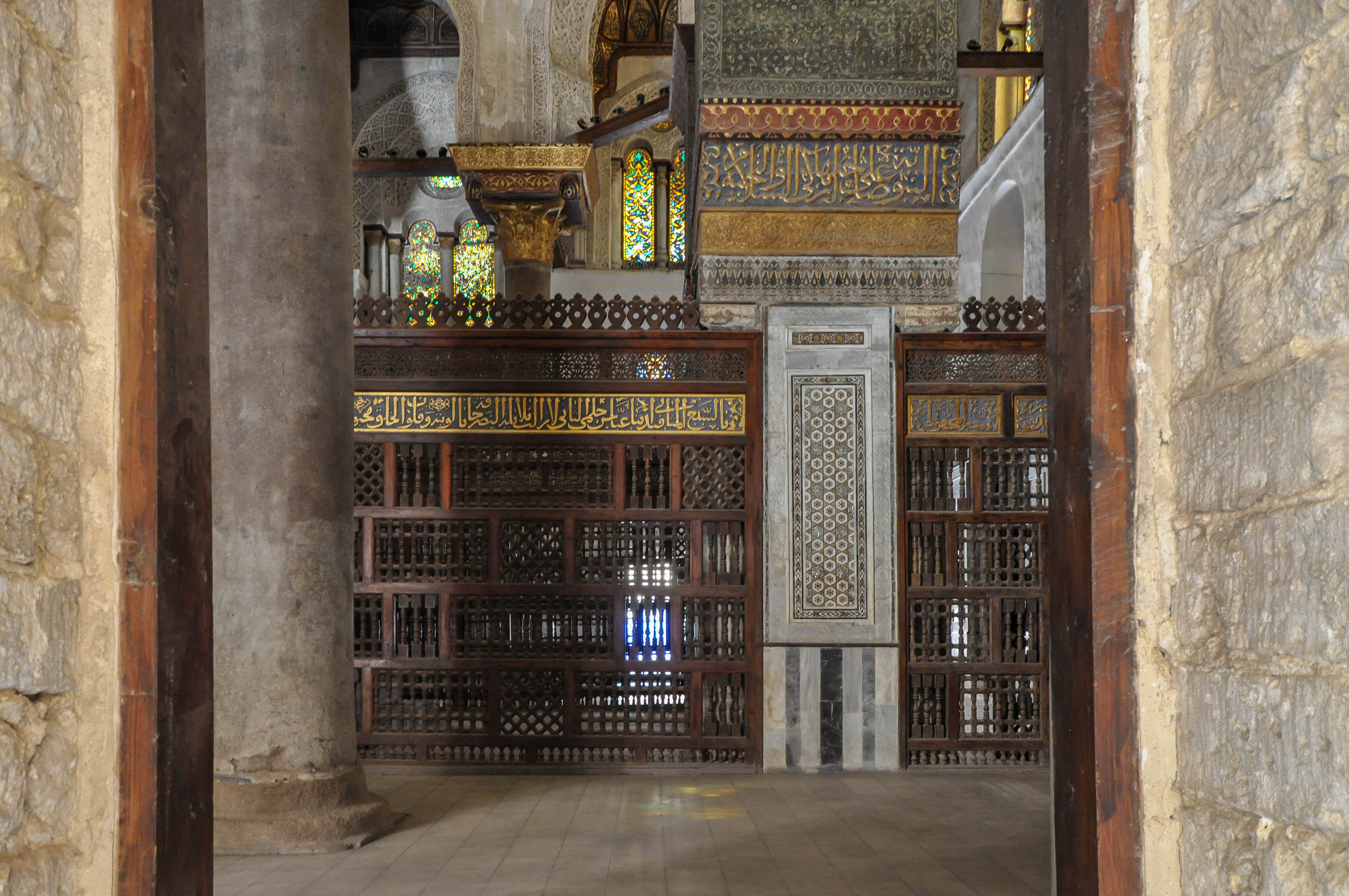
القبة من الداخل
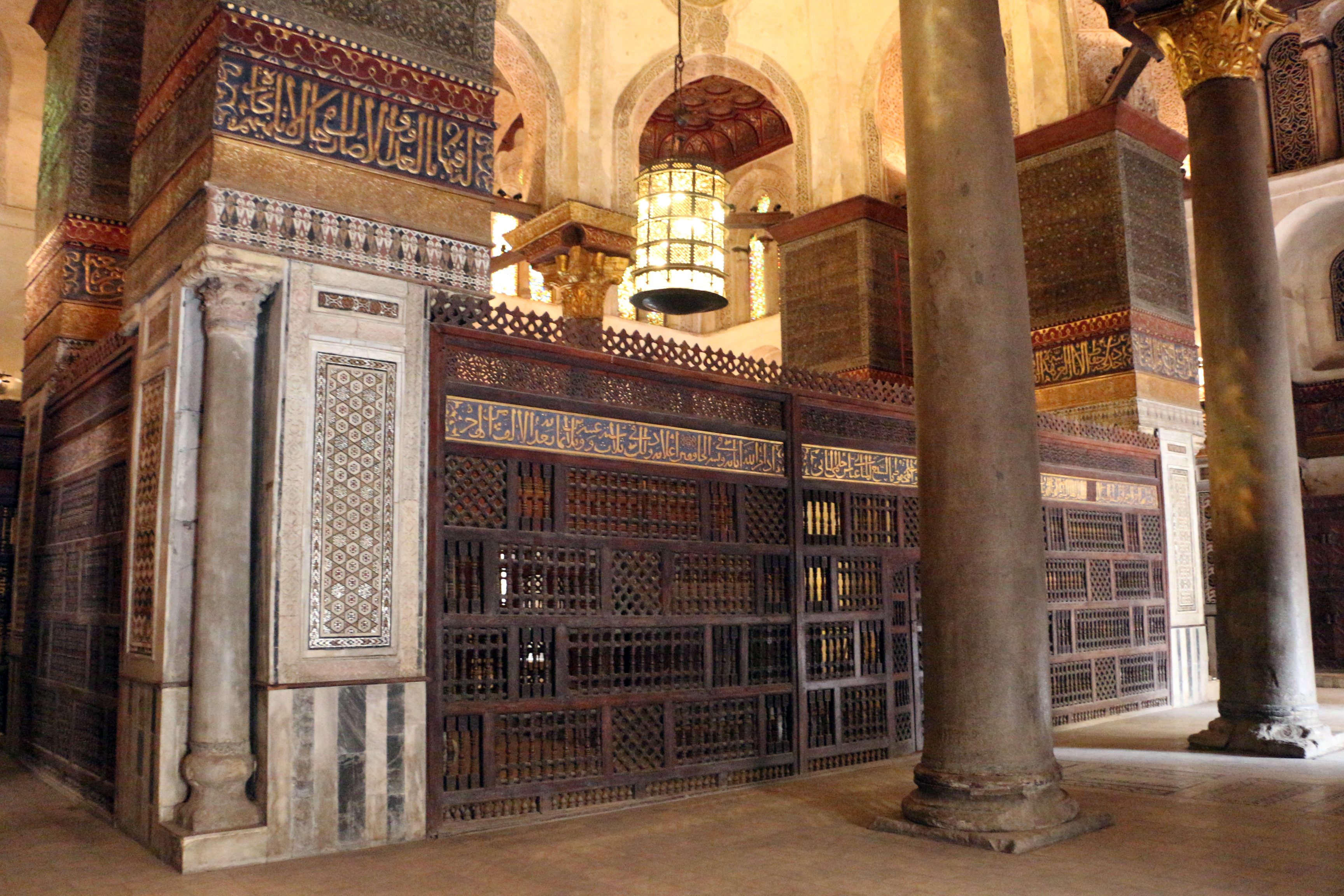
القبة من الداخل
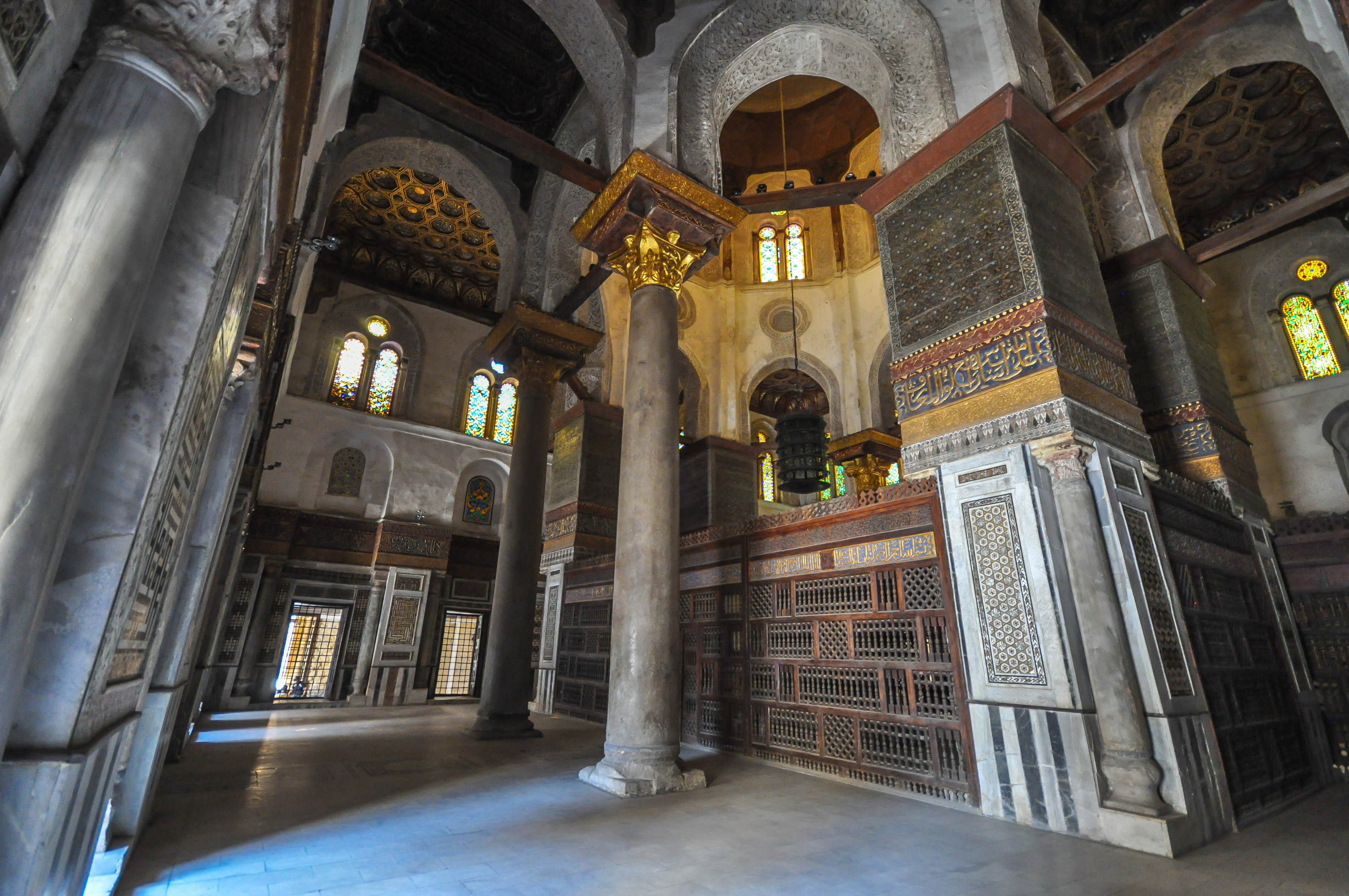
القبة من الداخل
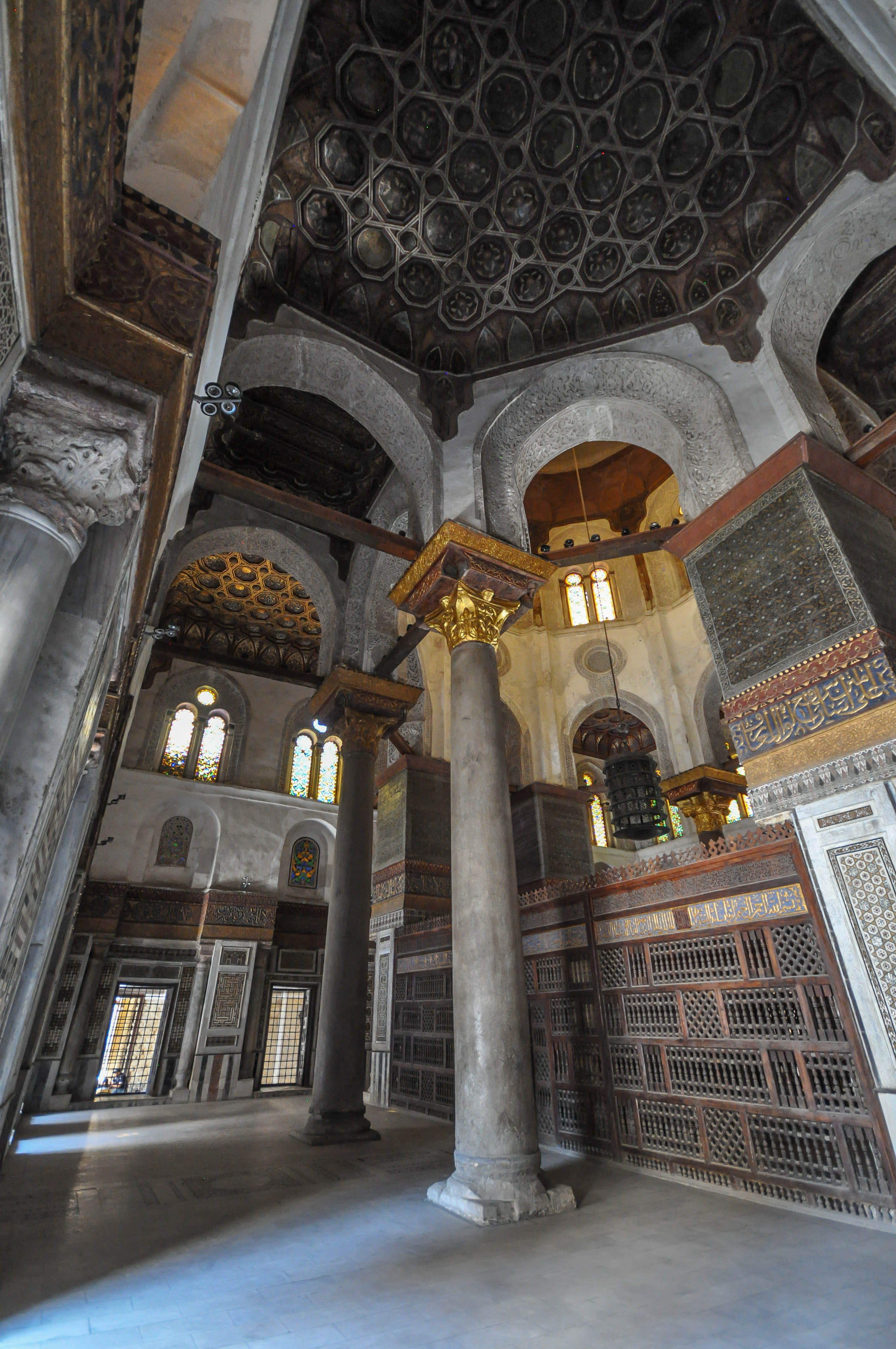
القبة من الداخل
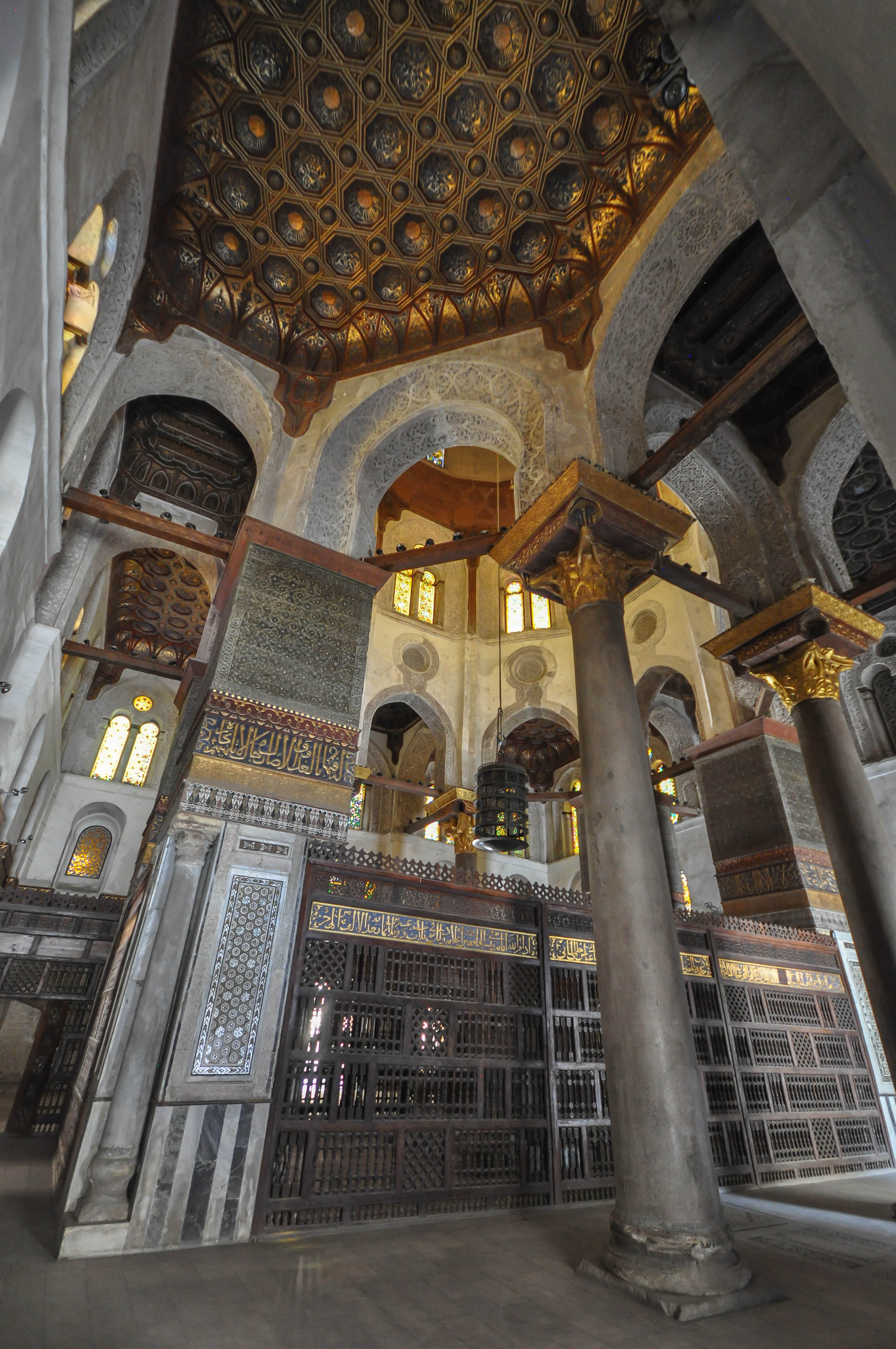
القبة من الداخل
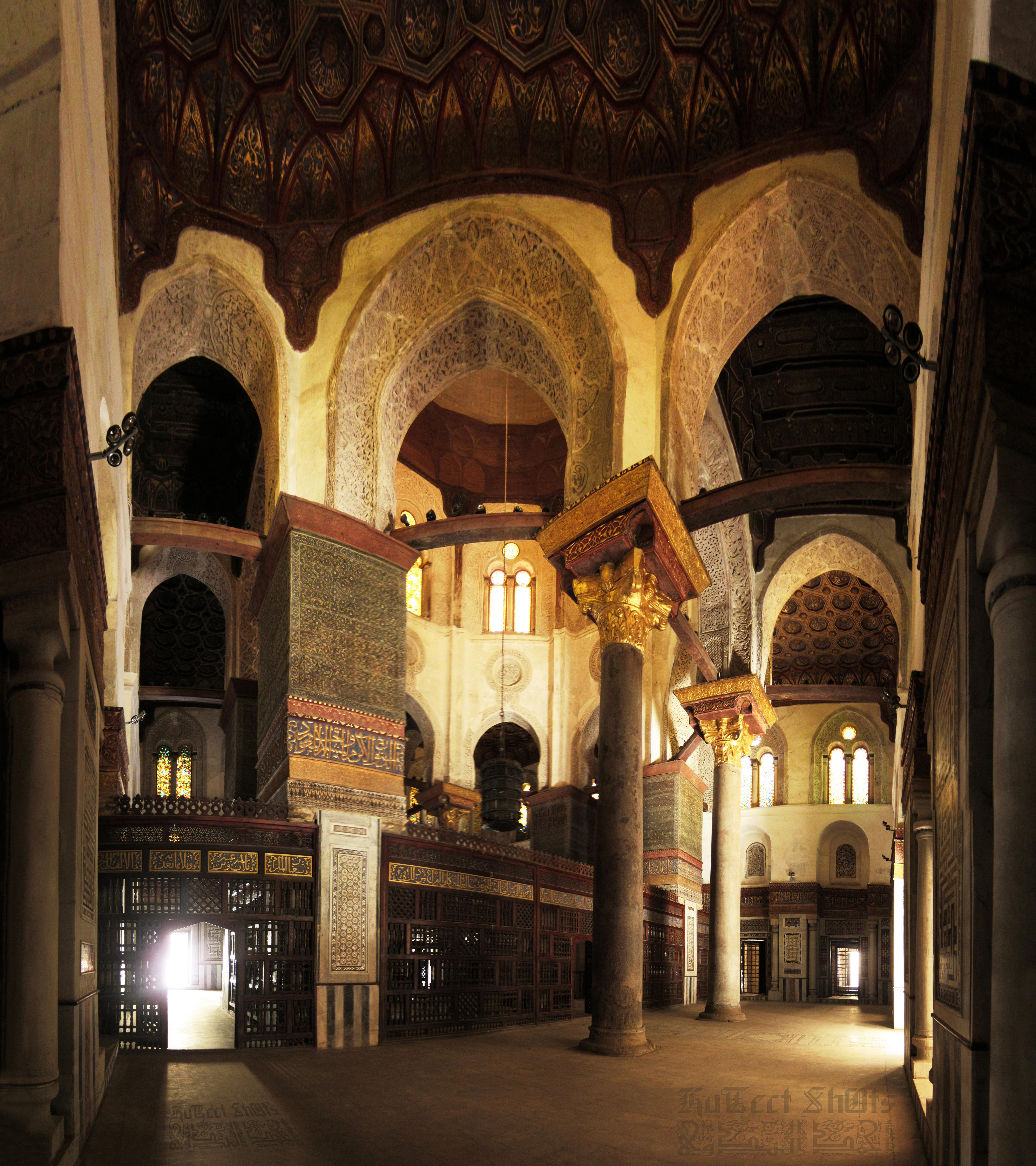
القبة من الداخل
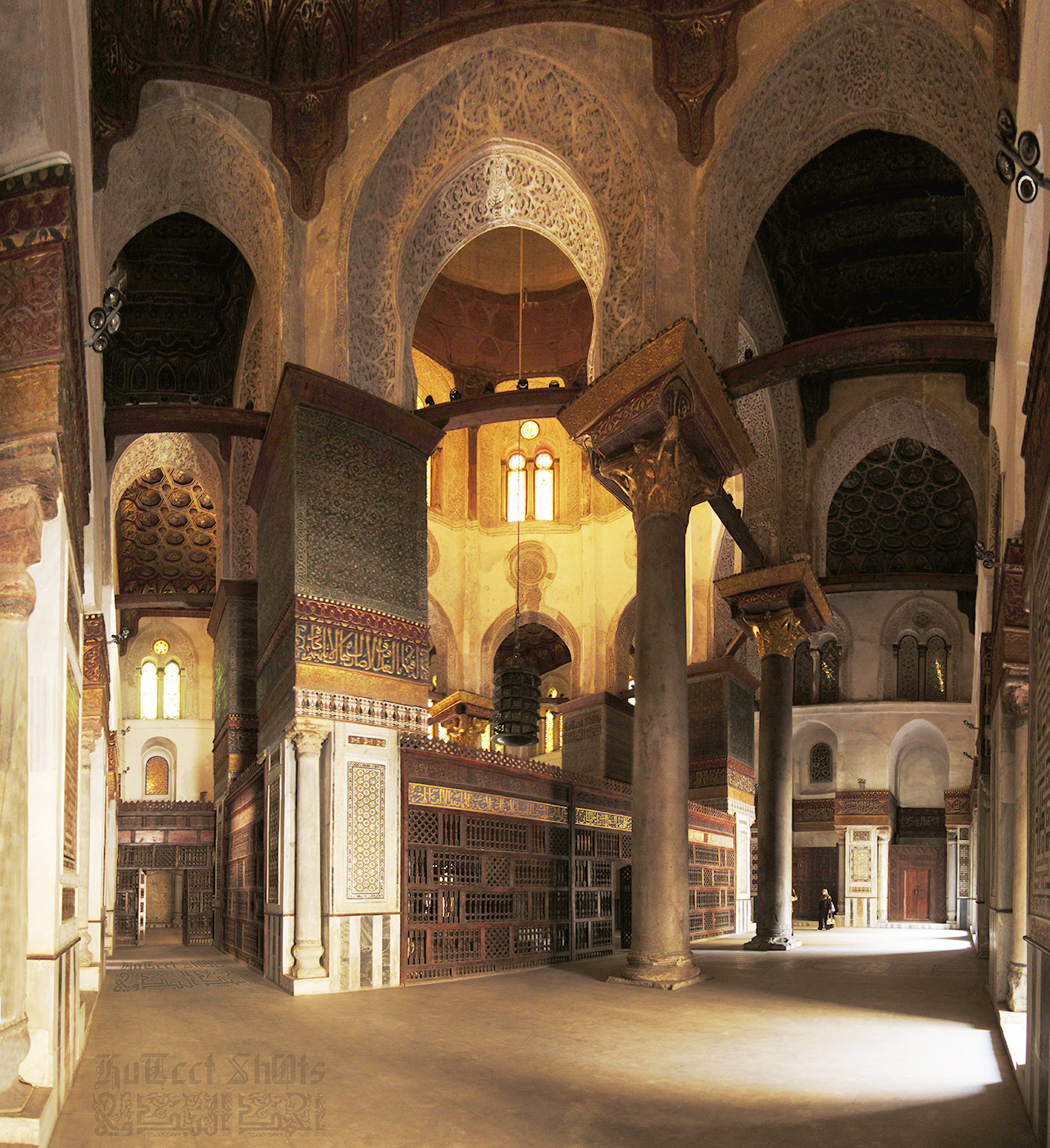
القبة من الداخل
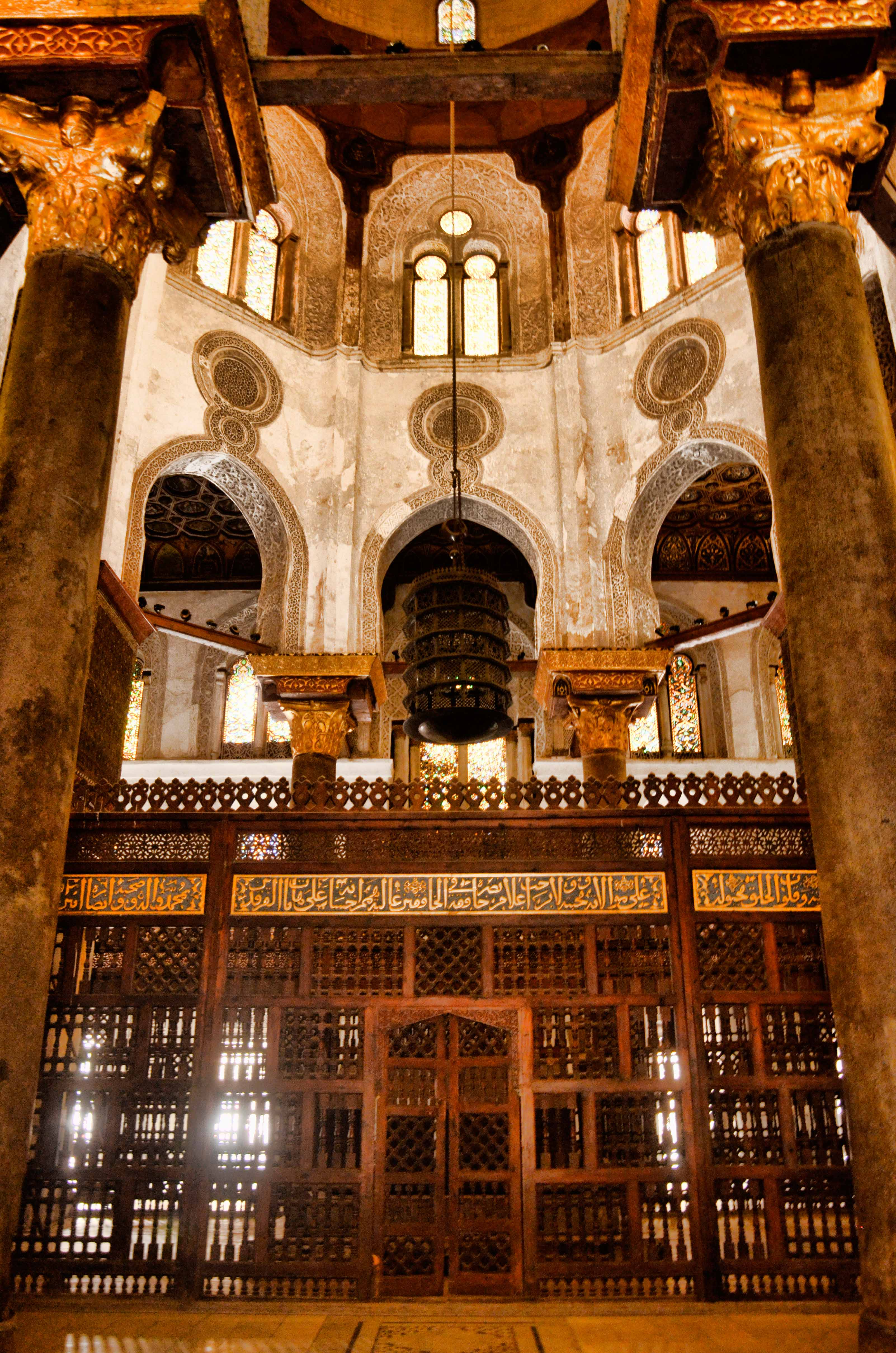
القبة من الداخل
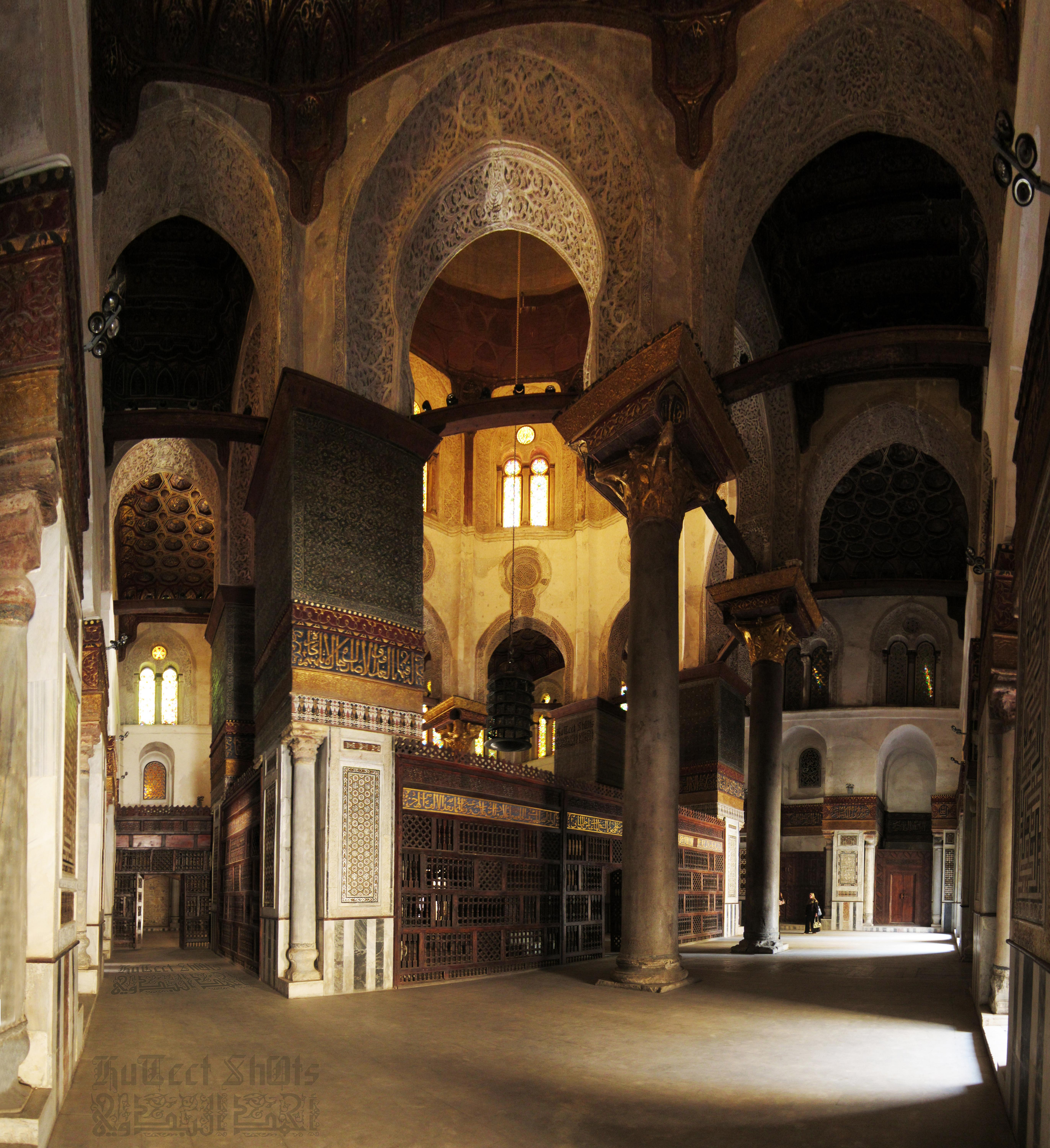
القبة من الداخل
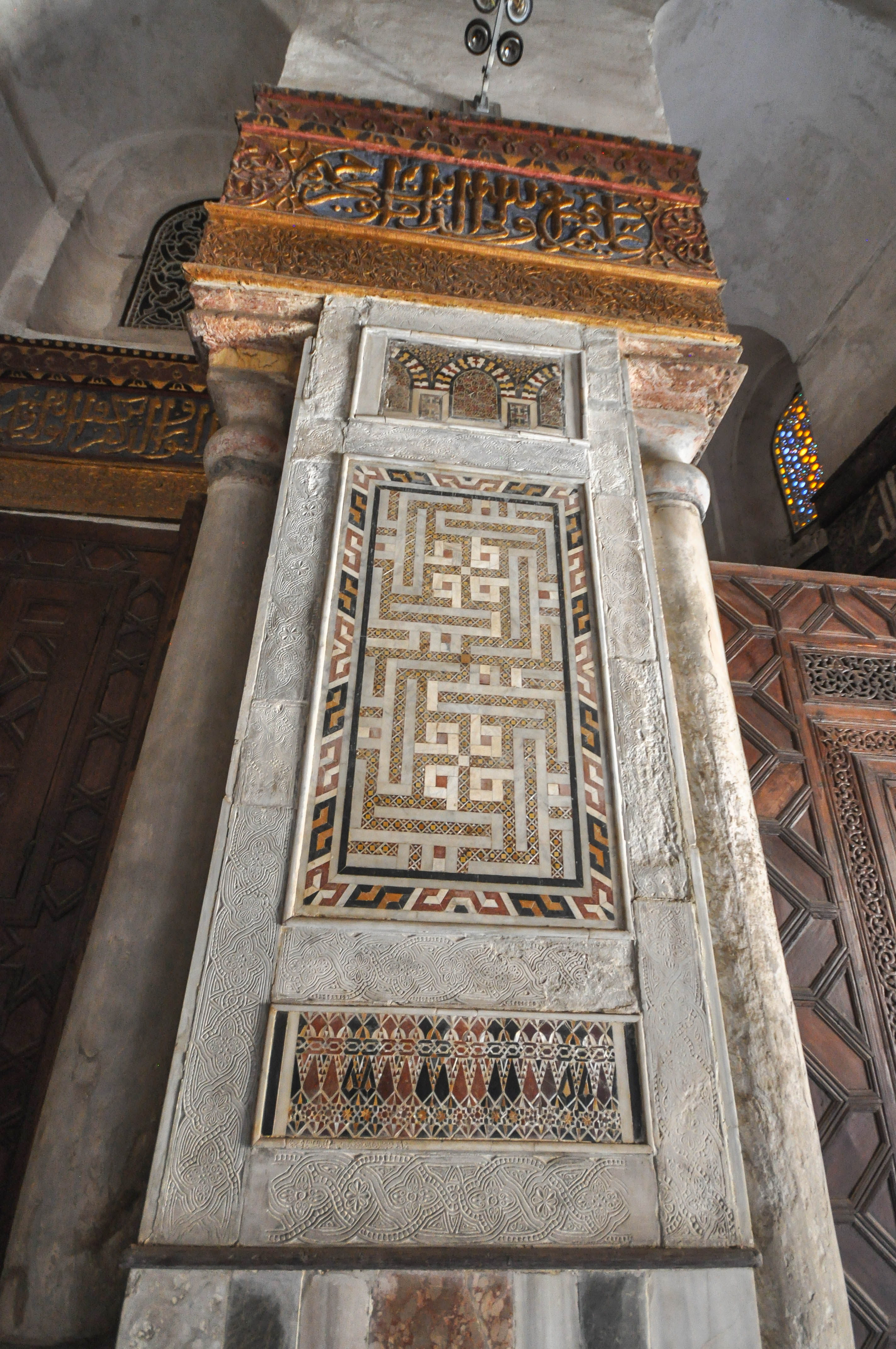
القبة من الداخل
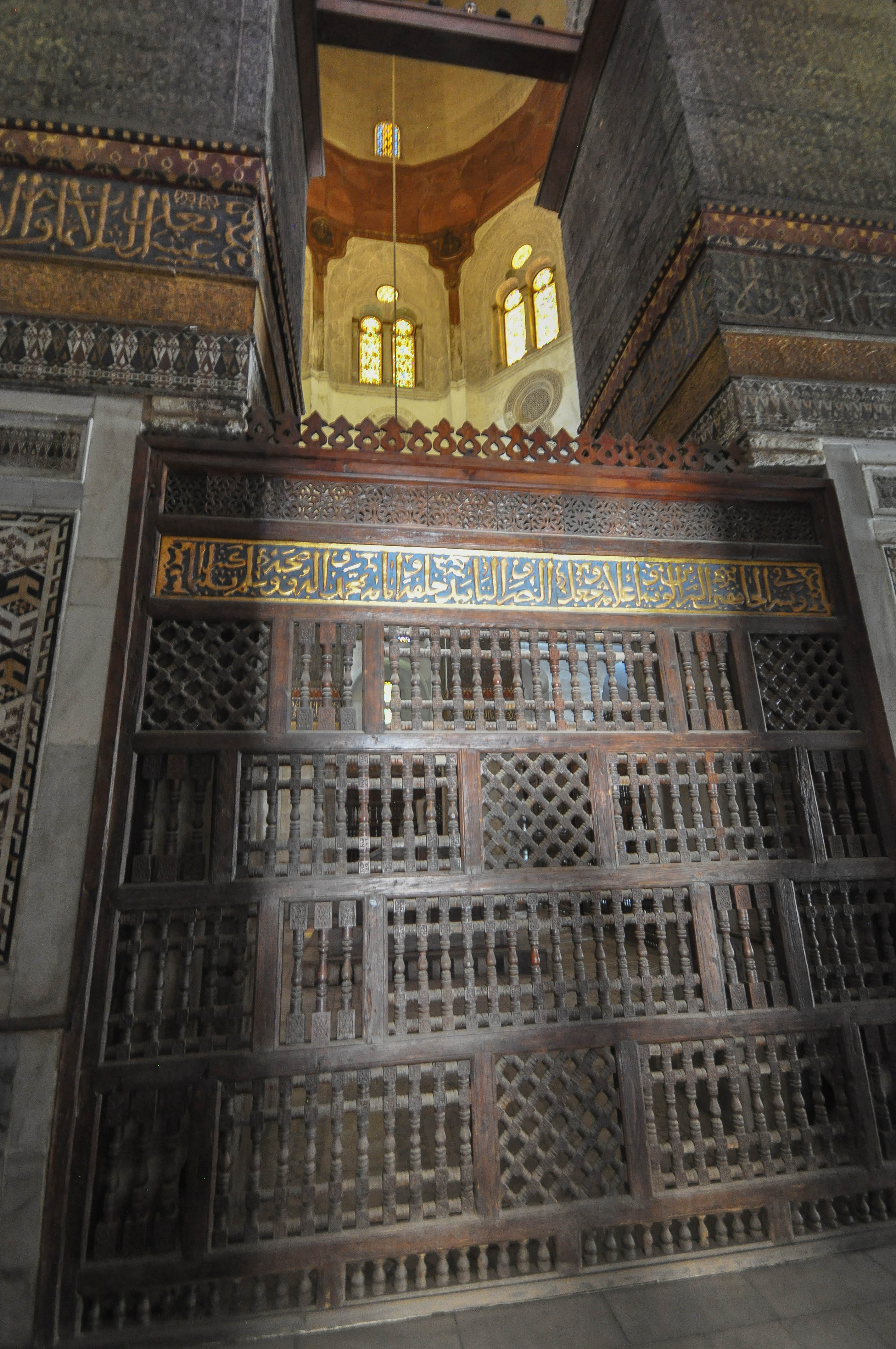
القبة من الداخل
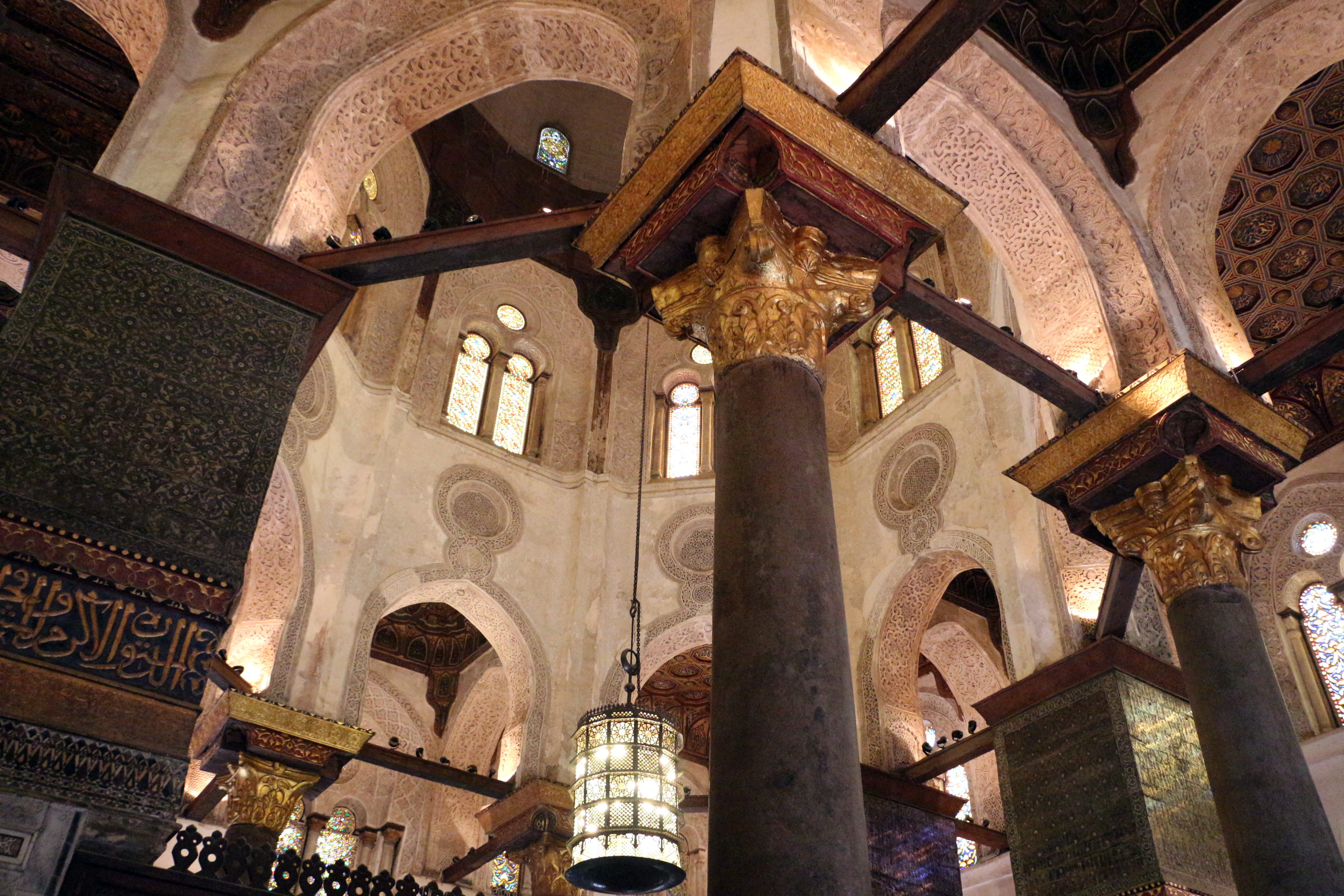
القبة من الداخل
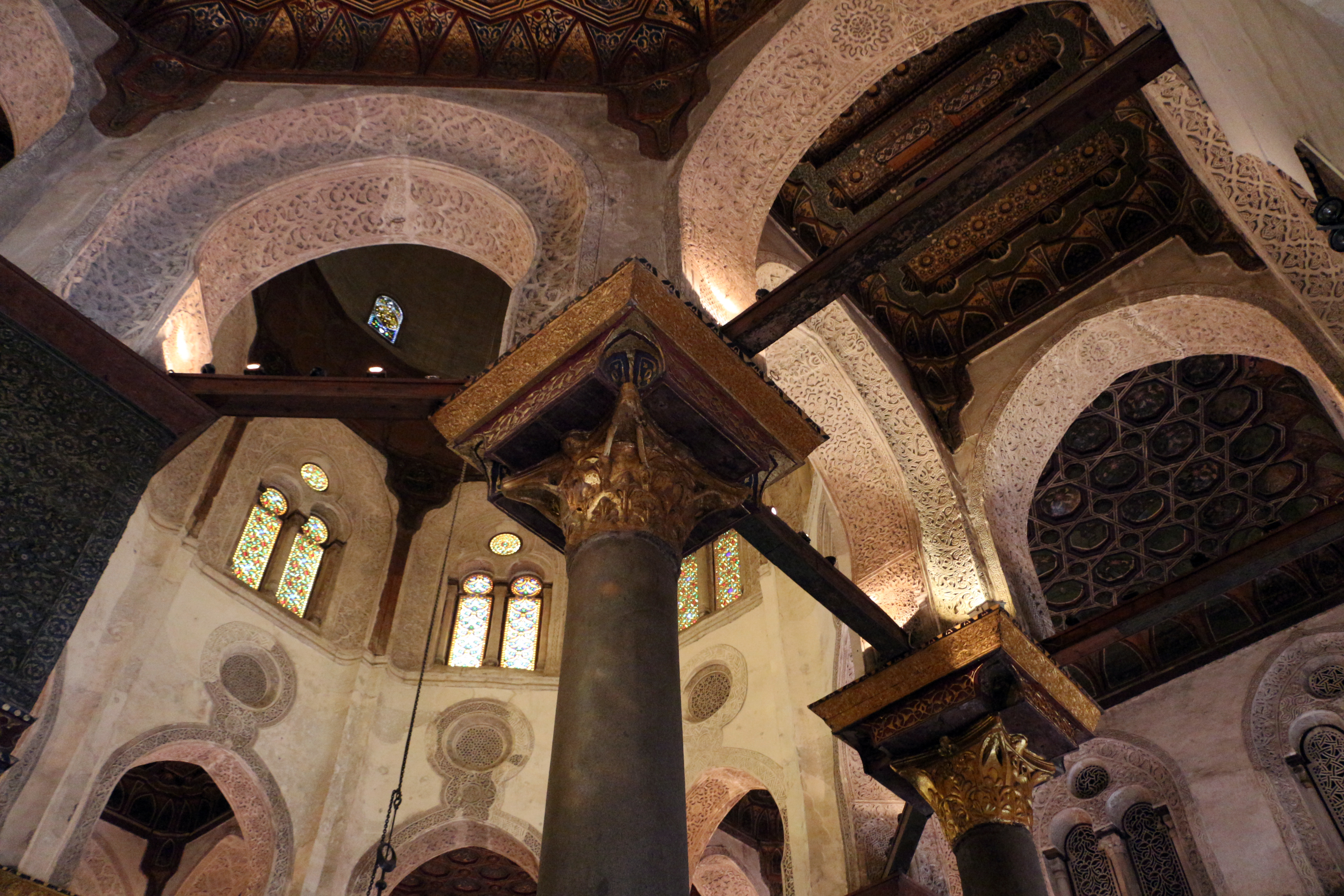
القبة من الداخل
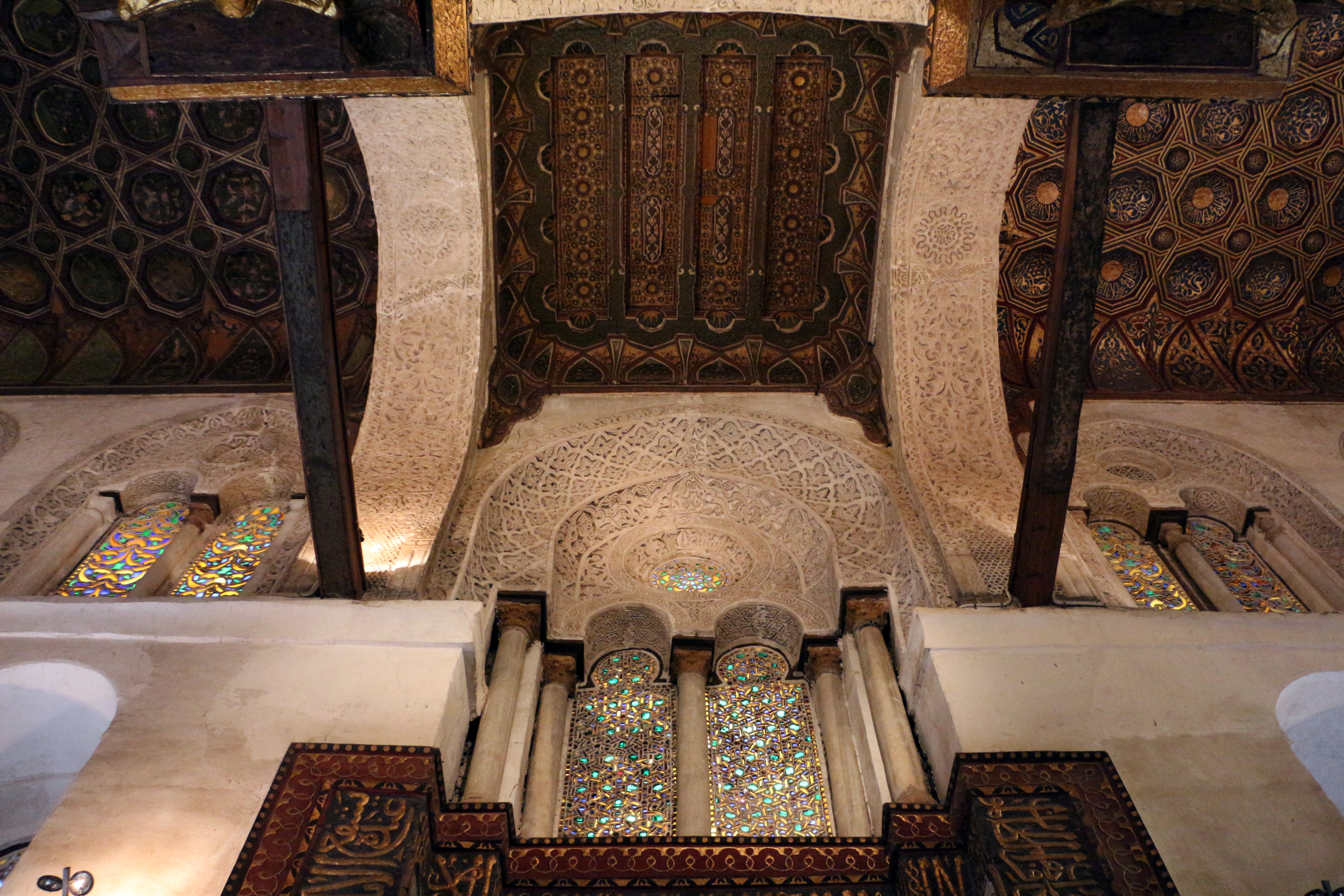
القبة من الداخل
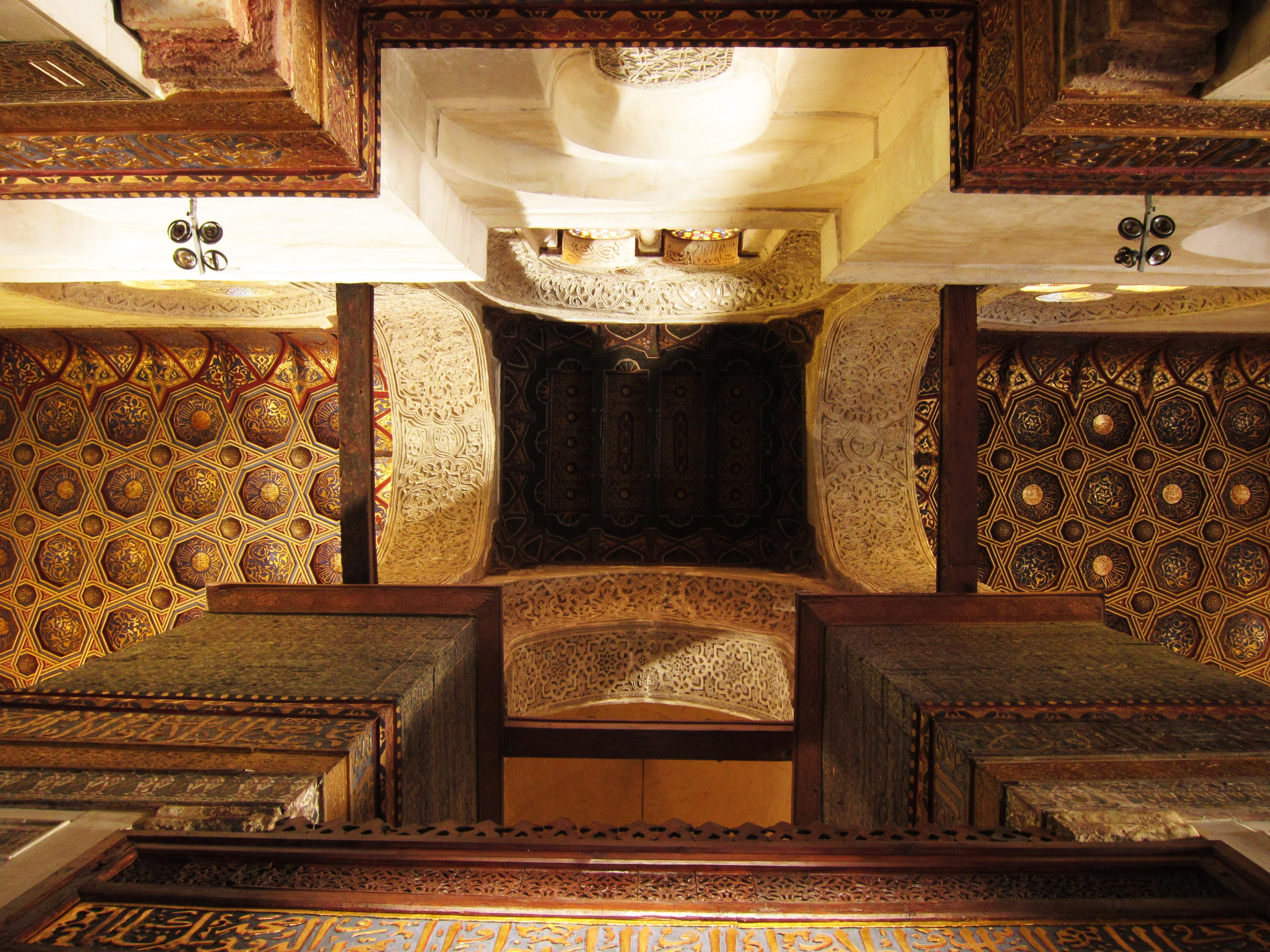
القبة من الداخل
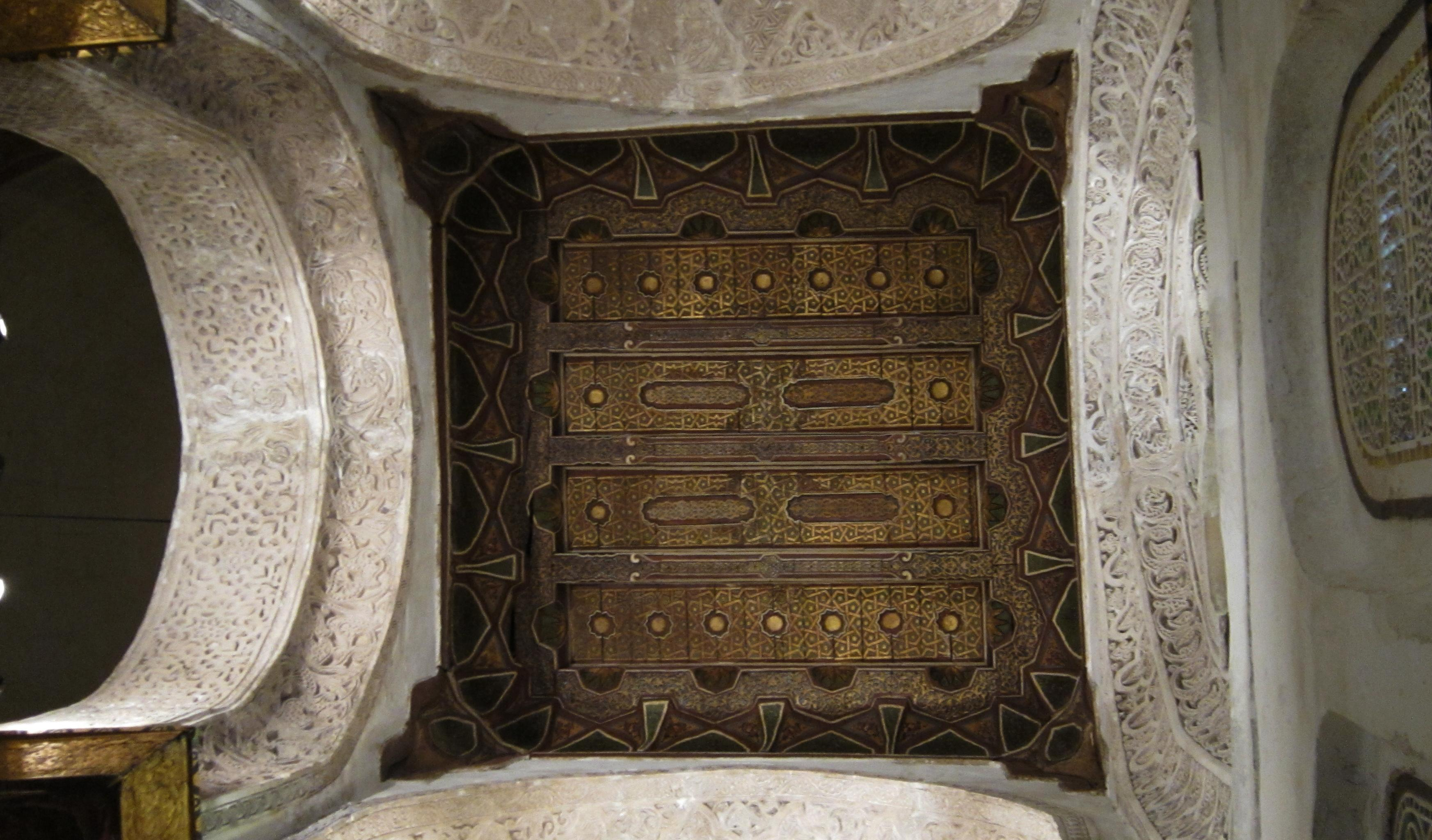
القبة من الداخل
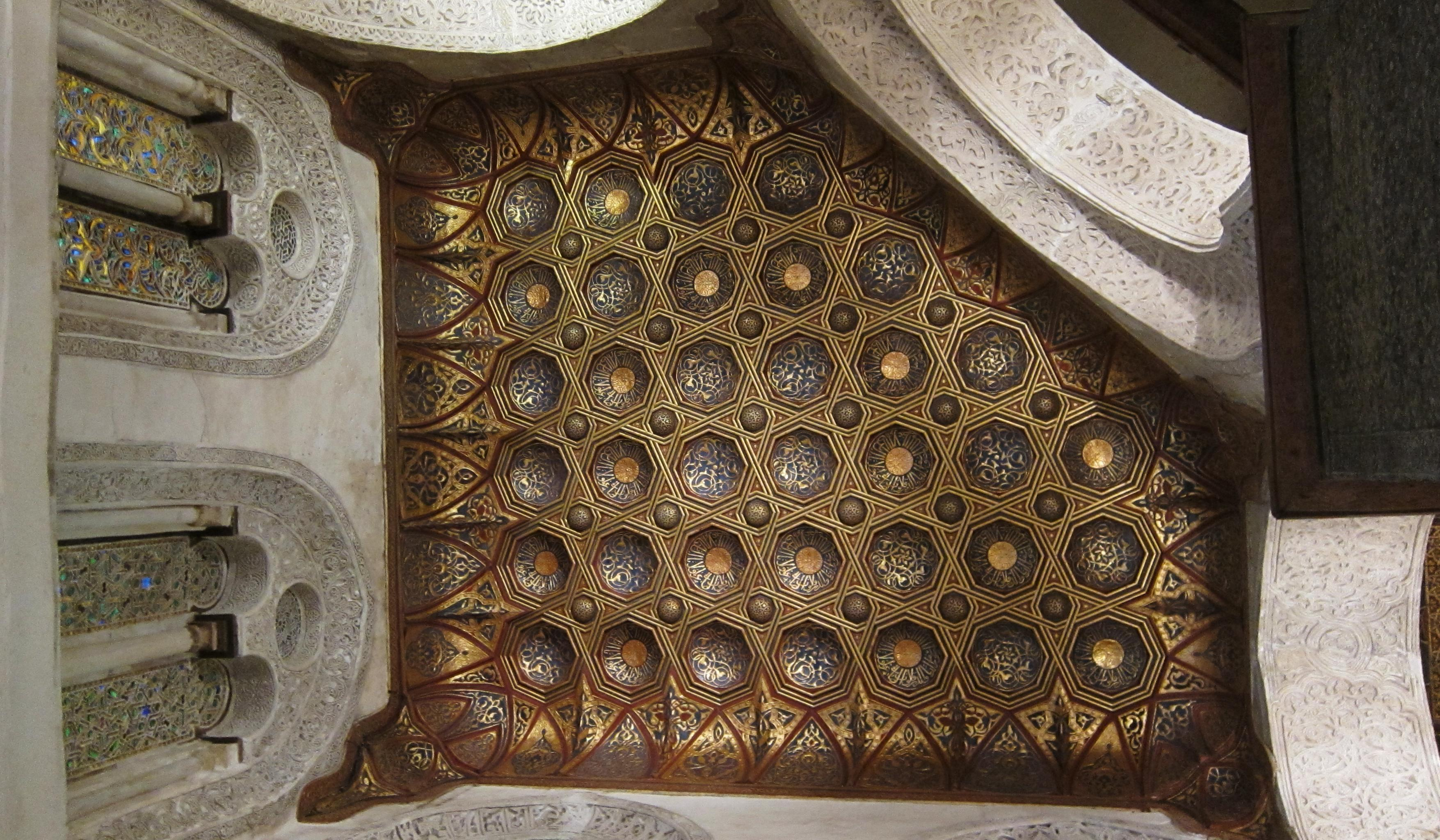
القبة من الداخل
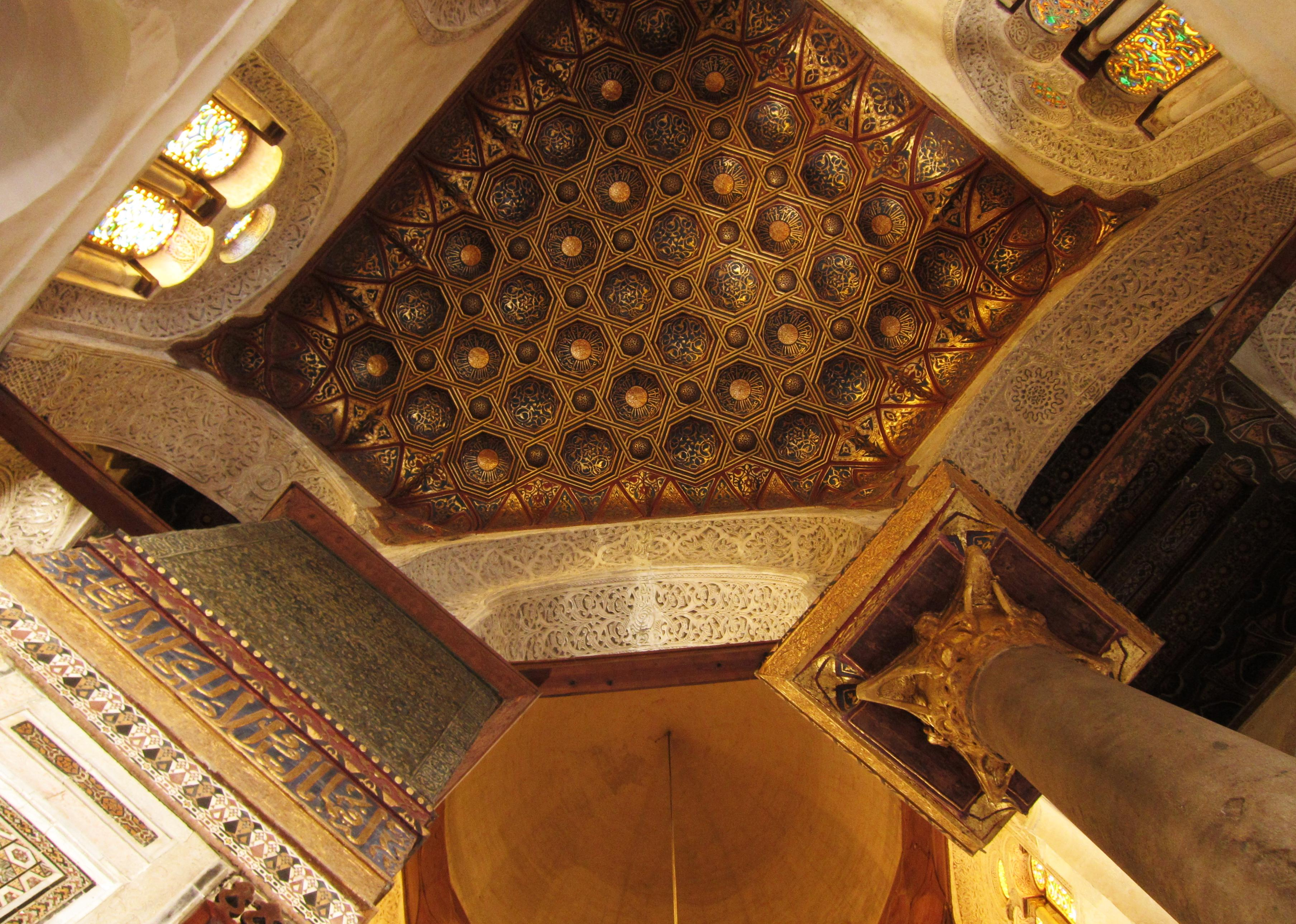
القبة من الداخل
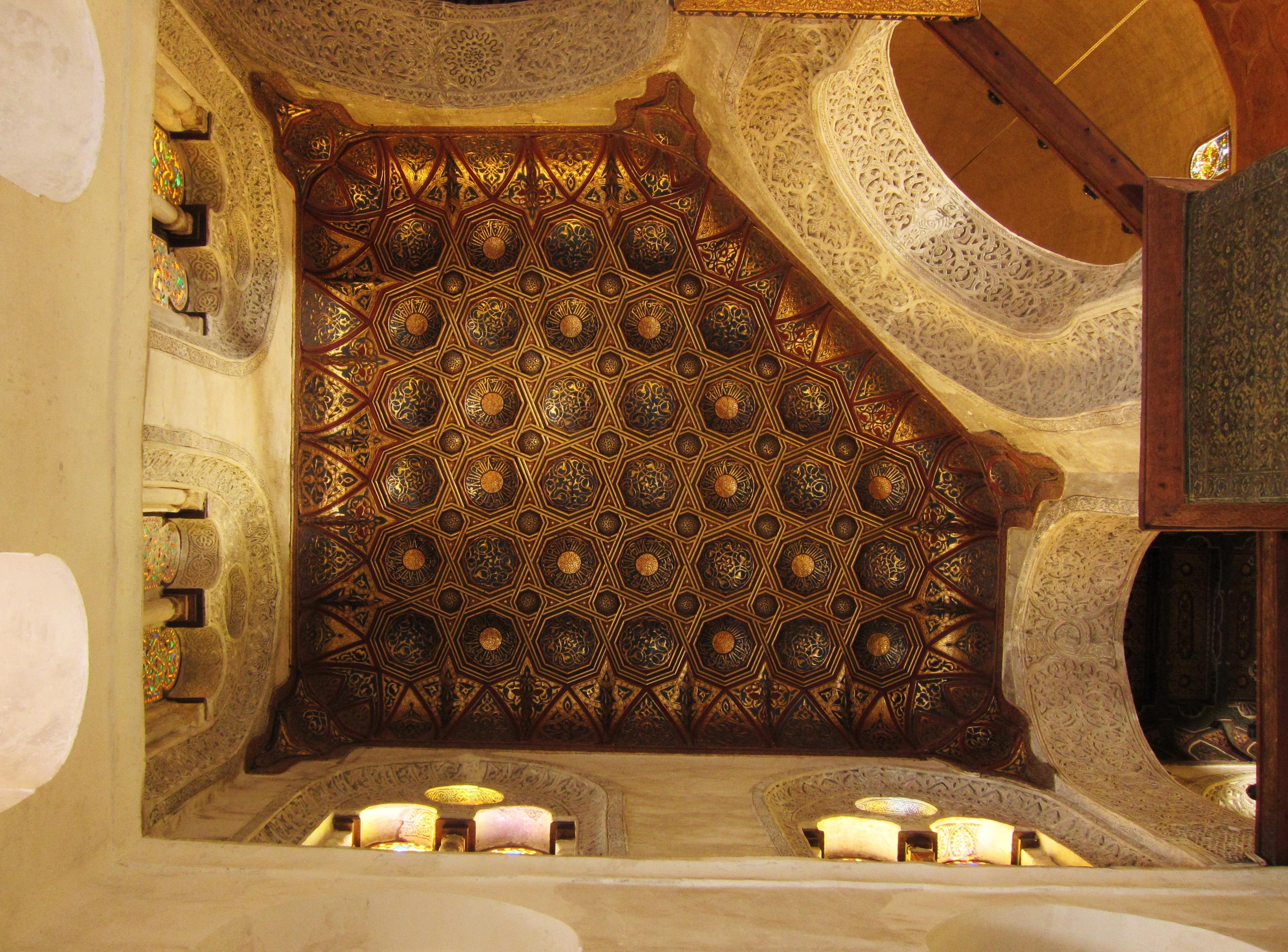
القبة من الداخل
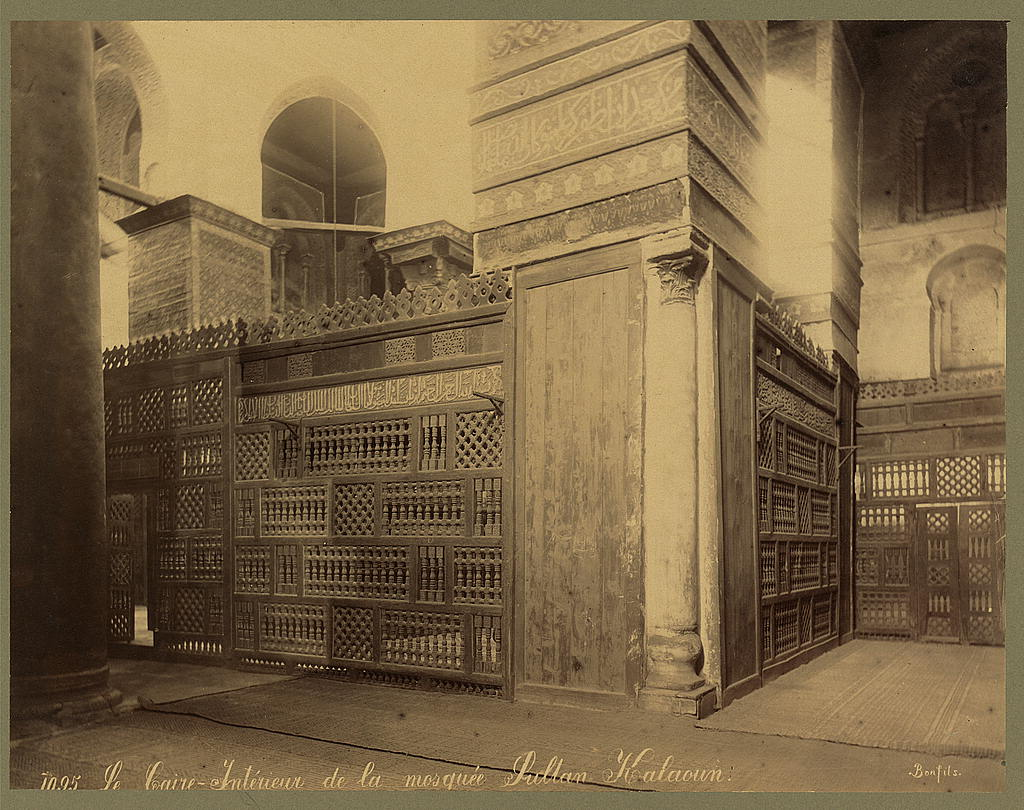
القبة من الداخل
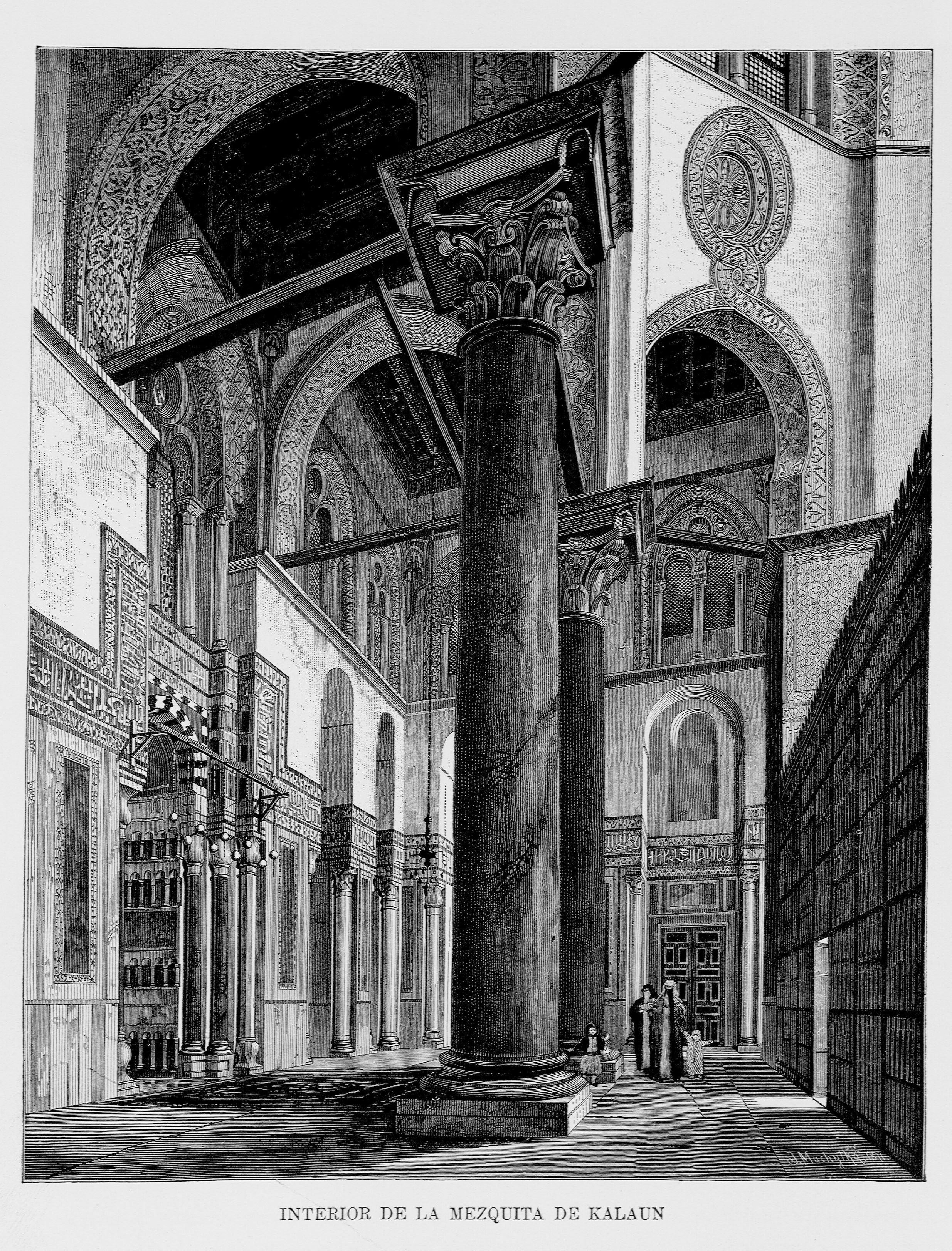
القبة من الداخل
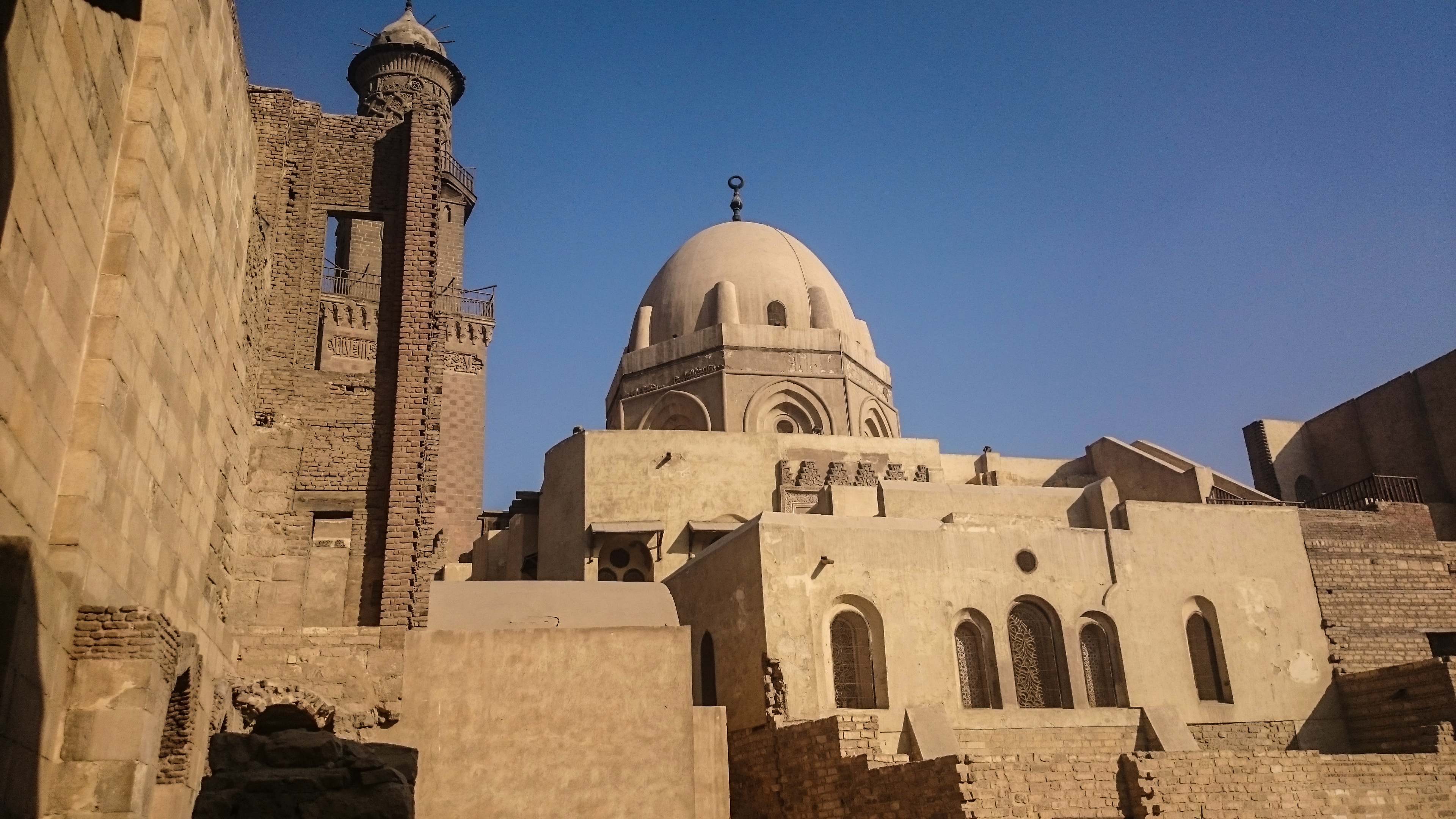
القبة من الخارج
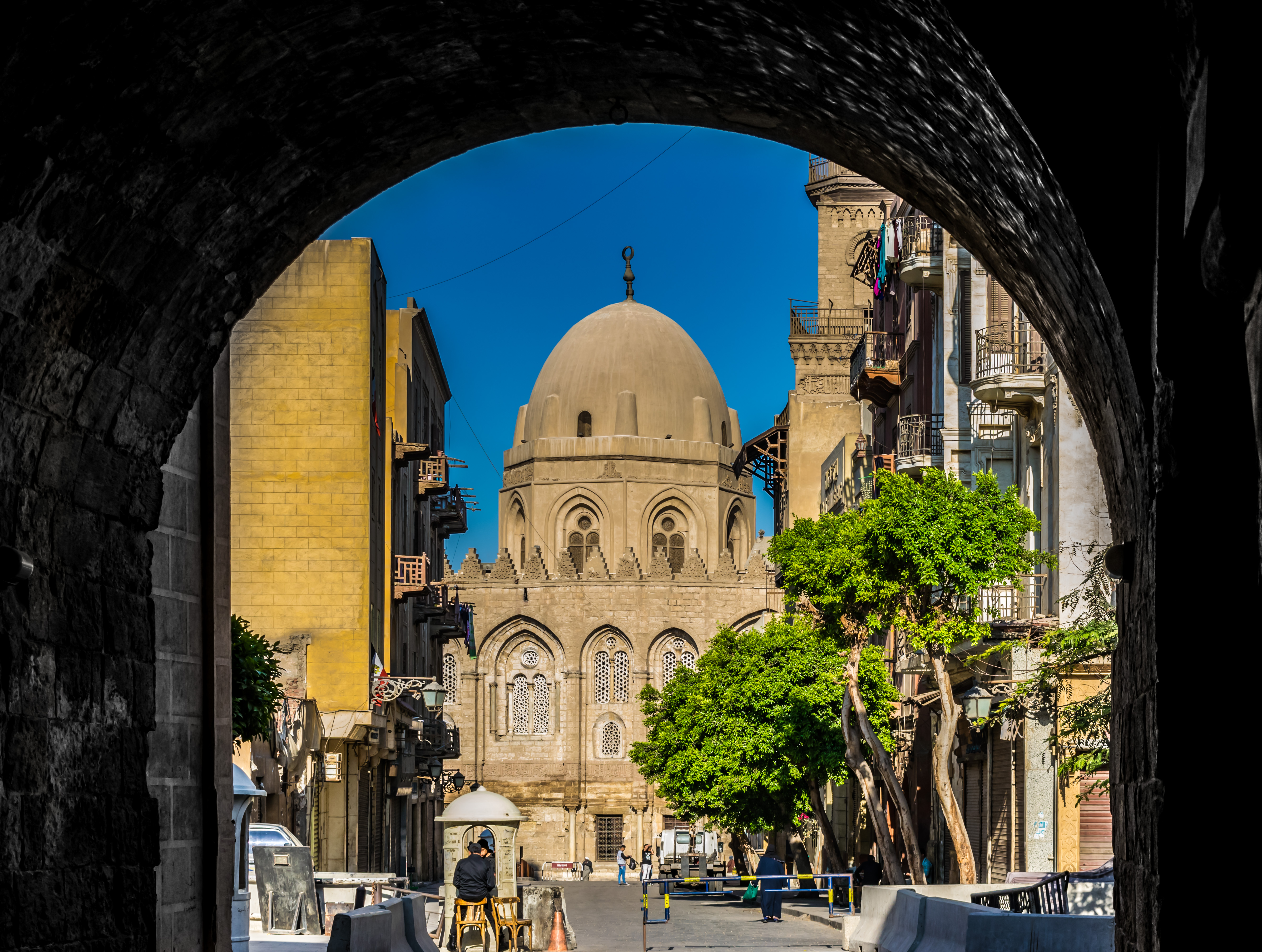
القبة من الخارج
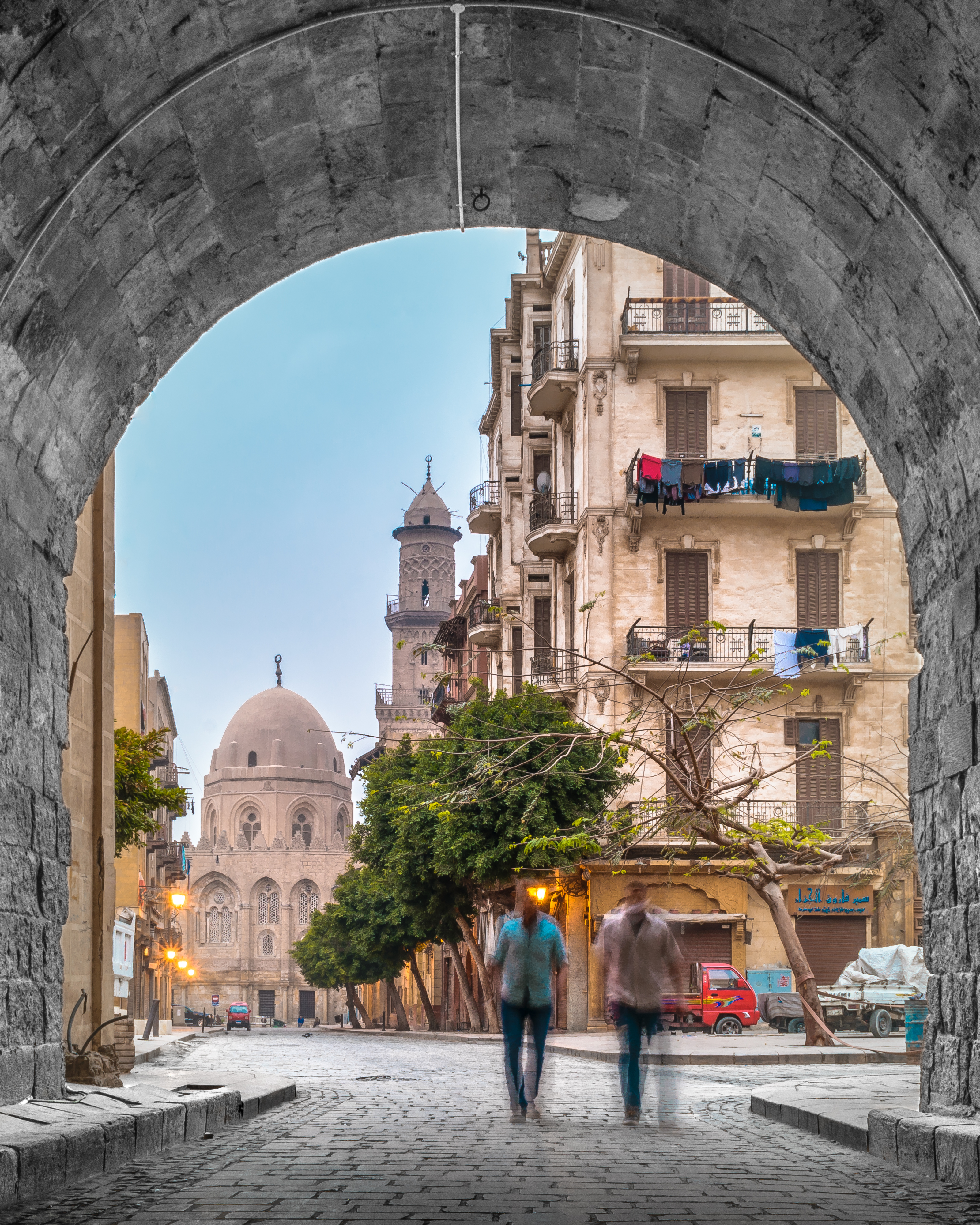
القبة من الخارج
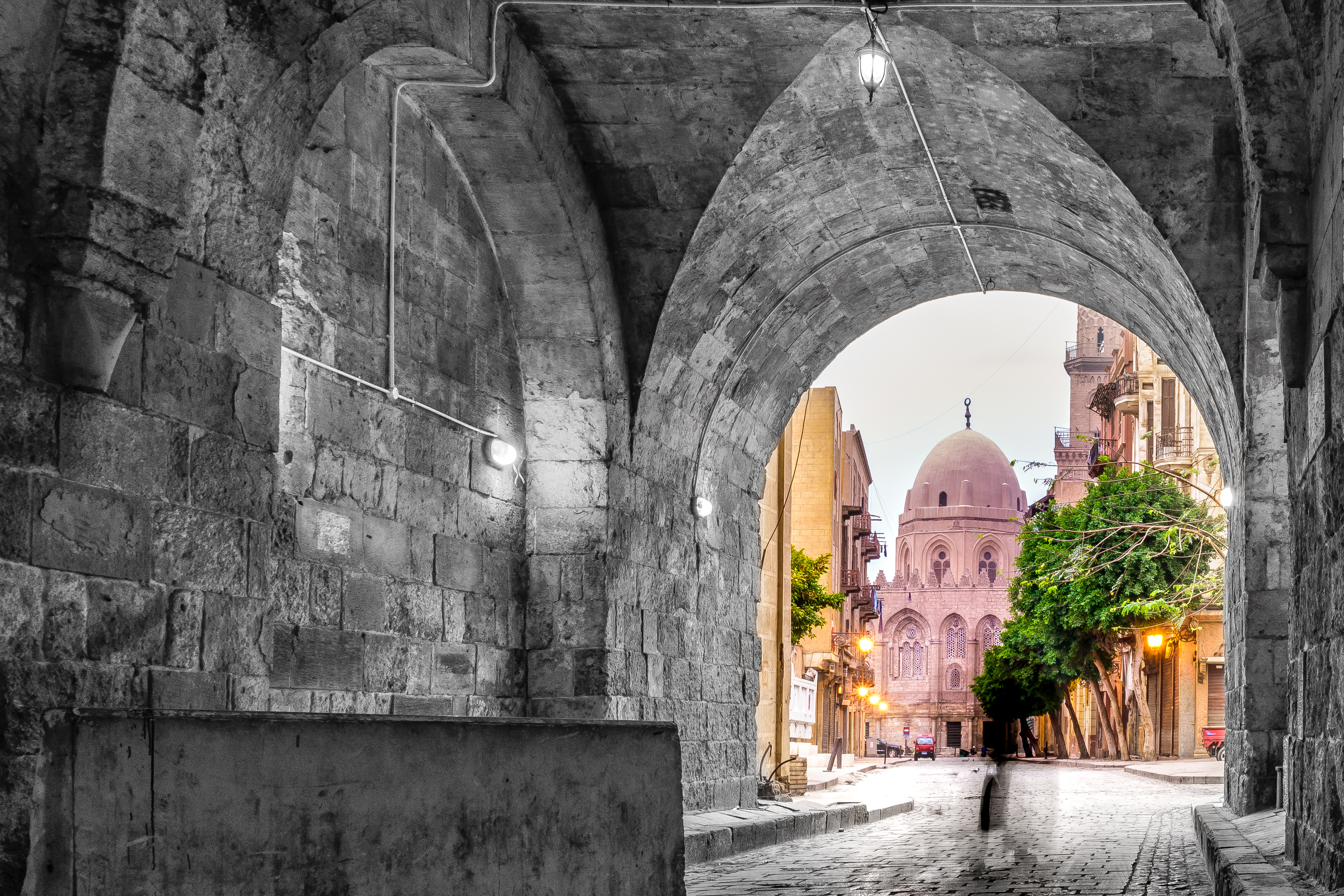
القبة من الخارج
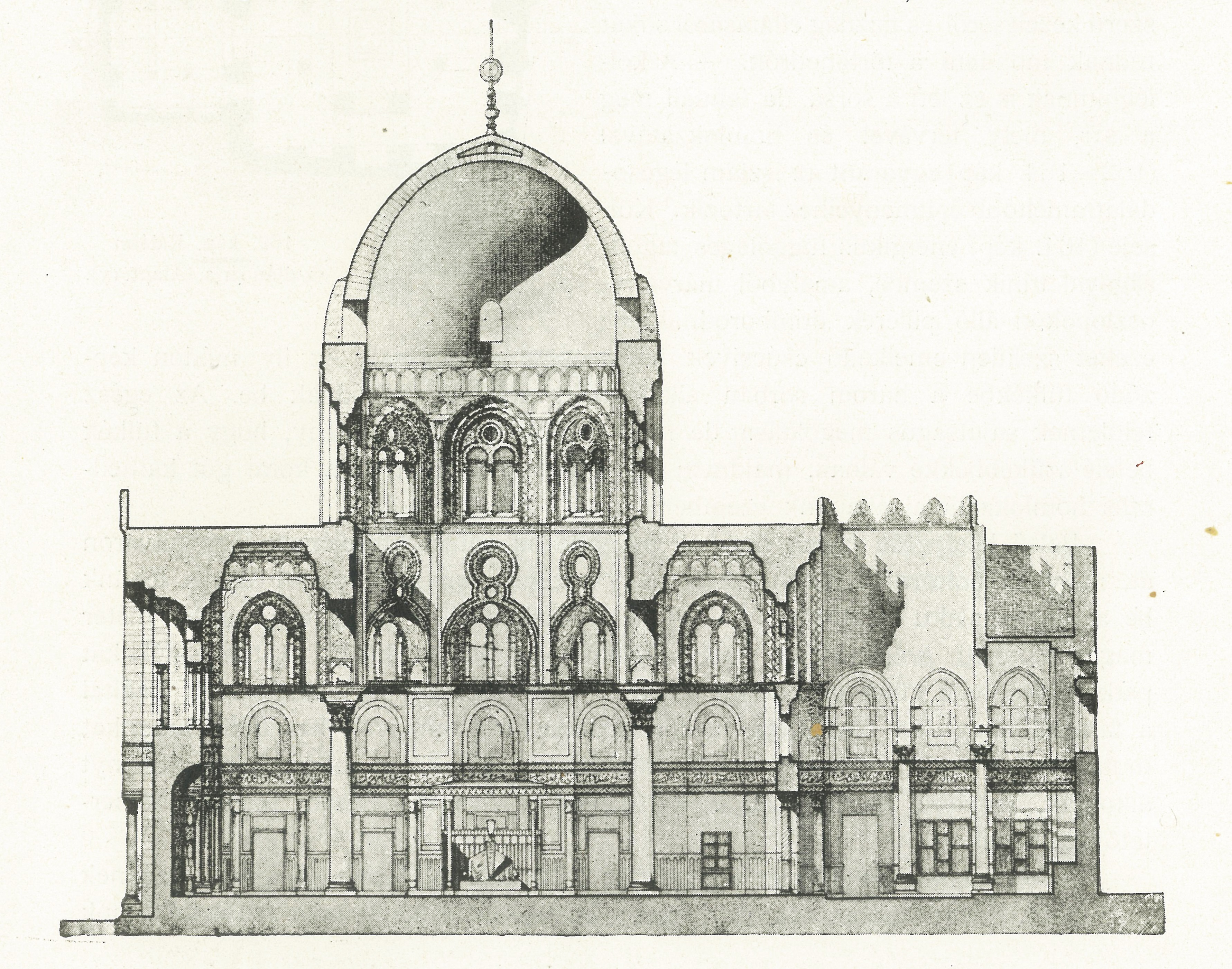
القبة من الخارج
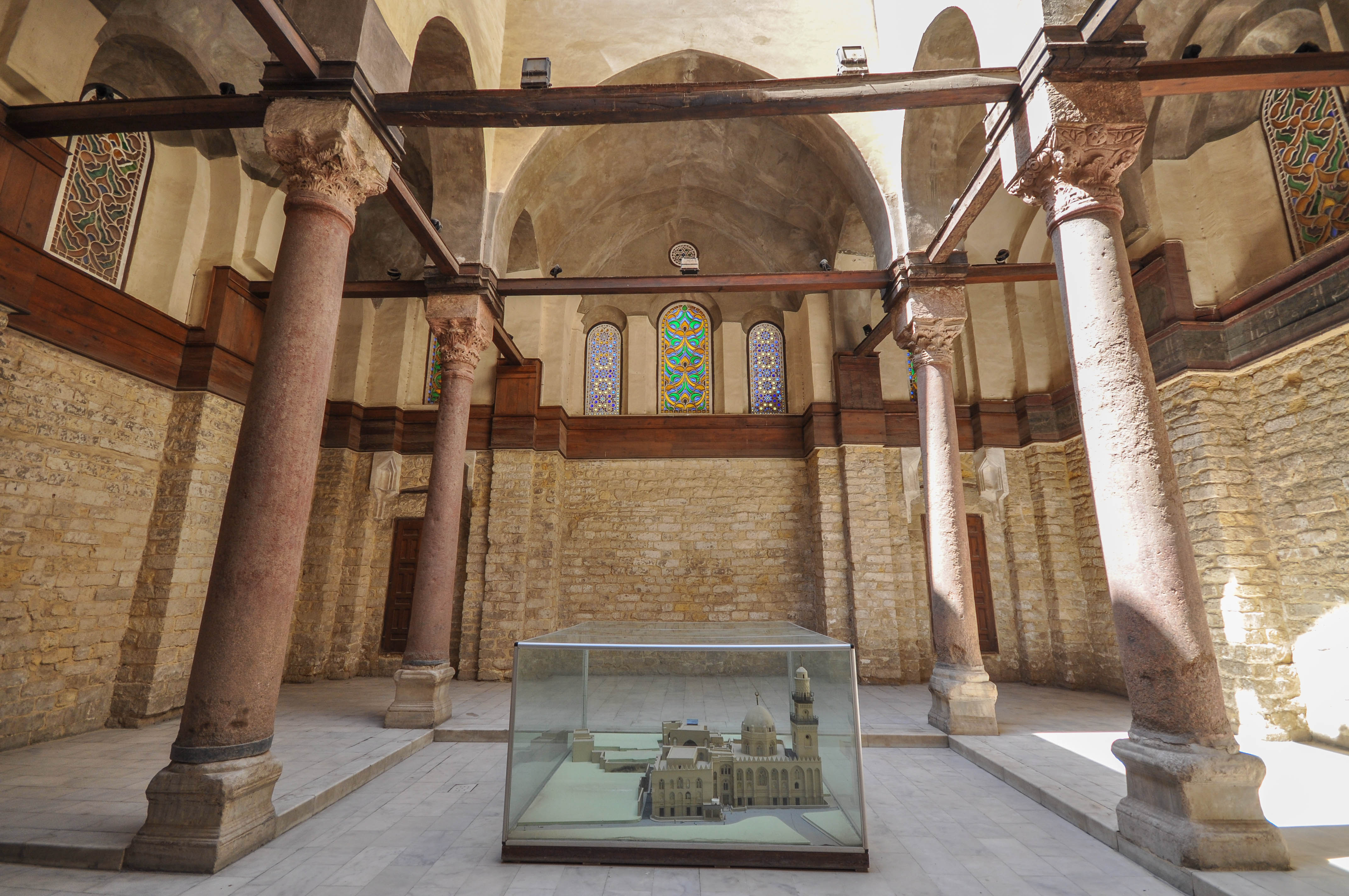
القاعة أمام القبة
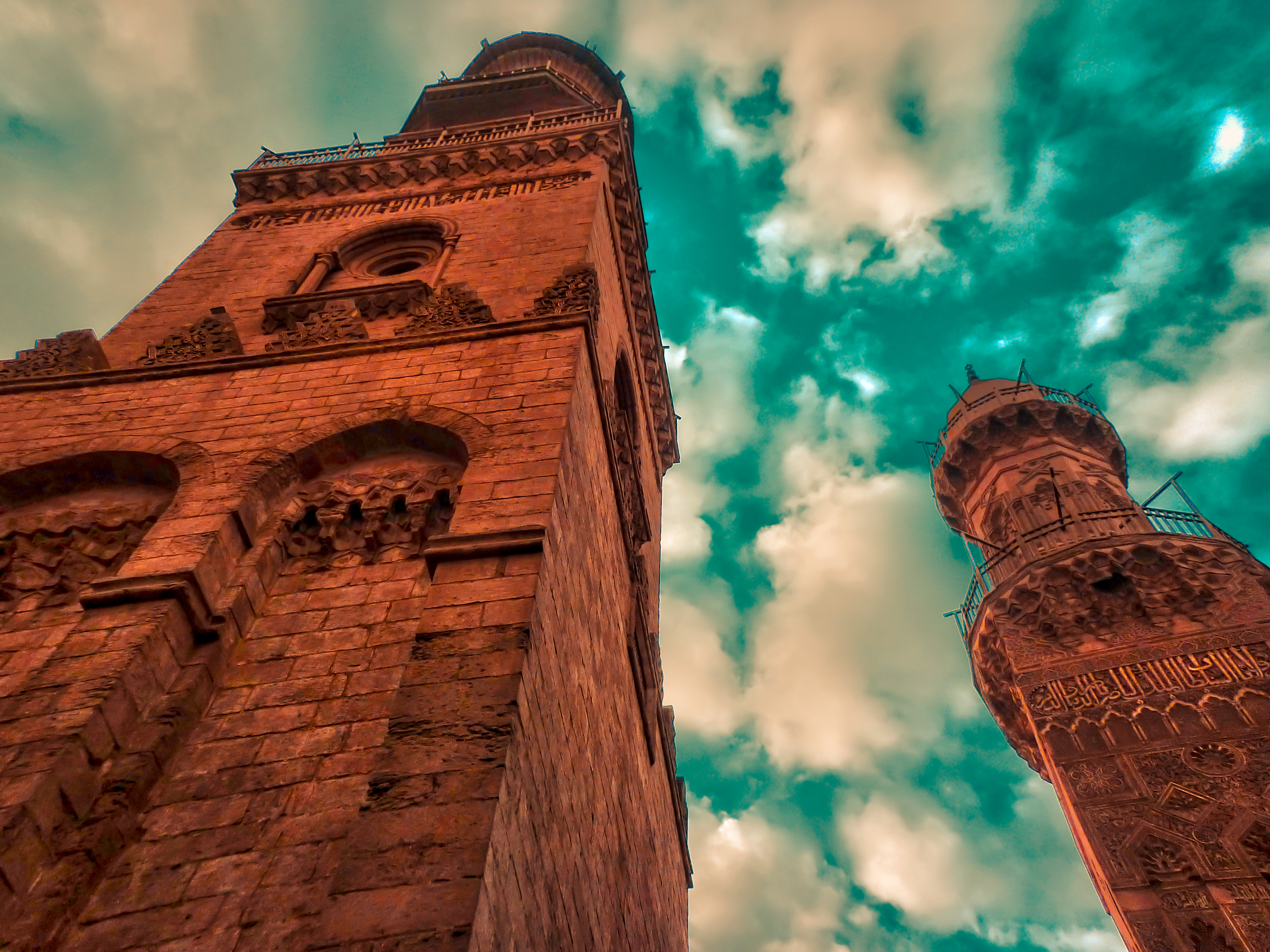
المنارة
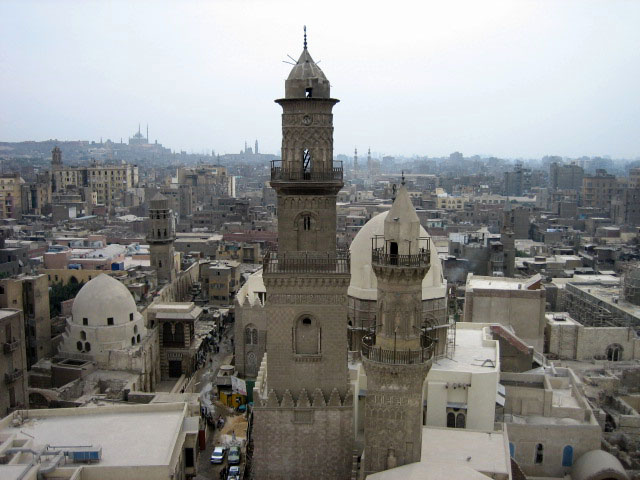
المنارة
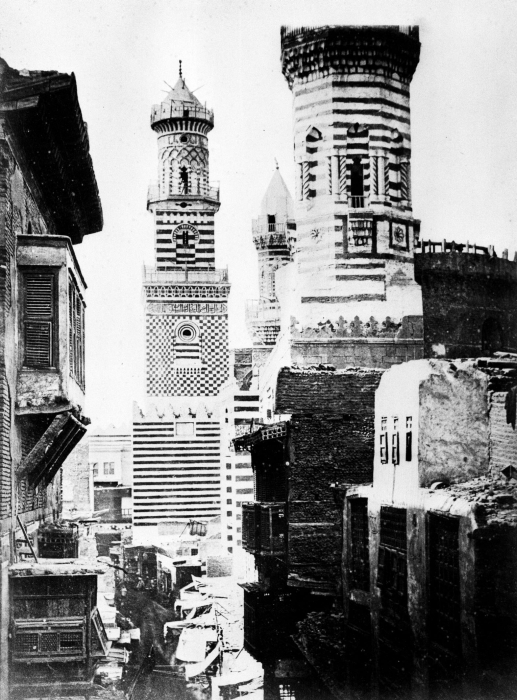
المنارة
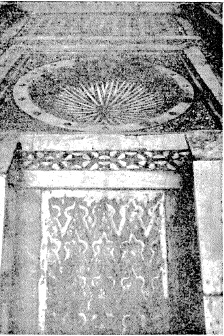
فسقية وسلسبيل البيمارستان
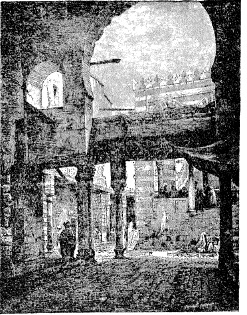
الإيوان القبلي للبيمارستان
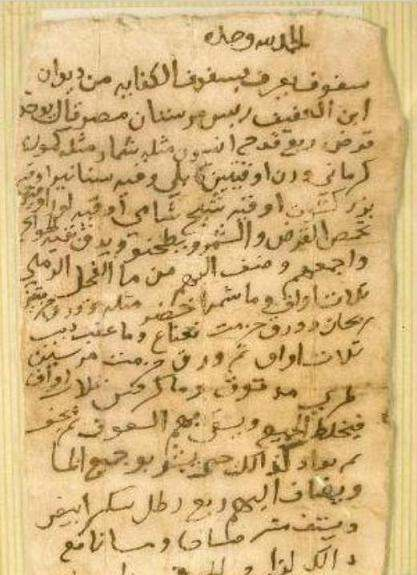
وصفة طبية من البيمارستان
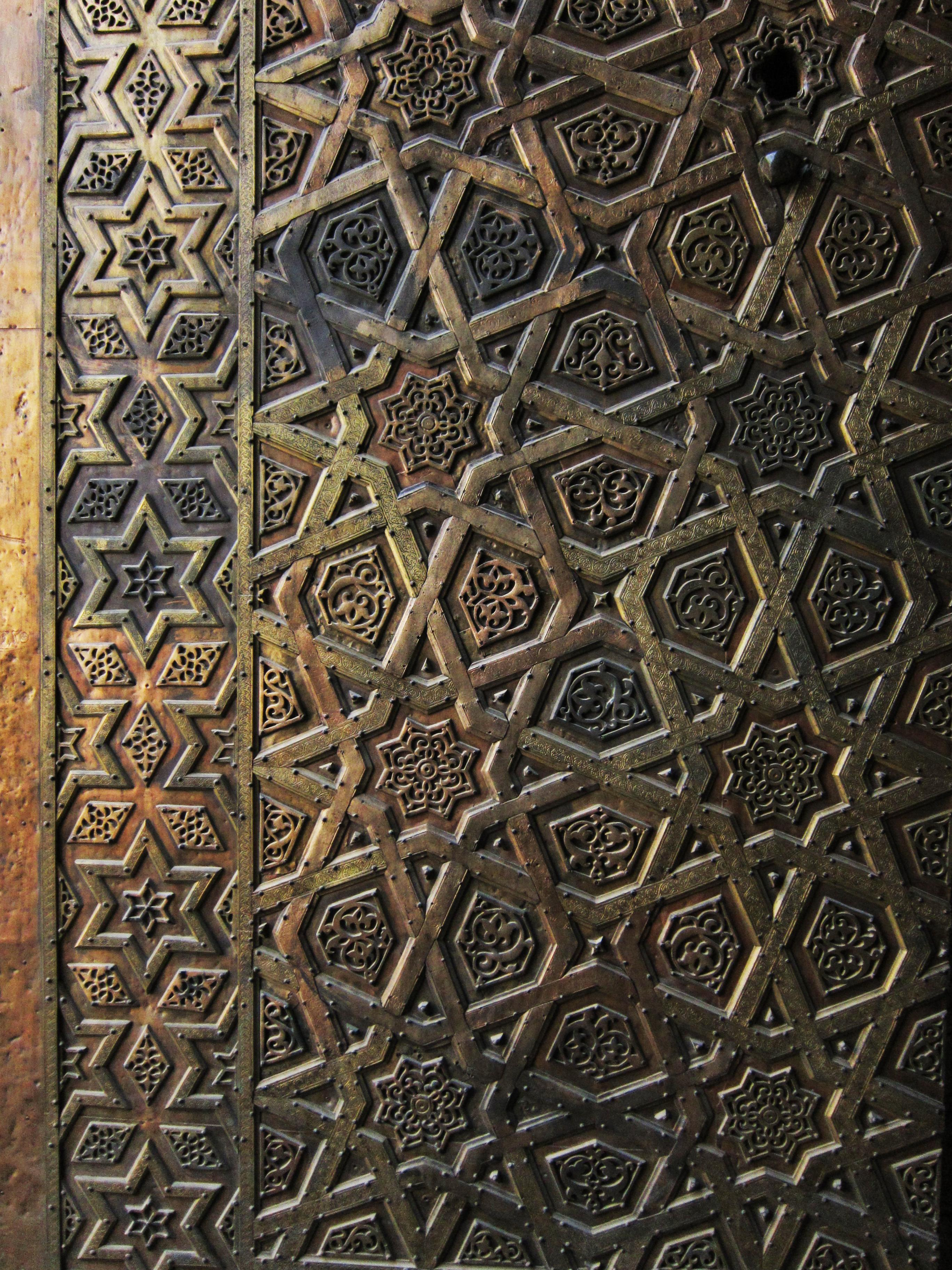
الزخارف والأشكال الهندسية على البوابة
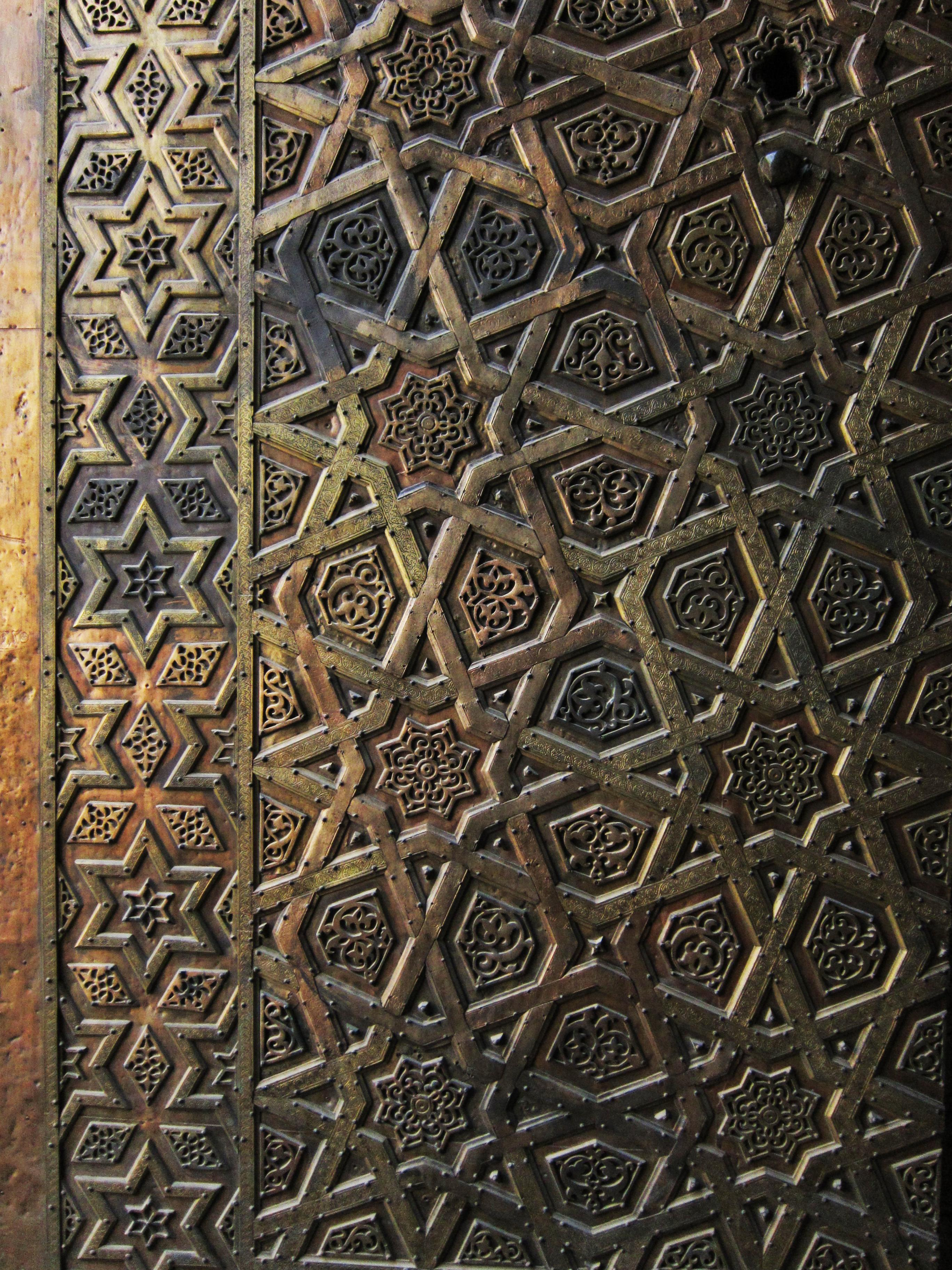
الزخارف والأشكال الهندسية على البوابة
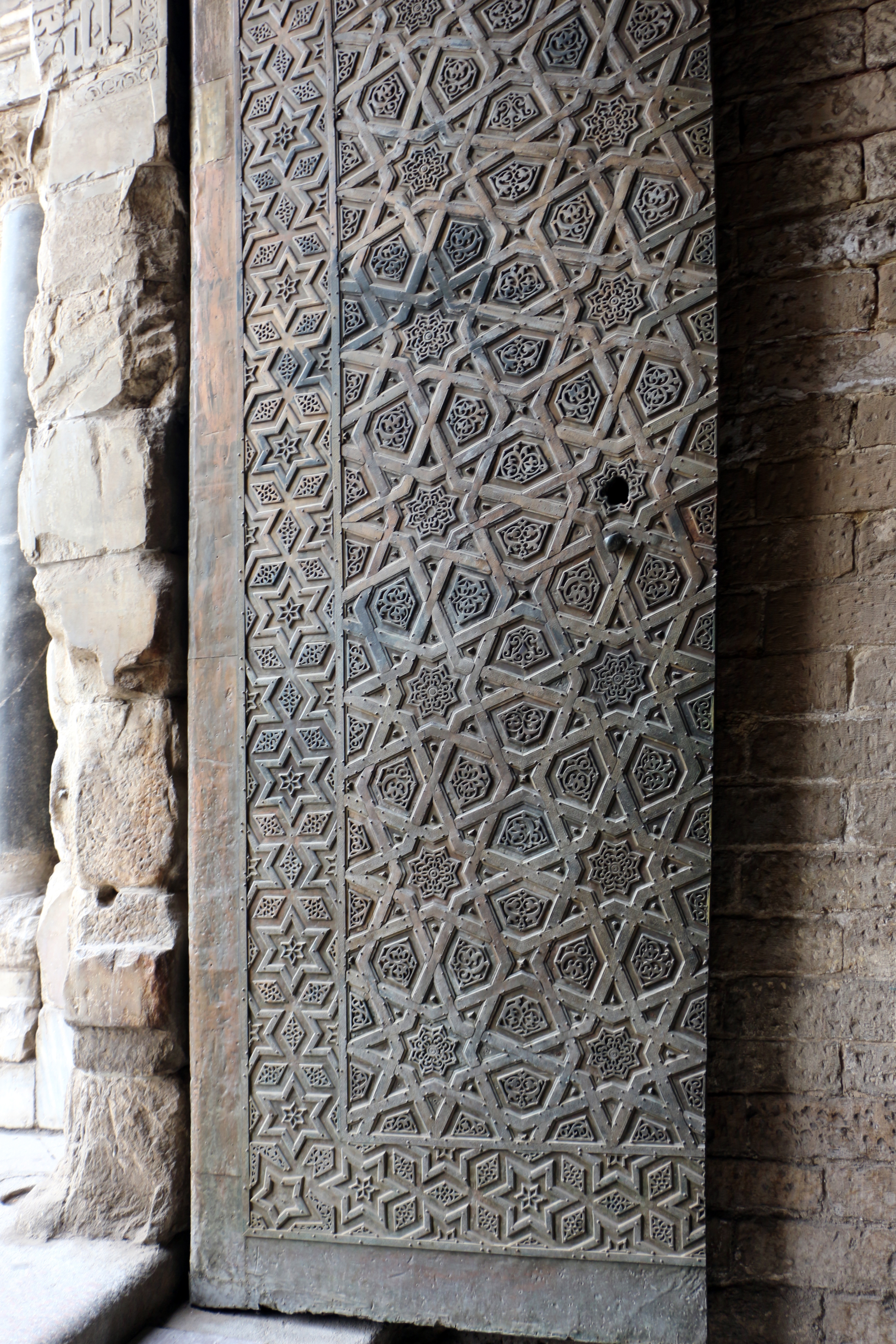
الزخارف والأشكال الهندسية على البوابة
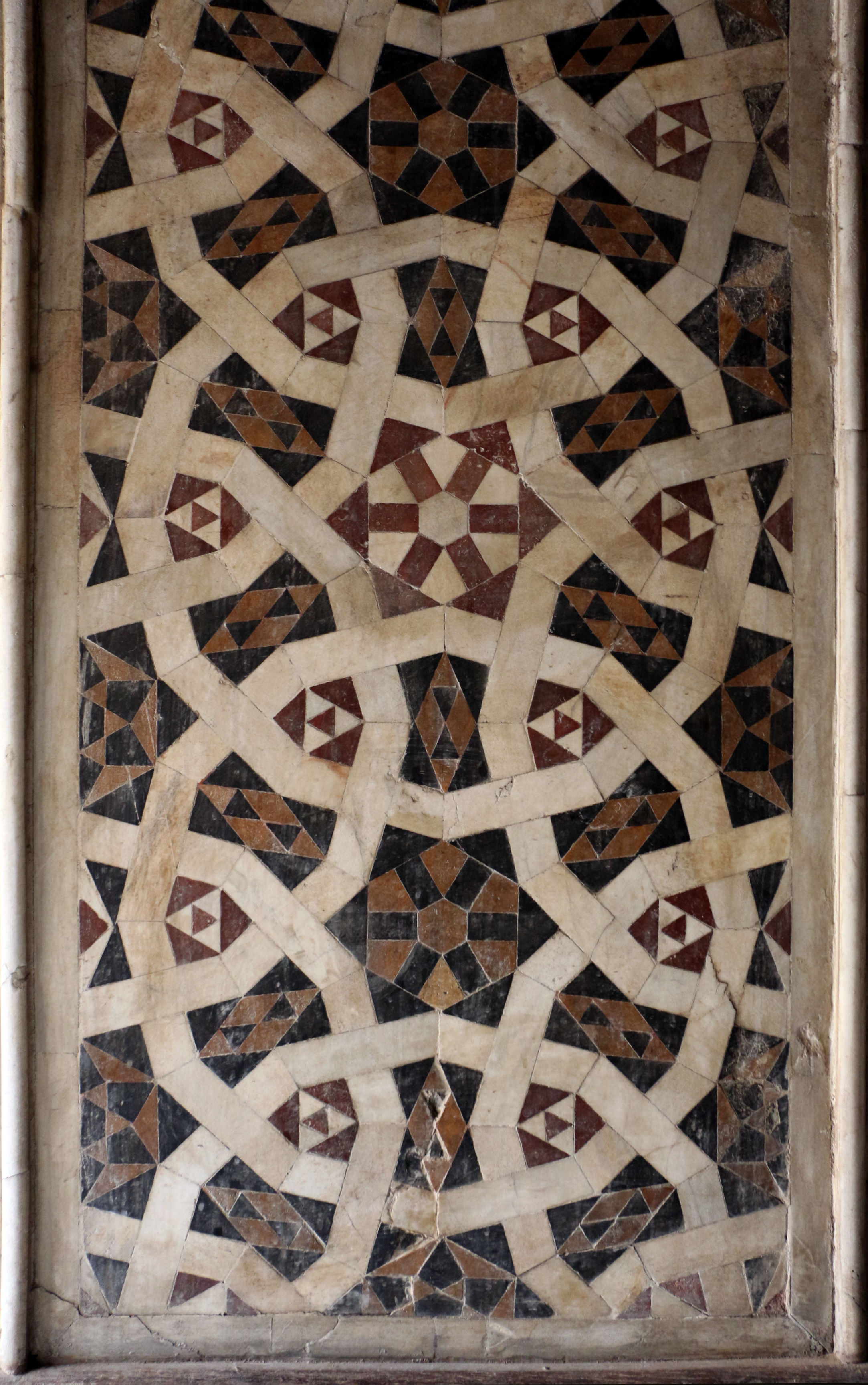
الزخارف والأشكال الهندسية
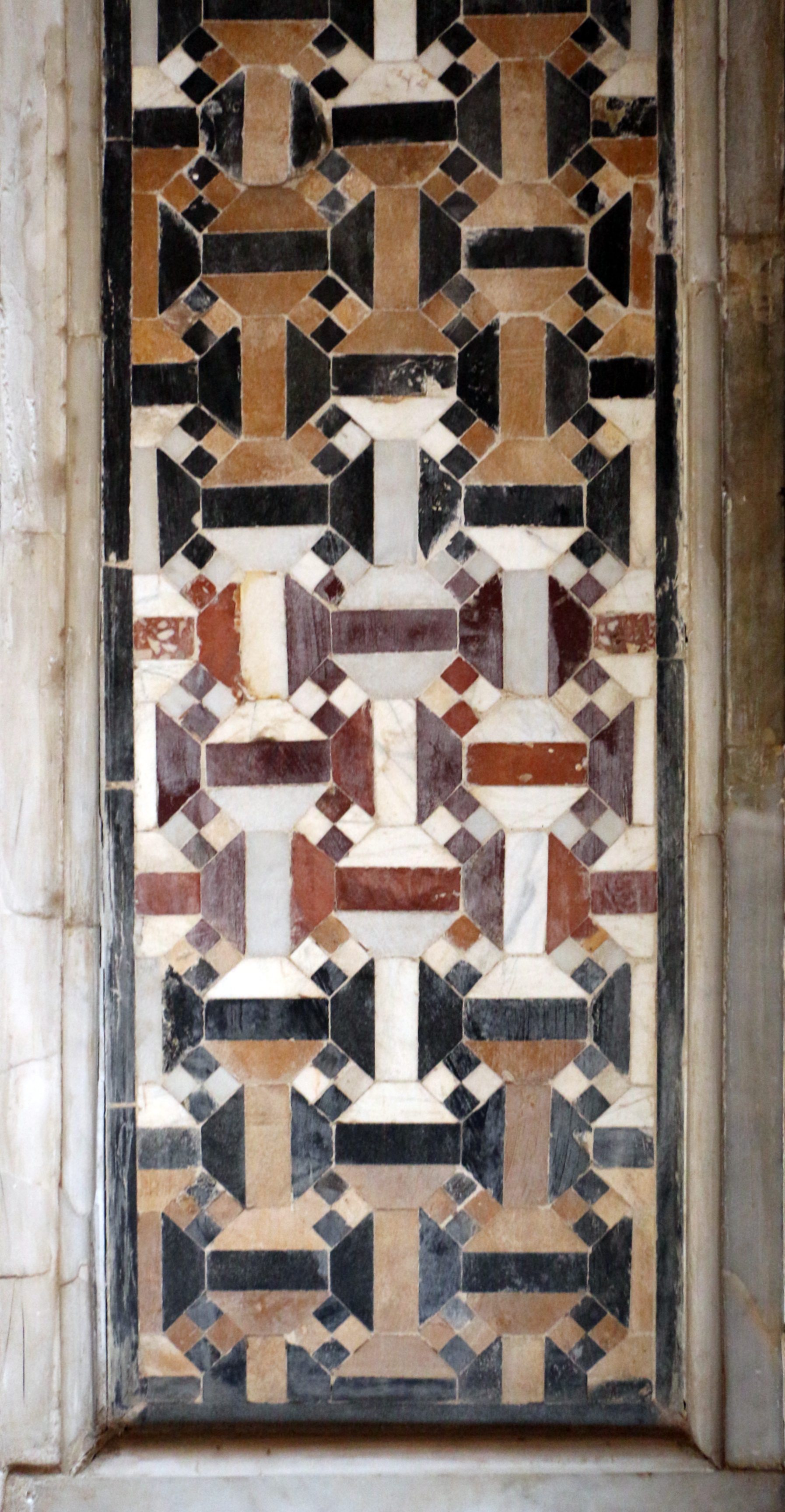
الزخارف والأشكال الهندسية
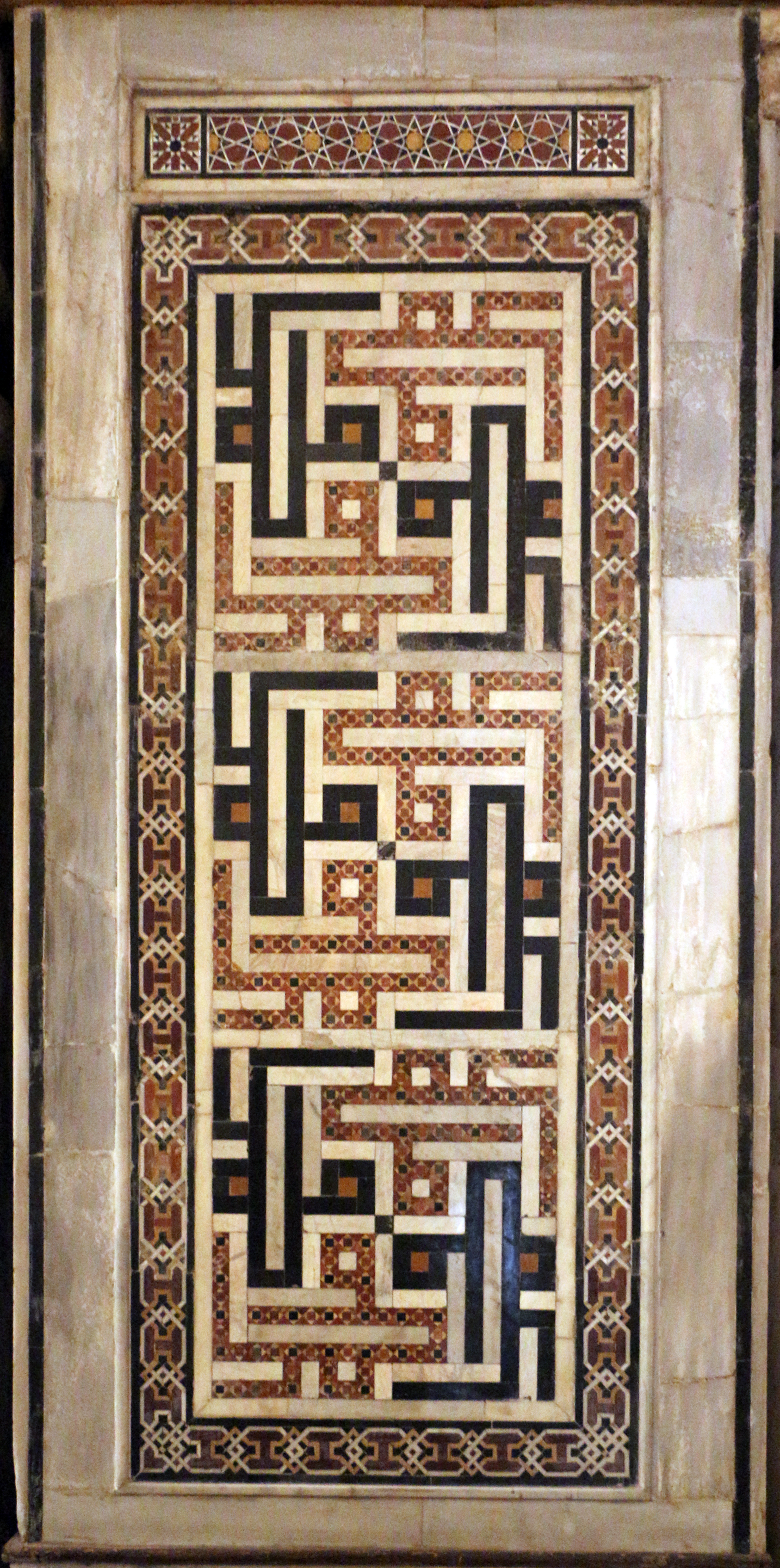
الزخارف والأشكال الهندسية
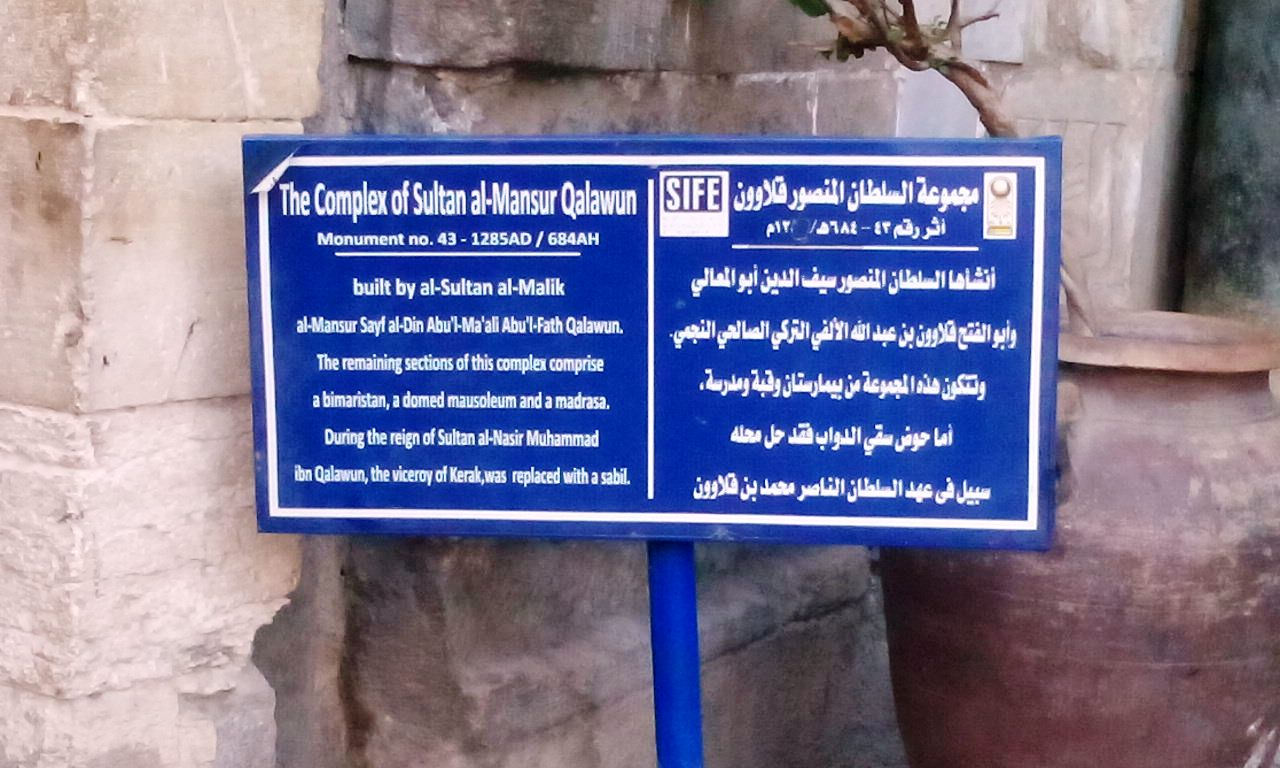
لوحة تعريفية